# Église Saint-Laurent de Bémont
Pour les articles homonymes, voir Église Saint-Laurent.
L'église Saint-Laurent de Bémont est une église catholique paroissiale située à Russy-Bémont, dans le département de l'Oise, en France. Elle est dominée par un puissant clocher en bâtière de la seconde moitié du XVIe siècle, qui s'élève au-dessus de la première travée du bas-côté sud, et culmine à 25 cm de hauteur. Les petites dimensions de l'édifice le font apparaître bien plus grand qu'il n'est en réalité. Si les élévations extérieures de l'église ne montrent aucun intérêt particulier, l'intérieur révèle une construction de qualité entièrement voûtée d'ogives, qui réunit une nef de deux travées de la première période gothique à des bas-côtés et un chœur bâtis sous quatre campagnes distinctes au cours de la première moitié du XVIe siècle. Si la nef se démarque par son parti original, avec deux grandes arcades et deux travées de bas-côté au nord pour une travée de nef avec une voûte quadripartite ordinaire, les autres parties illustrent la transition successive du style gothique flamboyant vers la Renaissance. Remarquable aussi pour sa complexité, l'église Saint-Laurent a été inscrite aux monuments historiques par arrêté du 12 avril 1927. Elle est aujourd'hui affiliée à la paroisse Saint-Sébastien de Crépy-en-Valois, et les messes dominicales y sont célébrées irrégulièrement, environ trois fois par an, le dimanche à 11 h.

## Localisation

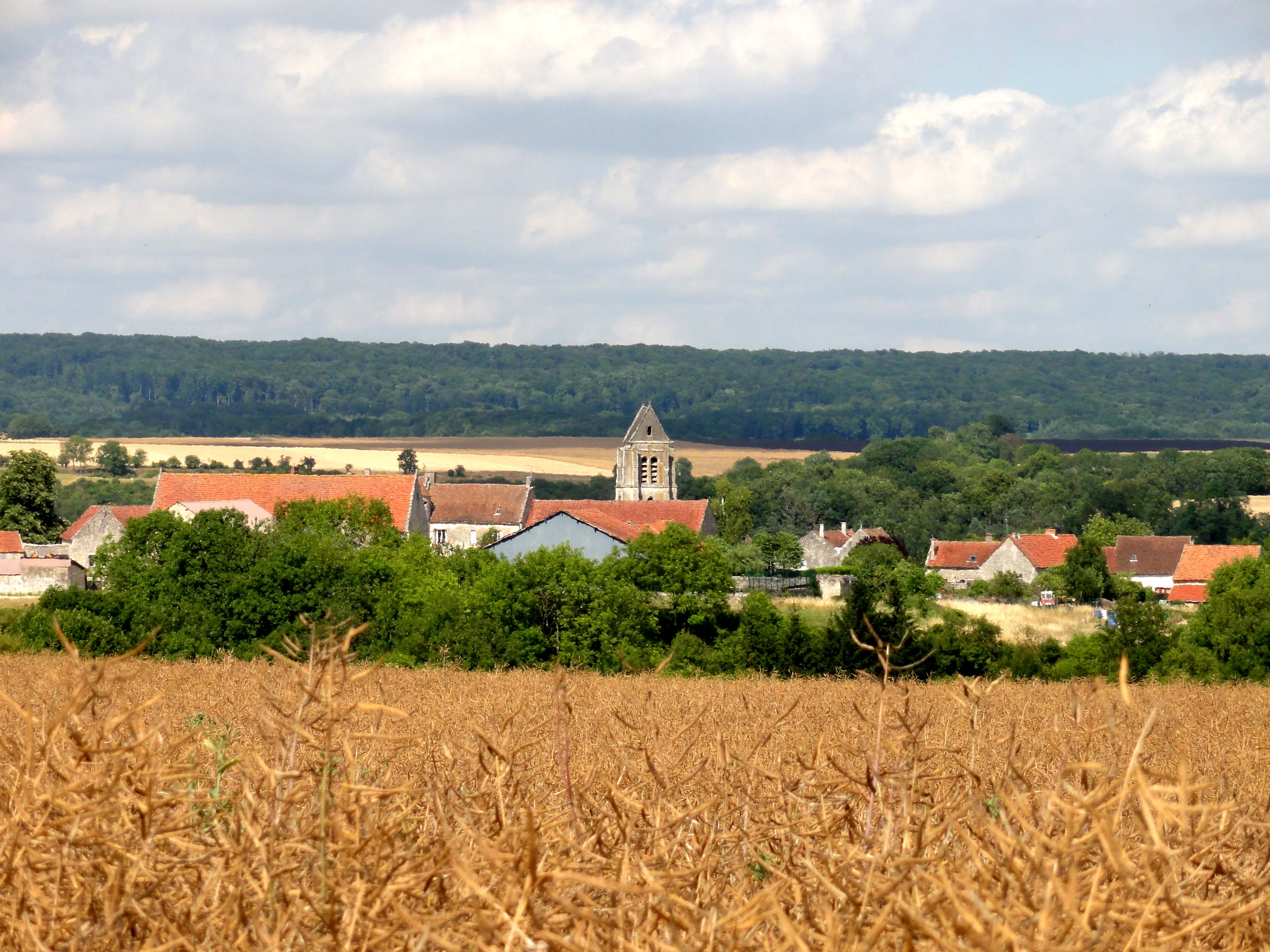
Vue en venant de Russy.

L'église Saint-Laurent est située en France, en région Hauts-de-France et dans le département de l'Oise, au nord-est de Crépy-en-Valois, sur la commune de Russy-Bémont, au hameau de Bémont, rue de l'Église. Depuis l'unique carrefour du village, cette rue se rapproche de l'église par l'ouest. La façade occidentale est précédée du petit cimetière de la commune, qui s'étend également au sud du clocher. Le reste de l'élévation méridionale est cependant bordée par une propriété privée, de sorte que l'on ne puisse pas la contempler en son intégralité, mais étroit chemin fait néanmoins le tour de l'église. Celle-ci étant implantée au rebord du plateau qui chute d'une manière abrupte dans la vallée de l'Automne à l'est et au nord, l'on ne peut pas non plus apprécier le chevet et l'élévation septentrionale, d'autant plus que les coteaux sont boisés, et cachent l'église depuis en regardant depuis le fond de la vallée.

## Histoire
Sous l'Ancien Régime, Bémont et Russy-Montigny constituent deux paroisses distinctes, et ne dépendent pas du même diocèse. Bémont relève du diocèse de Senlis et du doyenné de Crépy-en-Valois. L'église paroissiale, au titre de Saint-Laurent, est considérée comme propriété de l'évêque de Senlis, qui, aussi loin que les traces écrites remontent, est le seigneur et gros décimateur du village. Le manoir de la ferme au sud de l'église est dit hôtel de l'évêché. Russy-Montigny relève du diocèse de Soissons, archidiaconé de La Rivière, doyenné de Coyolles. L'église paroissiale, au titre de Saint-Martin, se situe à Montigny-le-Sec, ancien chef-lieu de la paroisse, et sa cure est à la nomination de l'évêque de Soissons. À une époque indéterminée, sans doute sous la guerre de Cent Ans, les habitants abandonnent successivement le village de Montigny, situé sur le plateau à l'est de Russy, et le hameau de Russy gagne en importance. En 1740, tout ce qui reste de Montigny sont le château et l'église. Ses ruines sont encore visibles de loin un siècle plus tard. Les messes paroissiales sont pour la plupart célébrées en la chapelle Saint-Maur de Russy, mais Montigny demeure le siège officiel de la paroisse. Même après la Révolution française, qui apporte par ailleurs le regroupement de l'ensemble des paroisses du département de l'Oise dans le diocèse de Beauvais, Bémont reste dans un premier temps une commune indépendante. Avec Vaumoise, elle est rattachée à Russy-Montigny en 1825 ; puis Vaumoise recouvre son indépendance en 1832, mais pas Bémont.

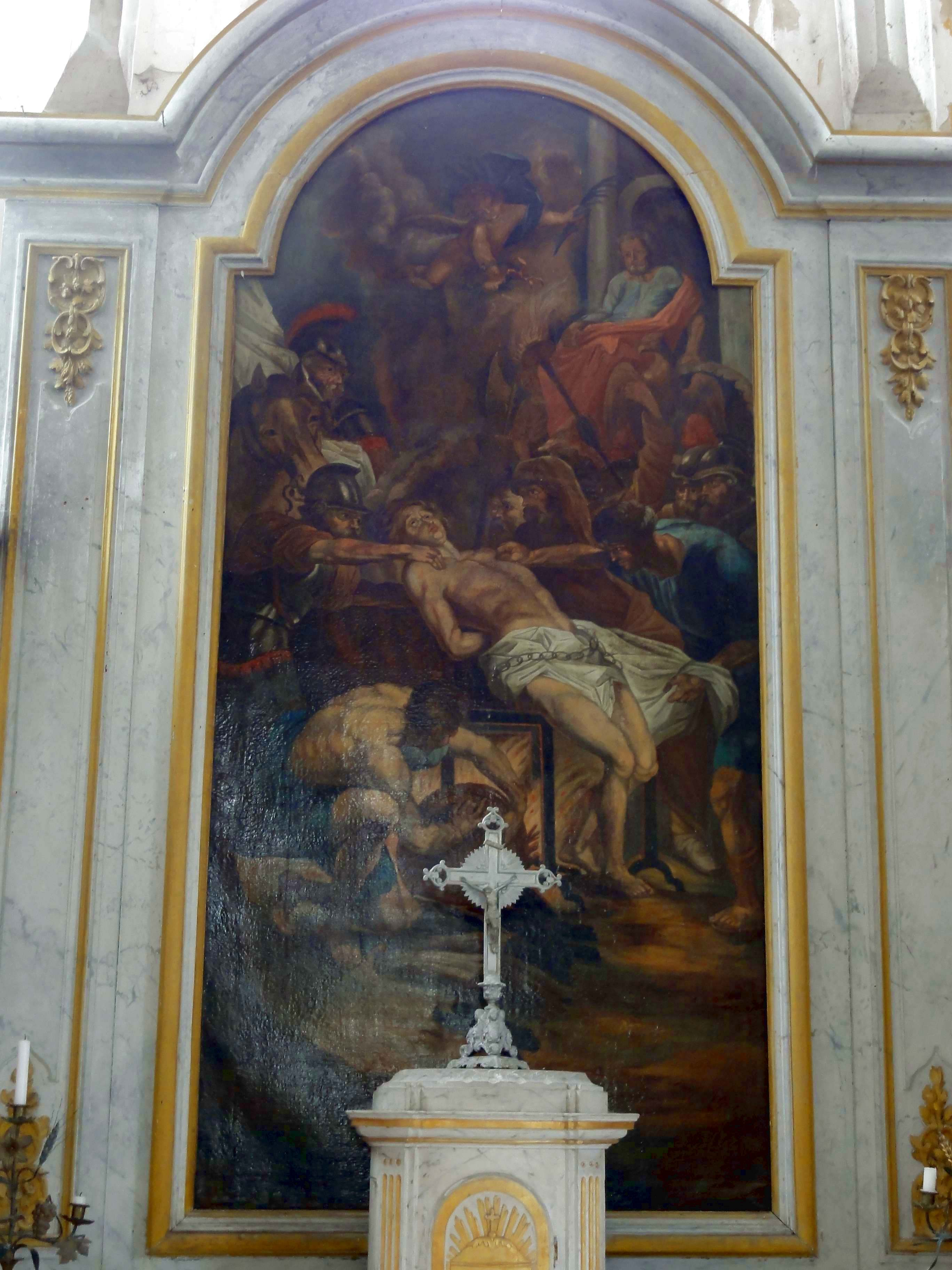
Retable du maître-autel - Le martyre de saint Laurent, copie d'après Rubens.

L'histoire de l'église Saint-Laurent n'est pas documentée. Ses différentes campagnes de construction se révèlent par l'analyse archéologique de l'édifice. La partie la plus ancienne conservée en élévation est la façade. Dominique Vermand la date du début du XIIe siècle, en se basant notamment sur le contrefort plat typiquement roman à gauche du mur de la nef. Ce détail a échappé à Louis Graves, qui qualifie la façade de moderne. Effectivement, le portail, dénué de caractère, doit résulter d'une reprise à l'époque moderne. Comme à Feigneux, la façade est le dernier élément roman. La nef de deux travées date du dernier quart du XIIe siècle, et est de style gothique primitif. Cependant, il n'y a plus guère que les voûtes et l'élévation nord qui subsistent de cette deuxième campagne de construction. En effet, l'élévation sud est complètement reprise en sous-œuvre sous une troisième campagne de construction, celle du chœur et de son bas-côté sud, à la période flamboyante, pendant la première moitié du XVIe siècle. Dominique Vermand les date de la fin du XVe siècle. Or, selon Maryse Bideault et Claudine Lautier, les arcades en double doucine que l'on voit ici n'apparaissent qu'au début du XVIe siècle. Les trois premières travées du bas-côté nord sont refaites à la même occasion, mais la mise en œuvre de la quatrième travée est ajournée, de même que celle des trois premières travées du sud. Vers 1540, l'on poursuit la reconstruction par la nouvelle base du clocher, au début du bas-côté sud. Alors que s'élève le clocher, l'on termine tout d'abord le bas-côté nord, dans un style qui annonce la Renaissance, au lieu de relier la base du clocher à la dernière travée du bas-côté sud. Ce vaisseau reste donc provisoirement intercepté en son milieu. Avec l'étage de beffroi du clocher, cette deuxième travée du bas-côté sud représente les dernières parties construites de l'église, et le style de la Renaissance est ici clairement manifeste. — Dans son ensemble, l'église Saint-Laurent est donc le résultat de quatre campagnes de construction distinctes, sans tenir compte de la réfection du portail et de la sacristie. Trois de ces campagnes concernent l'intérieur de l'édifice. L'église Saint-Laurent est inscrite aux monuments historiques par arrêté du 12 avril 1927. Elle est aujourd'hui affiliée à la paroisse Saint-Sébastien de Crépy-en-Valois, et les messes dominicales y sont célébrées irrégulièrement, environ trois fois par an, le dimanche à 11 h.

## Description

### Aperçu général

Plan de l'église.

Orientée un peu irrégulièrement, avec une déviation de l'axe vers le sud-est du côté du chevet, l'église suit un plan à trois vaisseaux, dont le vaisseau central se termine par une abside à trois pans, et les deux bas-côtés, par un chevet plat. Le vaisseau central se compose d'une nef de deux travées carrées, et d'un chœur d'une seule travée, comportant une partie droite et l'abside à pans coupés déjà signalée. Les bas-côtés vont jusqu'à la fin de la partie droite du chœur. Ils comptent néanmoins quatre travées, car il y a deux travées de bas-côtés de chaque côté de la première travée de la nef. Par conséquent, la troisième travée des bas-côtés est plus profonde que les autres. La première travée du bas-côté sud est la base du clocher en bâtière, qui est flanquée d'une tourelle d'escalier cylindrique à l'ouest. Une sacristie occupe l'angle entre le chevet du bas-côté sud et l'abside. L'ensemble de l'église est voûté d'ogives. Le vaisseau central est à deux niveaux d'élévation au nord, avec l'étage des grandes arcades et un ancien étage de fenêtres hautes, et à un unique niveau d'élévation au sud. Ce constat souligne la complexité de l'édifice, qui est issu de différentes campagnes de construction. L'on accède à l'église par le portail occidental de la nef. À l'est du clocher, les travées du bas-côté sud sont couvertes indépendamment par des toits en bâtière perpendiculaires à l'axe de la nef, avec une enfilade de deux pignons au sud. Les deux autres vaisseaux de l'église sont recouverts d'une large toiture unique à deux rampants, qui n'exclut que l'abside, muni d'un toit à croupes.

### Intérieur

#### Nef

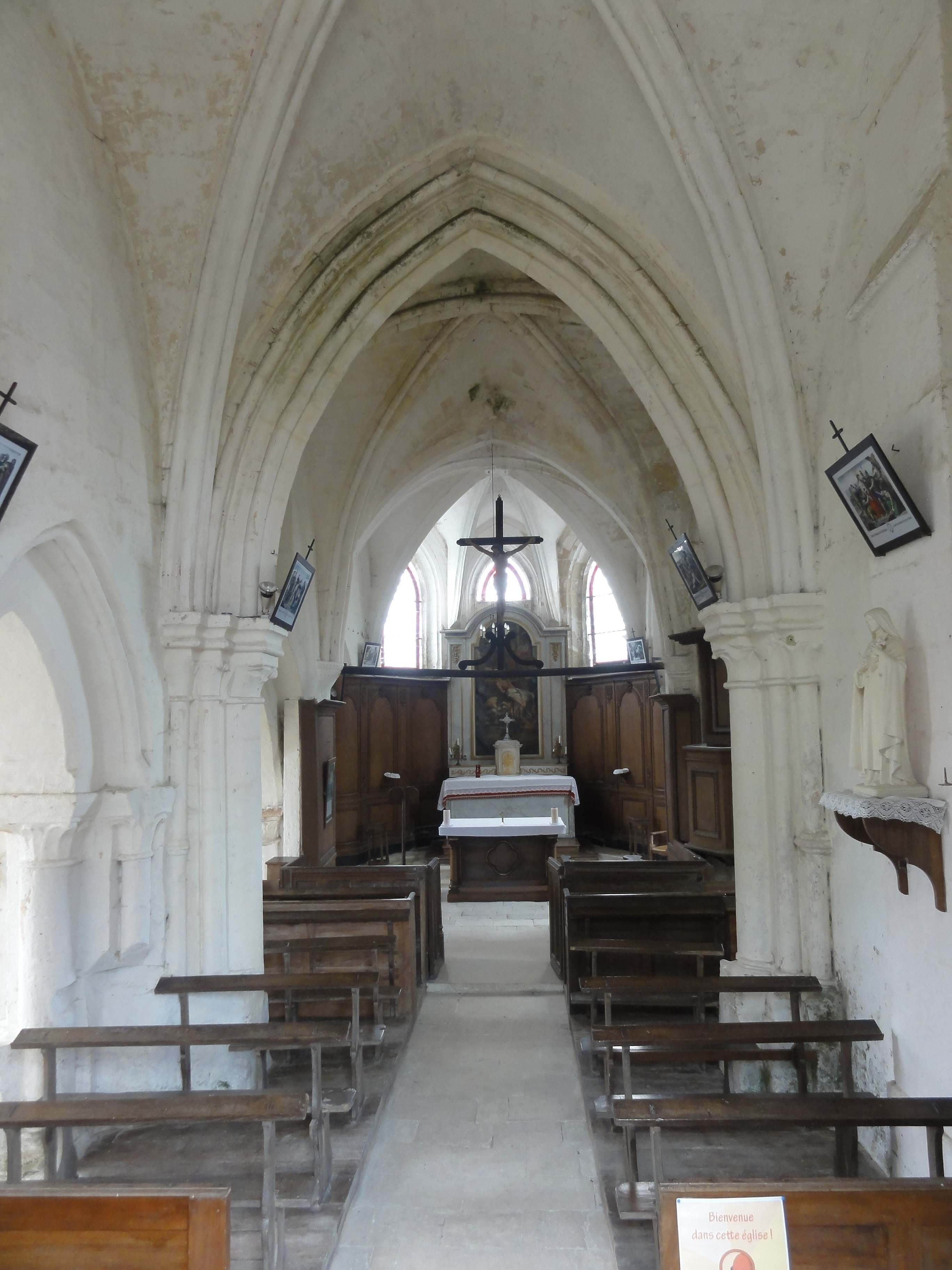
Nef, vue vers l'est.

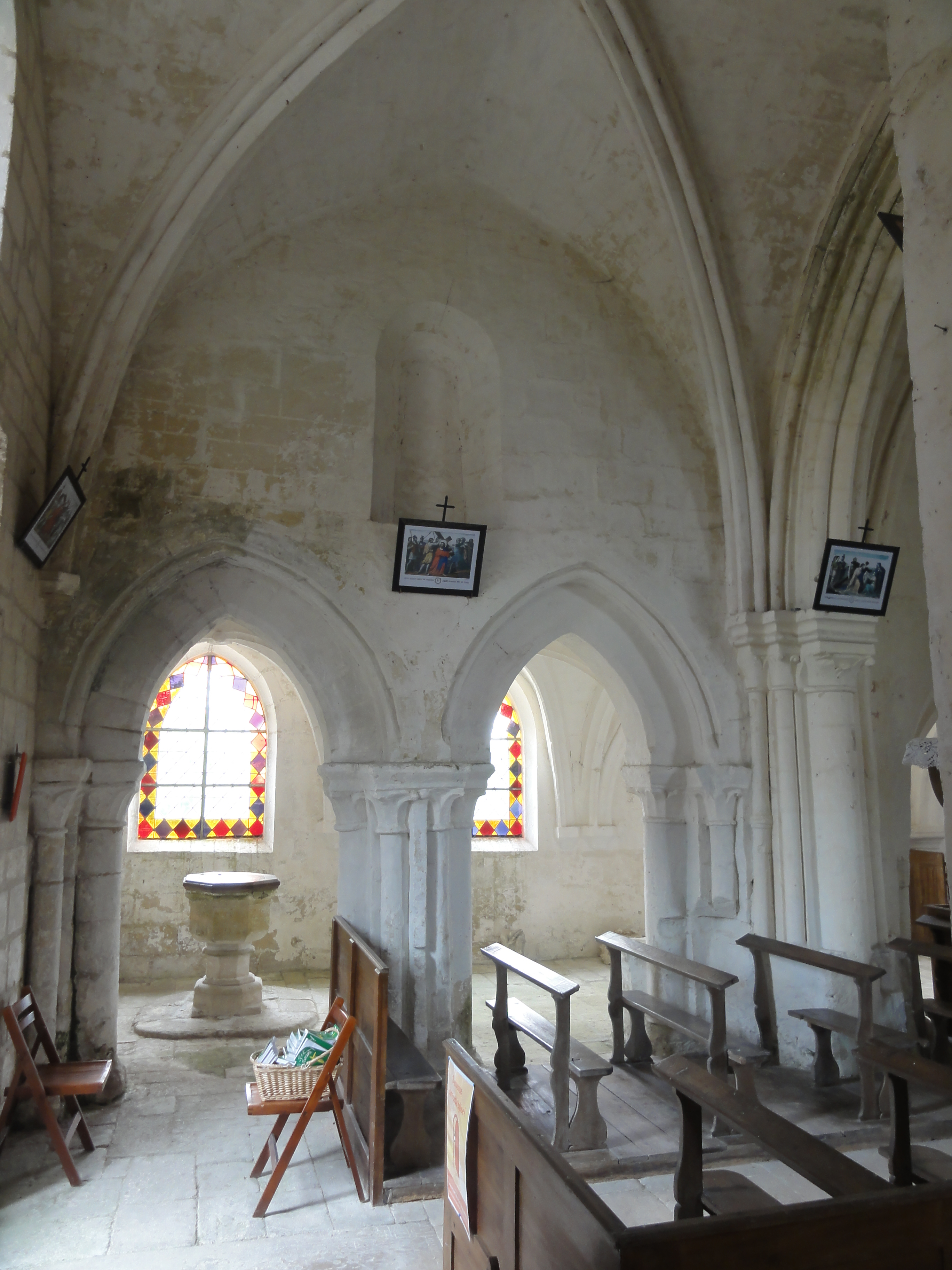
1re travée, élévation nord.

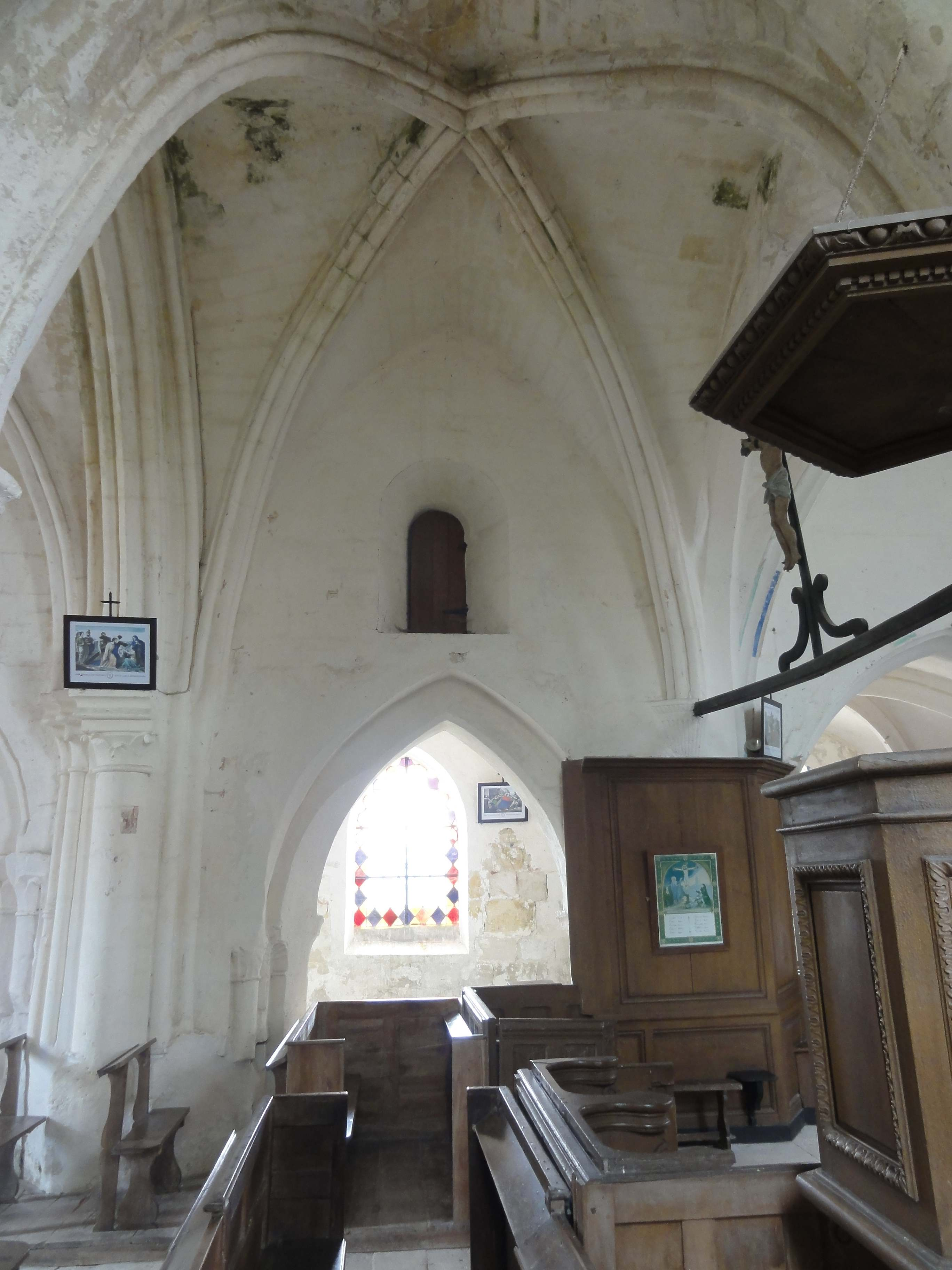
2e travée, élévation nord.

L'analyse proposée par Louis Graves en 1843 est toujours valable. Pour apprécier l'architecture à sa juste mesure, il est utile de répéter l'une de ses réflexions : « L'intérieur a de la lourdeur, le sol ayant été exhaussé, ce qui diminue l'élancement des piliers ». Cette situation n'est donc pas d'origine récente. Les églises de Béthancourt-en-Valois, Montataire et Mouy partagent le même sort. Outre que l'église soit de dimensions très restreintes, les grandes arcades du nord sont aussi inhabituellement basses. Il faut se baisser un peu pour contempler leurs chapiteaux, et les clés de voûte du bas-côté nord sont presque à portée de main. Tous les socles sont maintenant noyés dans le sol, et les proportions paraissent trapues. Pourtant, loin d'être rustique, l'église Saint-Laurent est un édifice de qualité. La sculpture et la modénature atteignent le même niveau que dans les églises plus importantes de la région, et son parti architectural est ambitieux et original à la fois. À l'instar des vaisseaux recouverts par des voûtes sexpartites (à six branches d'ogives), il y a une alternance entre supports faibles et supports forts, et deux grandes arcades au nord de la première travée de la nef. Or, les voûtes sont quadripartites, comme à l'accoutumée. Cette disposition n'a pas son pareil dans la région. Les quelques défauts esthétiques que l'on peut observer, notamment sur la troisième grande arcade du nord et la travée correspondante du bas-côté nord, sont imputables à la pose de boiseries dans la nef (limitées aujourd'hui au chœur), et à des réparations sans grand respect pour la sculpture. D'autres irrégularités résultent d'impératifs techniques. Il s'agit de la saillie de l'un des contreforts du clocher dans la nef, au sud de la première travée, comme souvent au XVIe siècle, par exemple à Baron, Montagny-Sainte-Félicité et Versigny ; et de la saillie du premier pilier intermédiaire au nord de la nef dans le bas-côté.
La première et la deuxième travée ne sont pas identiques, et les deux élévations latérales de chacune des deux travées ne le sont pas non plus. Seule l'élévation septentrionale conserve sa configuration d'origine, sauf que les fenêtres hautes sont bouchées : la première par un mur, la deuxième par une porte. Ces fenêtres sont en plein cintre, largement ébrasées, et sans glacis inférieur, ce qui est très rare : la proximité des grandes arcades est telle que des glacis auraient fragilisé la structure. Cette proximité indique également que les bas-côtés d'origine ne pouvaient être voûtés, car seul un toit en appentis faiblement incliné peut s'insérer entre le sommet des grandes arcades et le seuil des fenêtres, tout en assurant une hauteur suffisante à l'intérieur du bas-côté. Dans la première travée, les deux grandes arcades en tiers-point sont à double rouleau, et retombent sur une demi-colonne entre deux colonnettes de chaque côté, comme à Gilocourt. Cependant, seul le rouleau supérieur est mouluré d'un tore, et le rang de claveaux inférieur a simplement les arêtes chanfreinées. Les tailloirs sont au profil d'une plate-bande et d'un biseau ou d'un cavet. Des raccommodages au plâtre et les couches de badigeons multiples gomment certains détails de la modénature, et cachent surtout la polychromie architecturale d'origine, qui fait surface à certains endroits. Les moulures sont peintes en ocre jaune et rouge en alternance, avec des points rouges sur les bandes jaunes. Les chapiteaux sont sculptés de feuilles plates, et parfois de feuilles polylobées. Les fûts sont appareillés. Sur le pilier intermédiaire entre les deux arcades, l'intervalle entre les colonnettes est très réduit. Pour venir à la deuxième travée, qui est un peu moins profonde, elle ne possède qu'une seule grande arcade au nord, qui est séparée des piliers de la nef par des portions de mur. Ses chapiteaux ont été arasés, et son rang de claveaux inférieur a été taillé en biseau pour permettre la pose des boiseries, qui devaient être analogues à celles qui subsistent encore à droite de l'arcade et dans le chœur. Dans ce contexte, l'absence de mouluration du rouleau supérieur ne reflète peut-être pas la disposition d'origine.
Particulièrement curieuse est la situation au sud de la première travée. La partie gauche de l'élévation est occupée par un mur et par un contrefort du clocher. Ce n'est qu'à droite de ce contrefort que la voûte a été munie d'un arc formeret après coup, puisque la voûte ne touche pas au mur du clocher. Elle en est séparée par un intervalle couvert d'un plafond plat. Derrière, s'ouvre une arcade à double rouleau, en arc brisé, sans supports, qui ouvre sur la base du clocher. Complètement différente est encore l'élévation méridionale de la deuxième travée, tout à fait régulière, mais encore avec un seul niveau d'élévation. Face à la petite arcade au nord, on trouve ici un arc-doubleau aussi large que le permet la distance entre les piliers, et presque aussi élevé que la voûte de la nef. Il est mouluré d'une étroite moulure concave et d'une large doucine de chaque côté, comme les grandes arcades de Boran-sur-Oise, Jagny-sous-Bois, Serans, Survilliers, Venette, Vauréal, etc. C'est l'un des profils les plus répandus dans la région pendant la première moitié du XVIe siècle, car harmonisant parfaitement avec les piliers ondulés flamboyants, qui n'existent toutefois pas à Bémont.
Les voûtes sont en tiers-point, et représentent presque la moitié de la hauteur du vaisseau, de sorte que les sommets des grandes arcades empiètent sur la lunette de la voûte. Avec l'exception déjà citée, les formerets font défaut, ce que l'on peut mettre sur le compte des contraintes budgétaires. Le profil des ogives est d'un tore en forme d'amande, accompagné de deux petits tores en retrait. Les clés de voûte ne sont pas décorées, et les ogives s'y croisent simplement, comme à Béthancourt-en-Valois. Dans les angles près de la façade, la retombée s'effectue sur des culs-de-lampe sculptés de crochets, avec des tailloirs à angle abattu. En effet, les grandes arcades ne laissent pas de place pour des colonnettes supplémentaires. Le doubleau à l'intersection entre les deux travées est néanmoins à double rouleau. Le rang de claveaux supérieur est mouluré d'un tore de chaque côté, tandis que le profil du rouleau inférieur est calqué sur celui des ogives. La retombée s'effectue sur des faisceaux d'une colonne engagée et de quatre colonnettes logées dans des ressauts des piliers. Ce profil, adopté aussi à Acy-en-Multien, Marolles, Noël-Saint-Martin et Pondron, est peu répandu dans la région à la première période gothique, mais connaît une large diffusion à la période rayonnante (Agnetz, Chambly, Cires-lès-Mello, Montataire, Trumilly..., avec des variations), et est déjà connu à la période romane, comme le montrent les bases des clochers de Seraincourt et Saint-Gervais, dans le Vexin français. Les tailloirs sont moulurés d'une plate-bande, d'un cavet et d'une baguette, et tous disposés orthogononalement. Les chapiteaux sont sculptés de crochets. Ils se situent à mi-hauteur des grandes arcades. Au nord, dans la deuxième travée, les tailloirs et chapiteaux des colonnettes ont été supprimés. Près du doubleau vers le chœur, les ogives sont reçus sur des culs-de-lampe de la Renaissance. Le doubleau en question appartient à la campagne de construction du chœur. Son intrados est méplat, et dépourvu de supports, ce qui n'est ici pas perçu comme un défaut, car les boiseries les auraient de toute façon dissimulés.

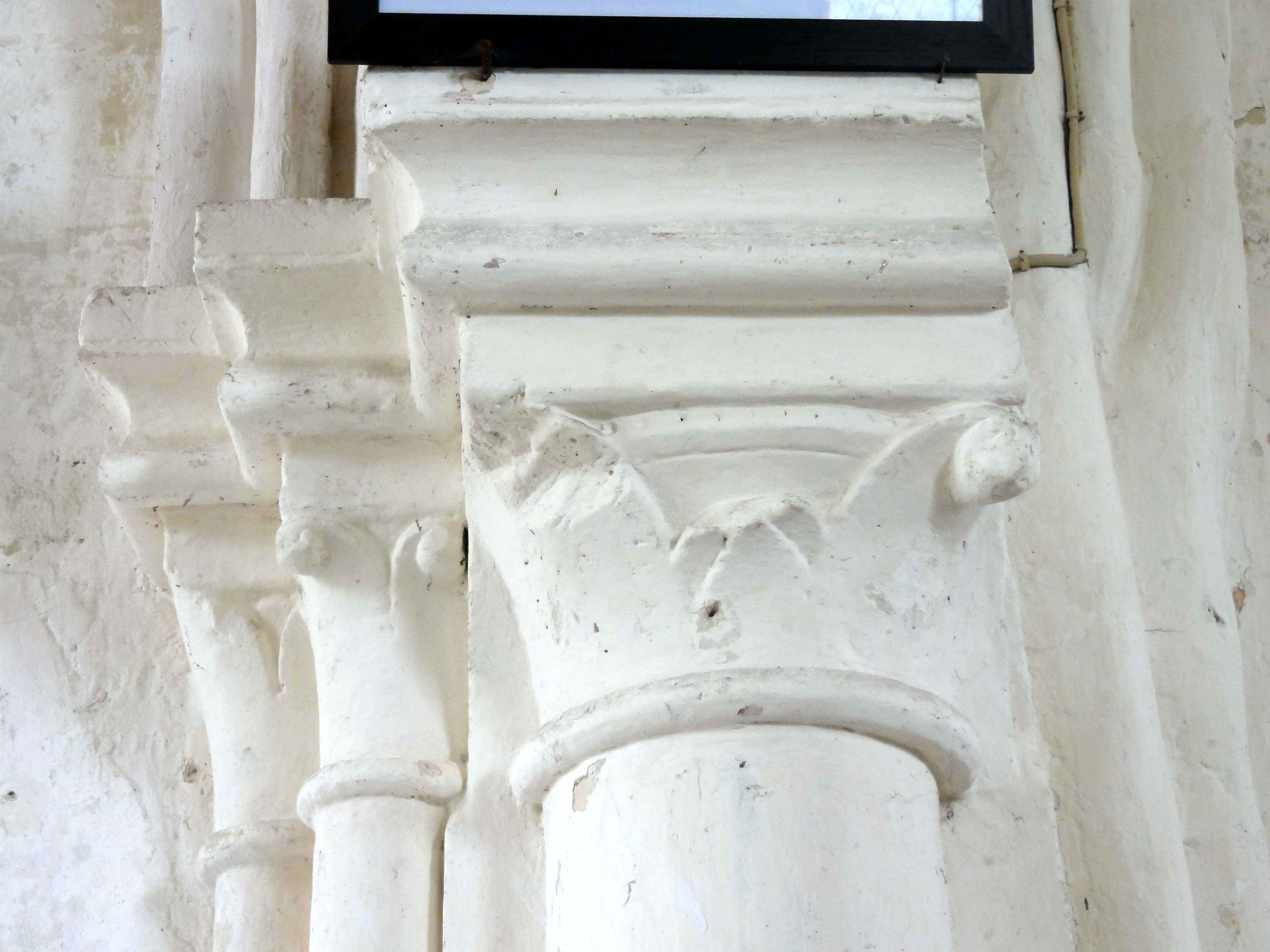
Chapiteaux côté nord.
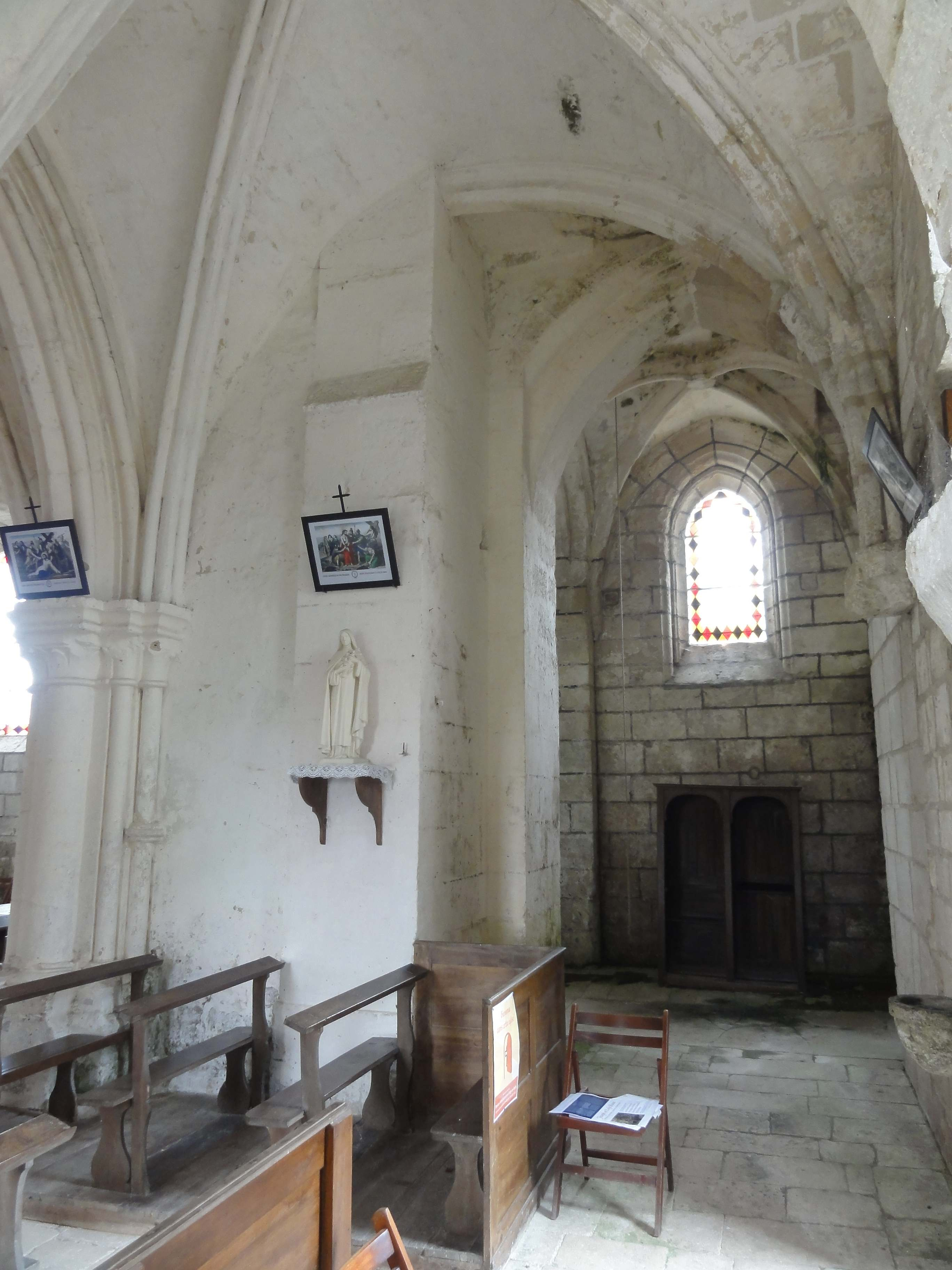
1re travée, élévation sud.
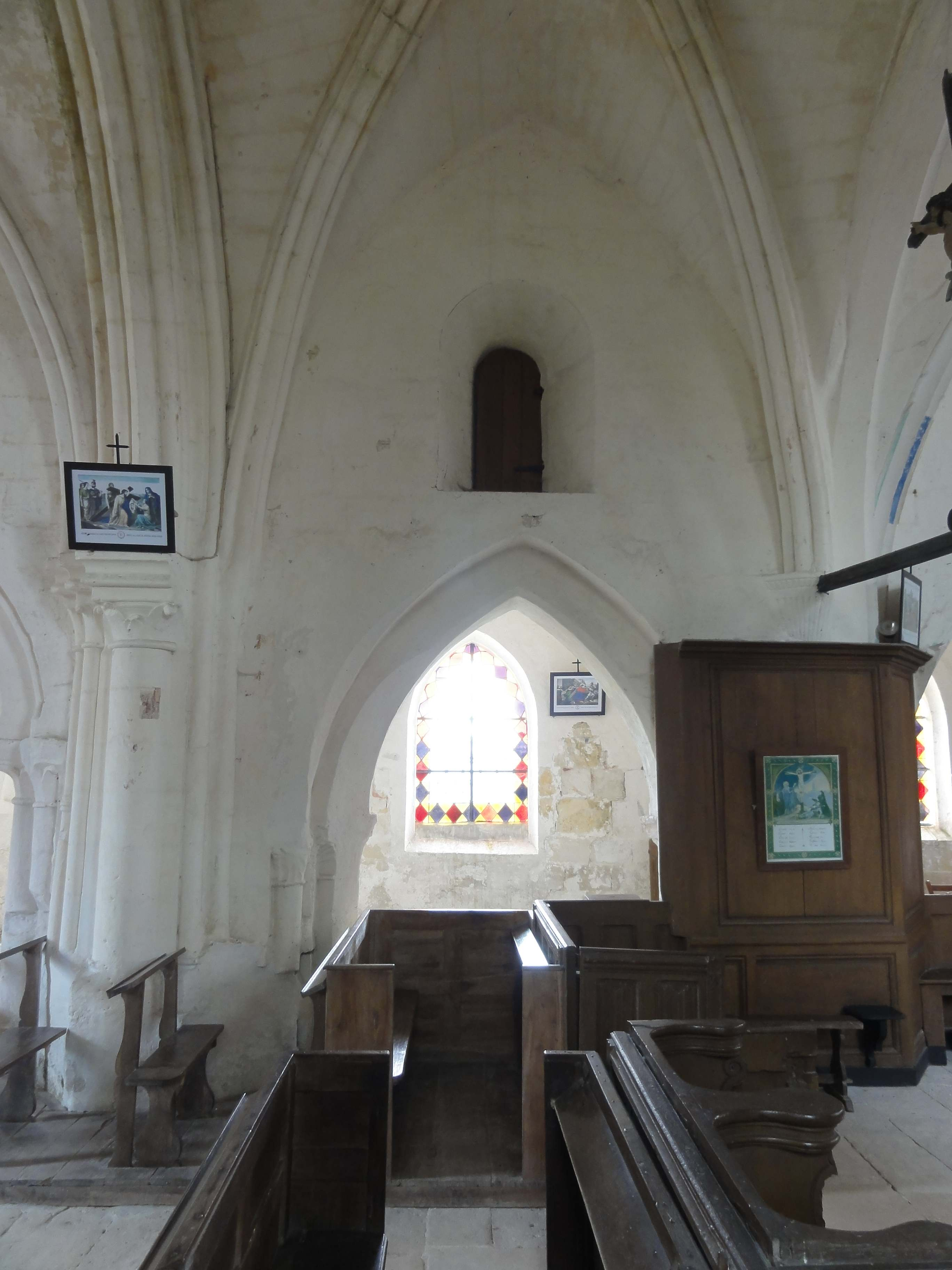
2e travée, élévation nord.
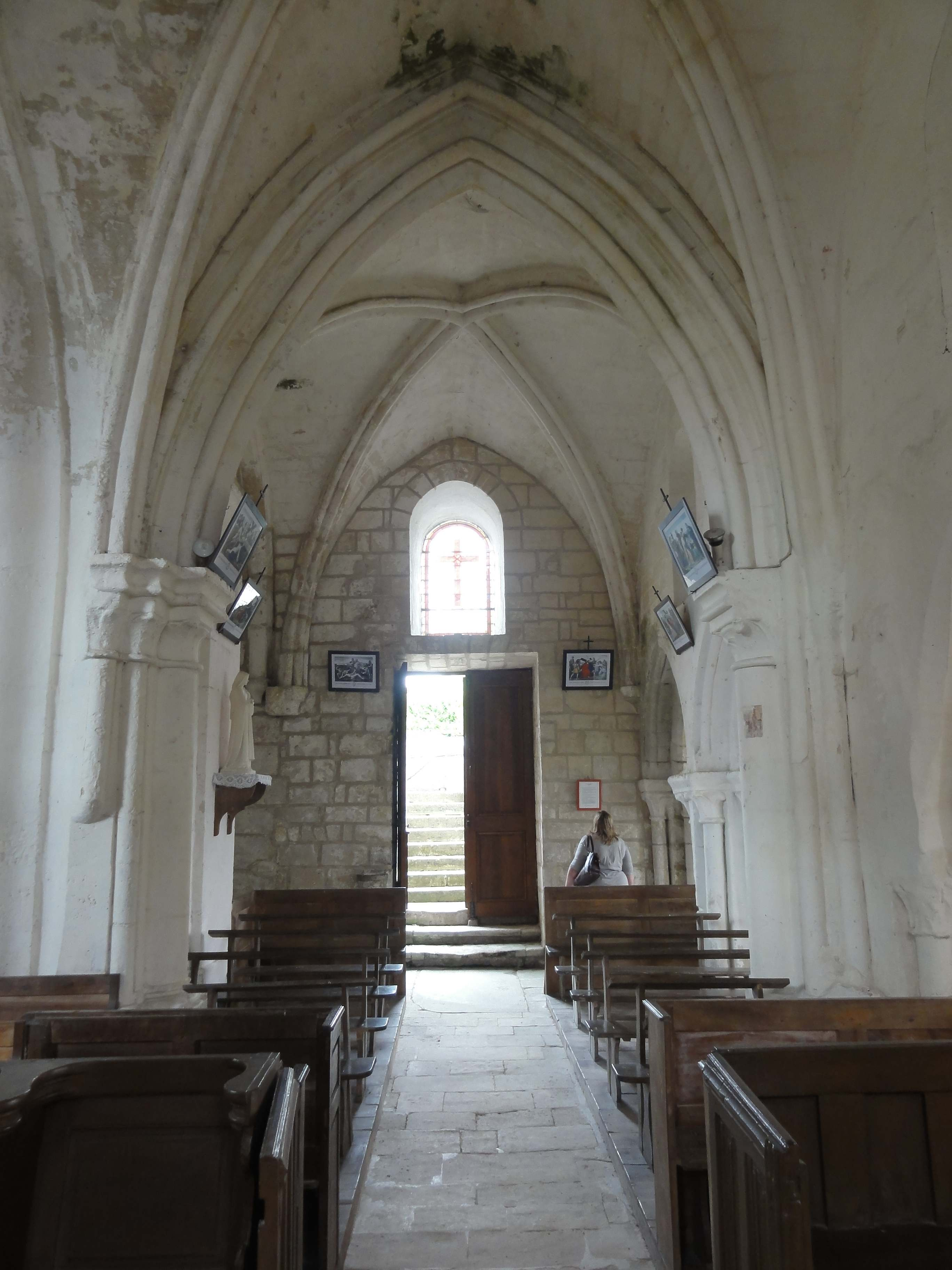
Vue vers l'ouest.
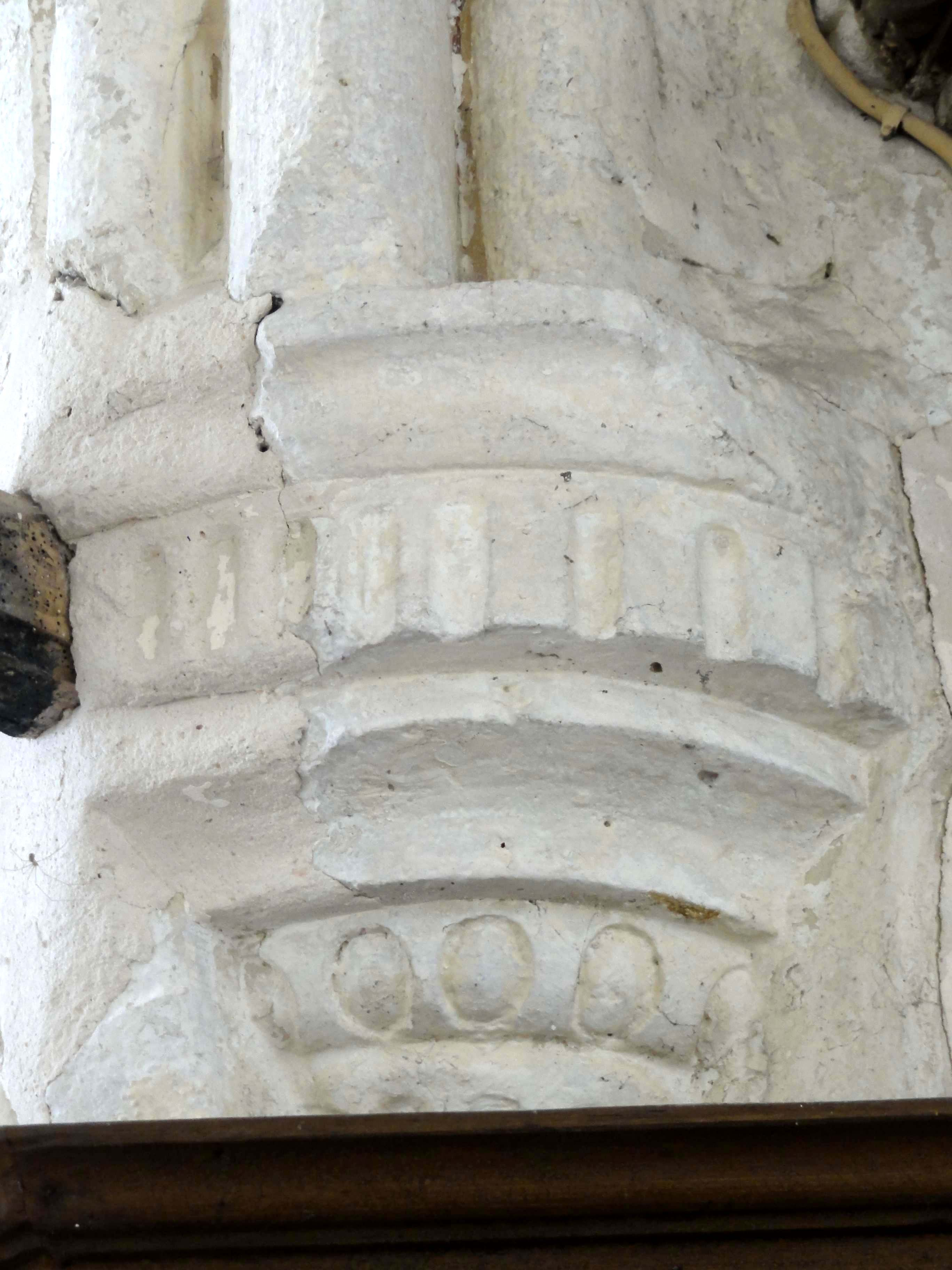
Cul-de-lampe Renaissance.
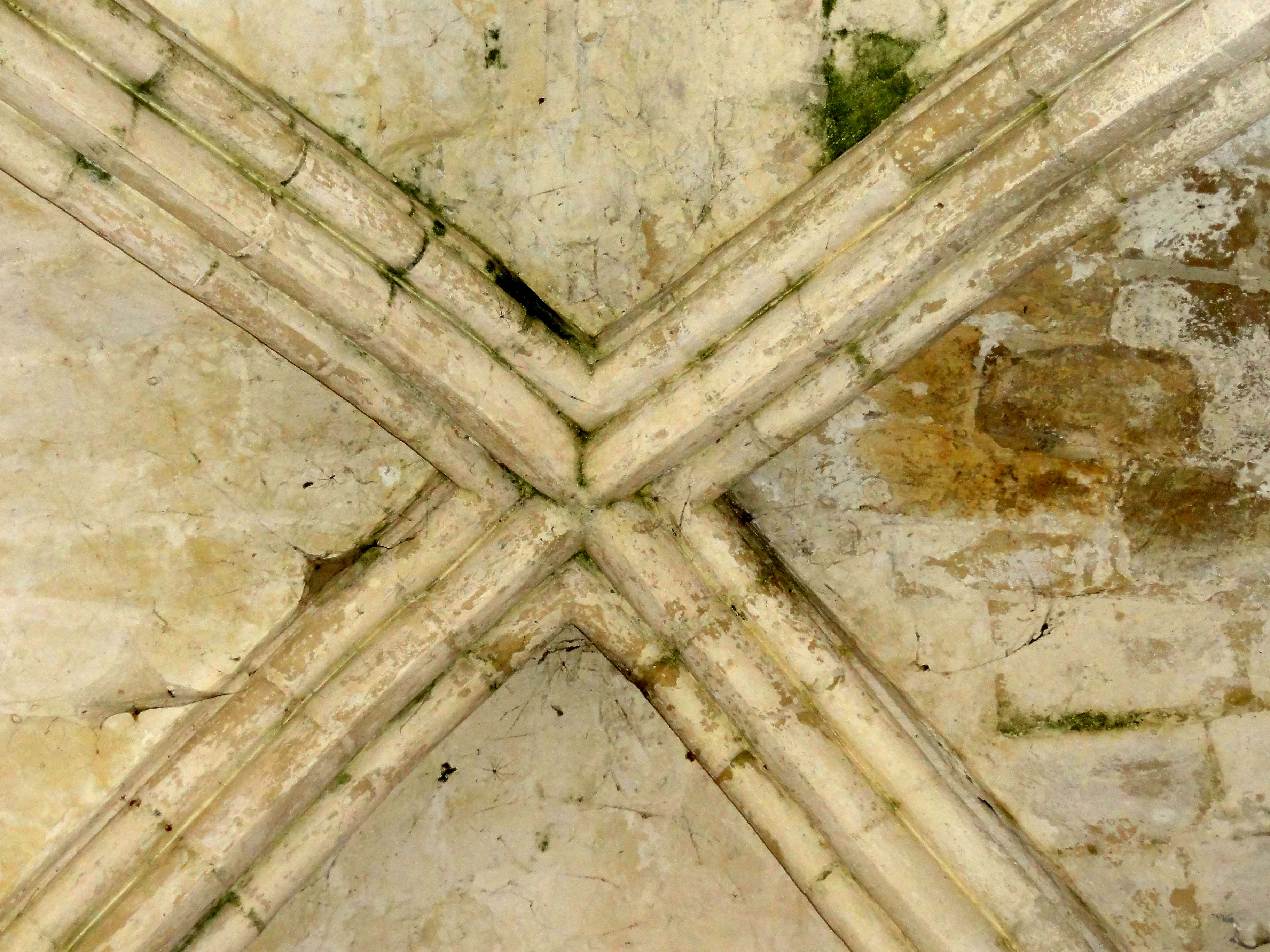
Clé de voûte.

#### Bas-côté nord

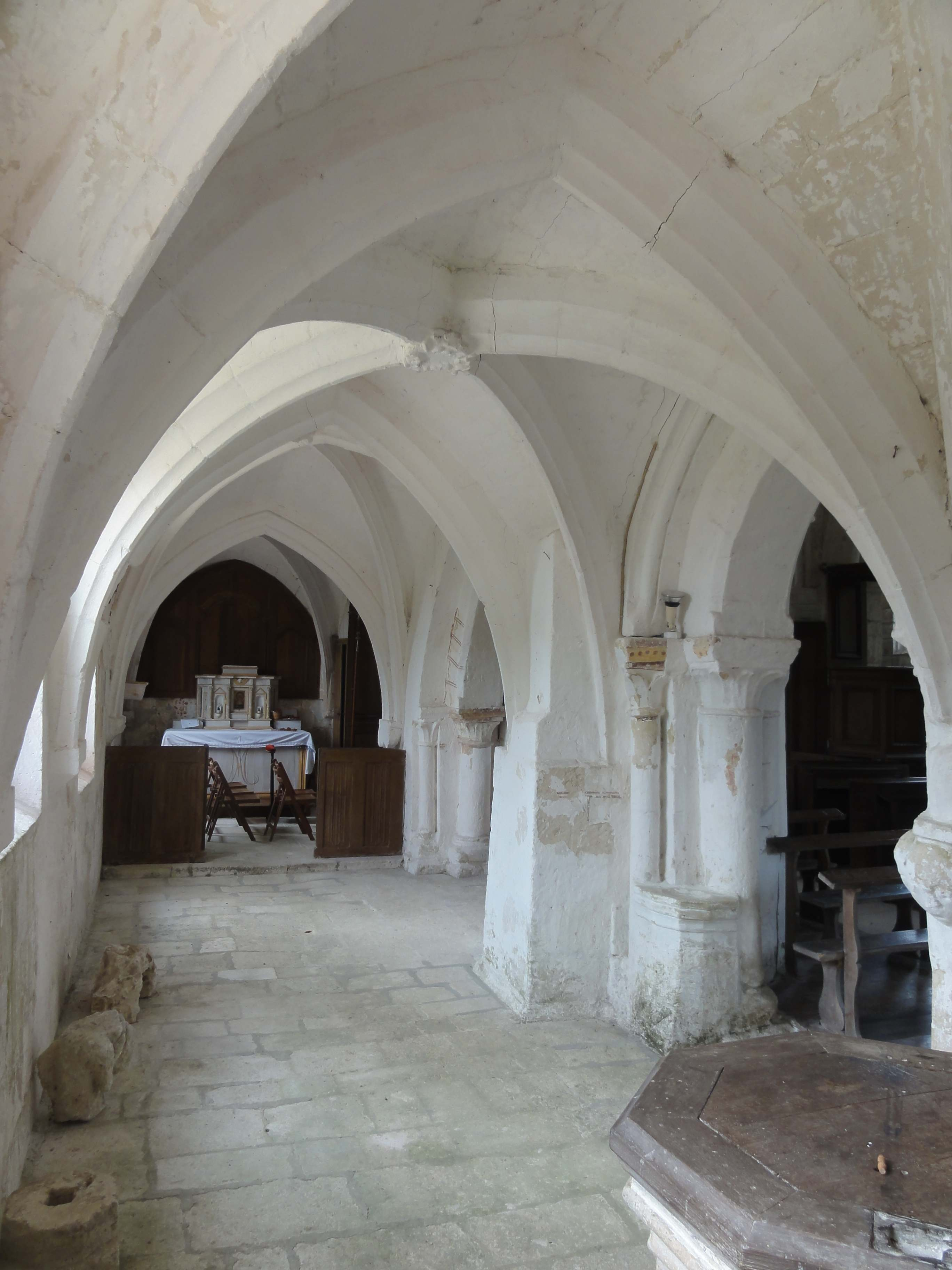
1re travée, vue vers l'est.

L'élévation méridionale, qui comporte les grandes arcades, est presque aussi hétérogène que le vaisseau central. Le mur gouttereau est en revanche homogène sur toute sa longueur. Il est ajouré de quatre fenêtres en arc brisé, assez larges, sans remplage, dont les piédroits et l'intrados sont moulurés d'une gorge. Il n'y a pas de fenêtre au chevet. Un petit oculus largement ébrasé est percé dans le mur occidental, sous le sommet de la voûte, au-dessus une porte en anse de panier bouchée. — Le long du mur et dans les angles, les nervures des voûtes sont reçues sur des culs-de-lampe discrètement moulurés. Un fût de colonnette existe seulement dans l'angle nord-ouest. Le profil des ogives est le même dans les trois premières travées. Elles se présentent ici comme des arêtes saillantes, qui sont moulurées de chaque côté d'une fine moulure concave et d'une gorge peu profonde. Les deux premiers doubleaux sont analogues aux ogives. Le dernier doubleau est renforcé, et se compose d'un rouleau inférieur sous la forme d'un rang de claveaux ordinaire, et d'un rouleau supérieur mouluré d'une doucine de chaque côté. Les ogives de la dernière travée adoptent un profil similaire, mais aminci. La doucine apparaît aussi sur le doubleau méridional de la deuxième travée de la nef, mais l'arête angulaire et l'intrados méplat annoncent la Renaissance. Les clés de voûte sont néanmoins gothiques. Dans la première travée, la clé affiche un masque humain ; dans la deuxième travée, une collerette de feuillages ; et dans la quatrième travée, un quatre-feuilles inscrivant des feuillages.
Au sud, les particularités sont nombreuses. Les grandes arcades se présentent, en principe, de la même façon que côté nef. Mais pour recevoir les ogives, les deux colonnettes du pilier intermédiaire des deux premières arcades ont été déplacées vers le nord, et le pilier a été renforcé. Initialement, ces colonnettes étaient réservées aux rouleaux supérieurs des arcades, qui se fondent désormais dans le pilier. Elles conservent par ailleurs le tore supérieur de leurs bases. Un fût angulaire a été inséré entre les deux colonnettes, et le faisceau ainsi formé a été couronné de trois têtes sommairement sculptées, de la même facture que le masque sous la clé de voûte. Suit un haut tailloir polygonal, sans style particulier. Une autre particularité s'observe à l'ouest de la deuxième arcade. Ici, un bénitier s'insère entre la colonne et la colonnette de l'arcade, et semble faire corps avec le pilier. Il est constitué de quelques assises de pierre, a l'angle abattu, et la bordure agrémentée de moulures. L'emplacement du bénitier, loin de la porte d'entrée, est surprenant. À côté, un contrefort interne ou massif de maçonnerie renforce le pilier correspondant au premier doubleau de la nef. L'ogive de la deuxième travée et le doubleau se fondent dans ce massif, tandis que l'ogive de la troisième travée est reçue sur un cul-de-lampe purement fonctionnel. Enfin, un pilier plus loin à l'est, le dernier doubleau et les ogives sont reçus sur un triple cul-de-lampe évoquant une enfilade de trois écussons, dont la sculpture a vraisemblablement été bûchée.

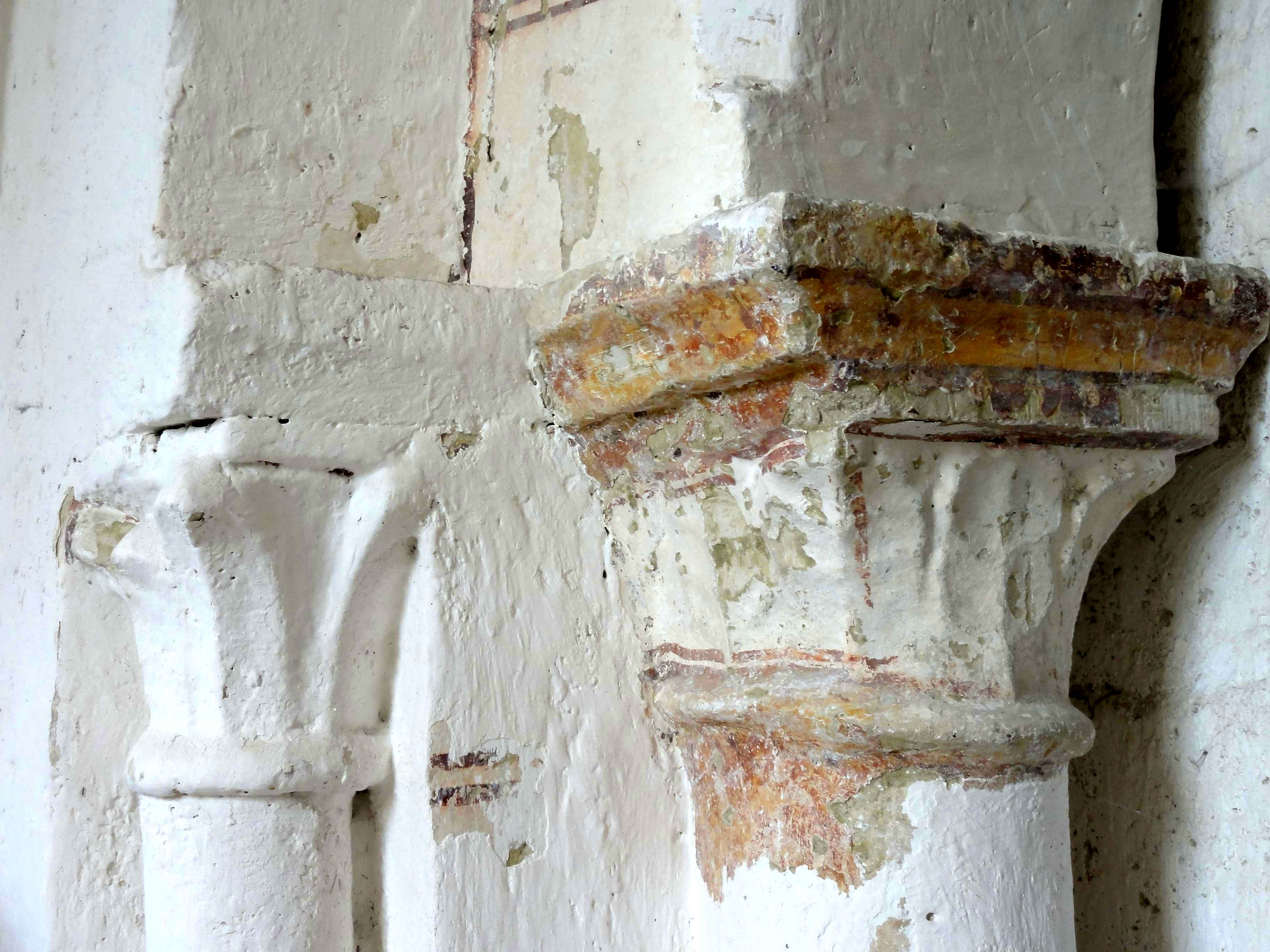
Chapiteaux.
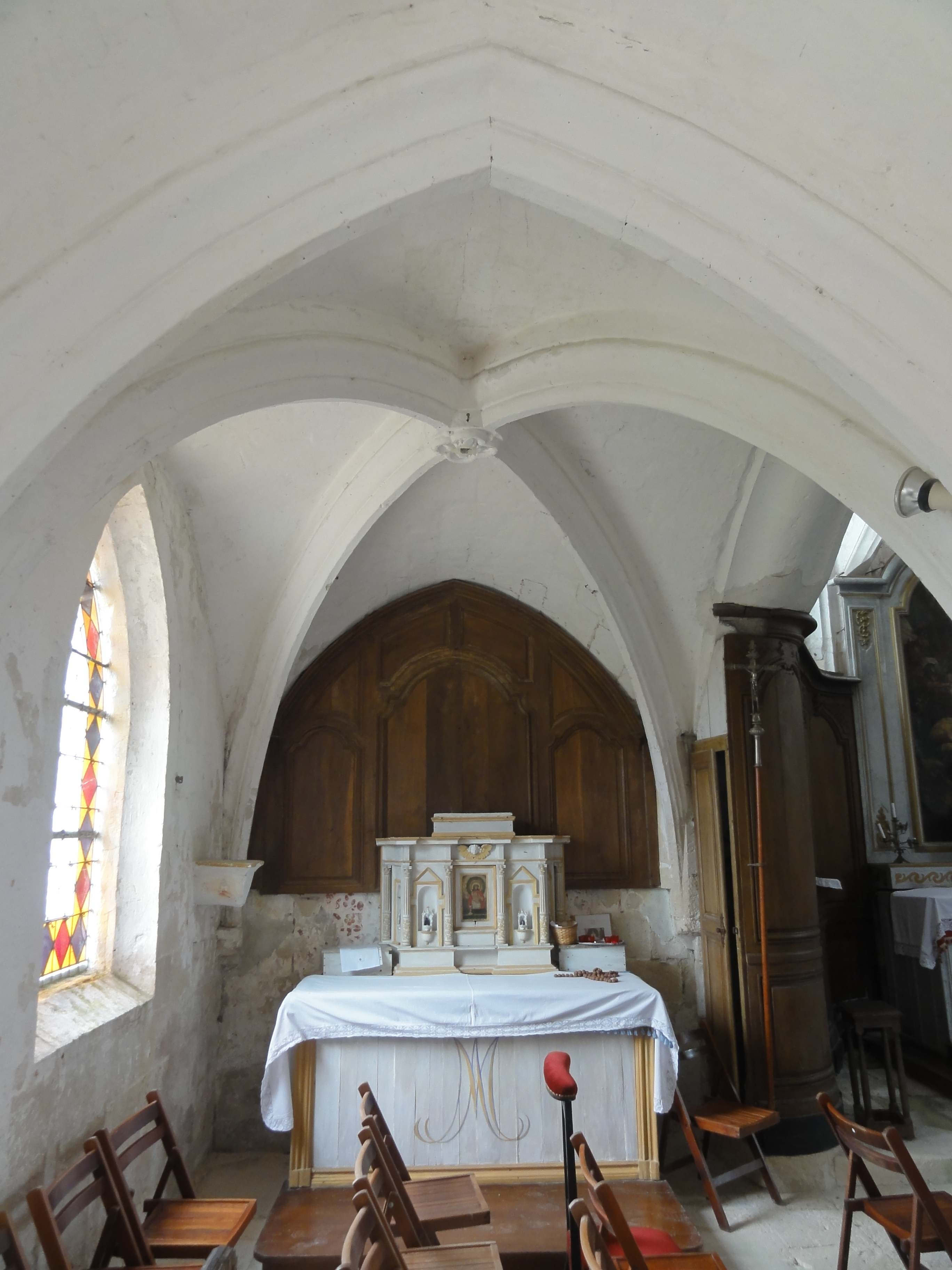
3e travée, vue vers l'est.
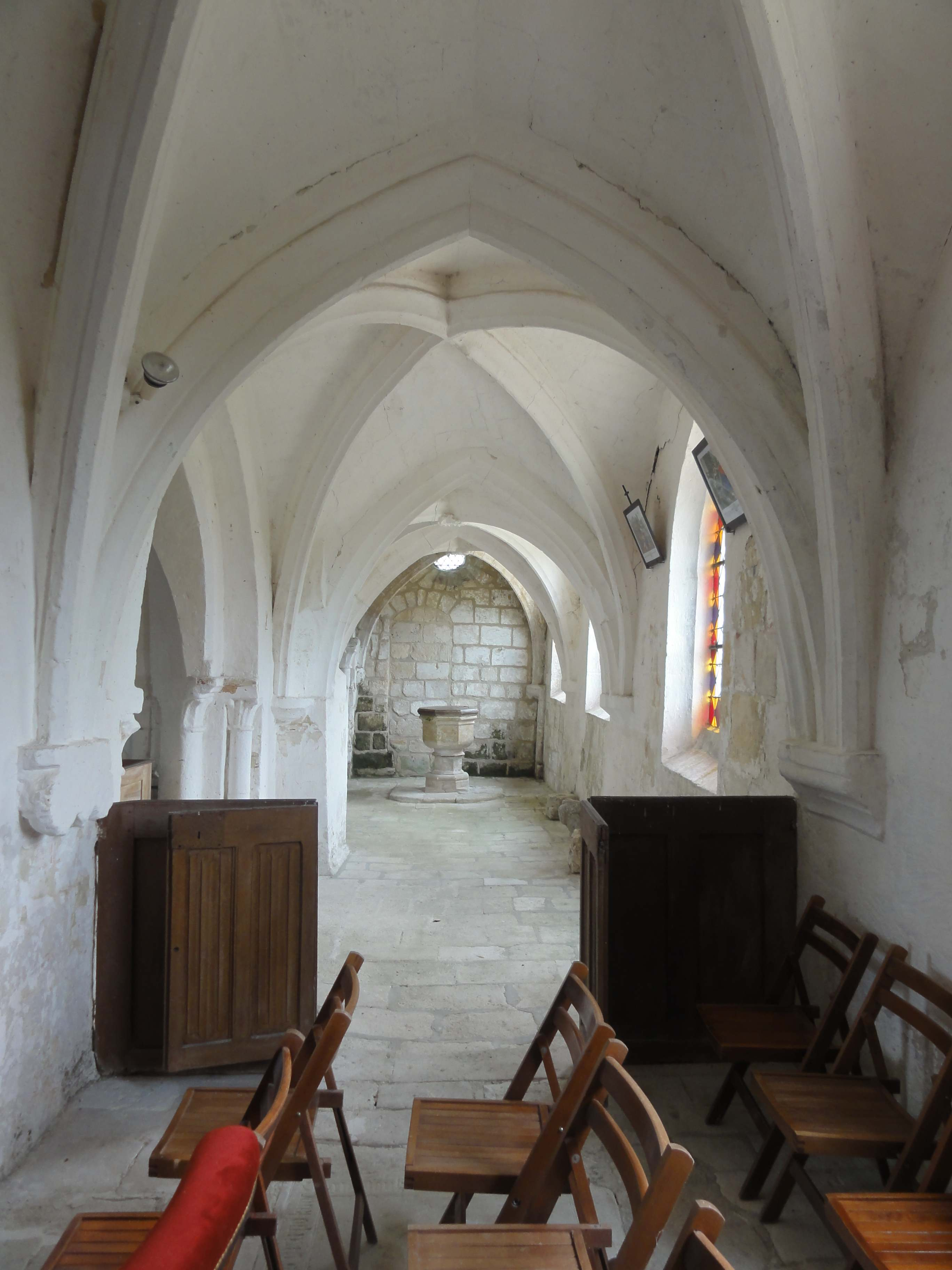
4e travée, vue vers l'ouest.
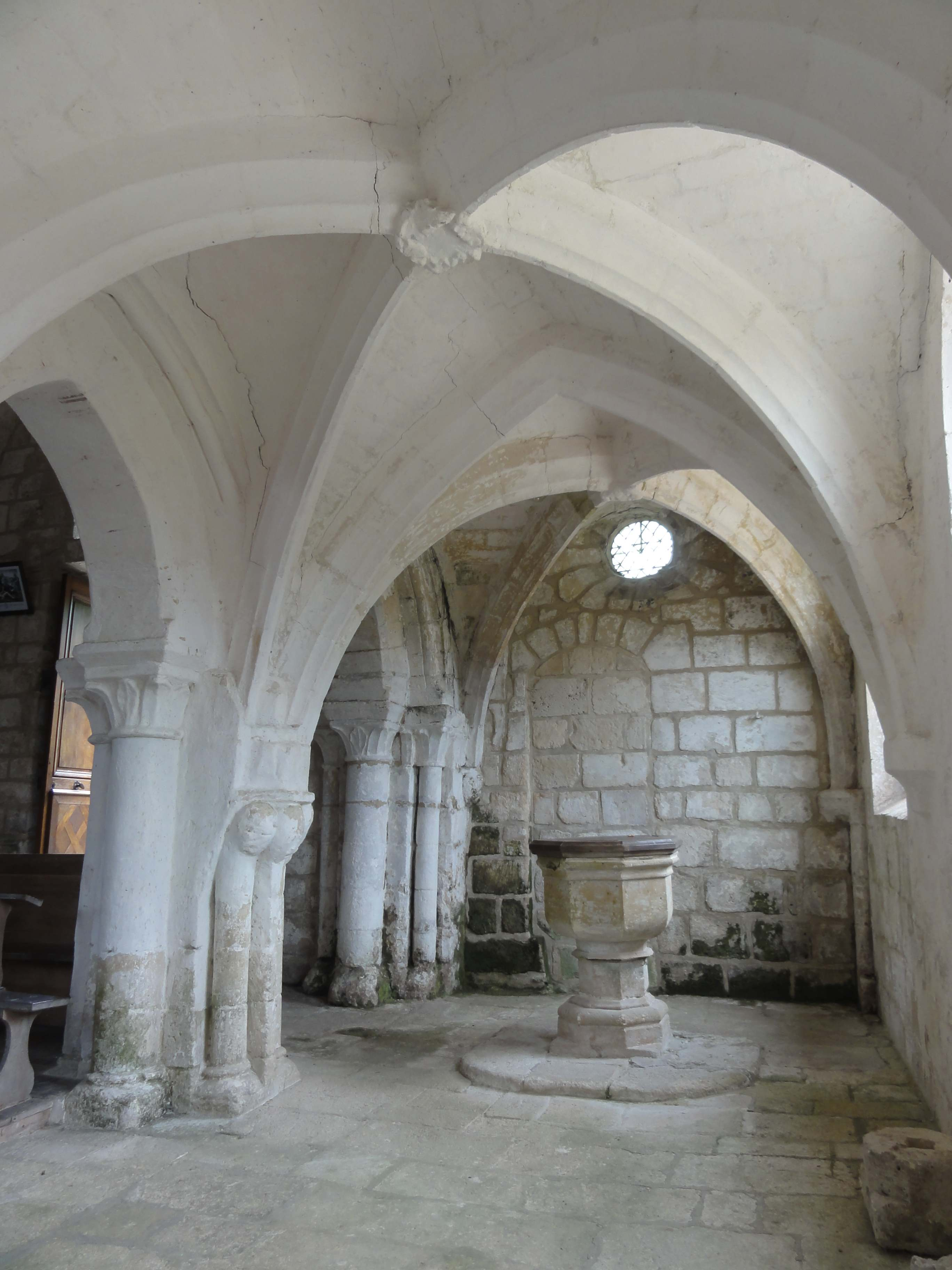
2e travée, vue vers l'ouest.
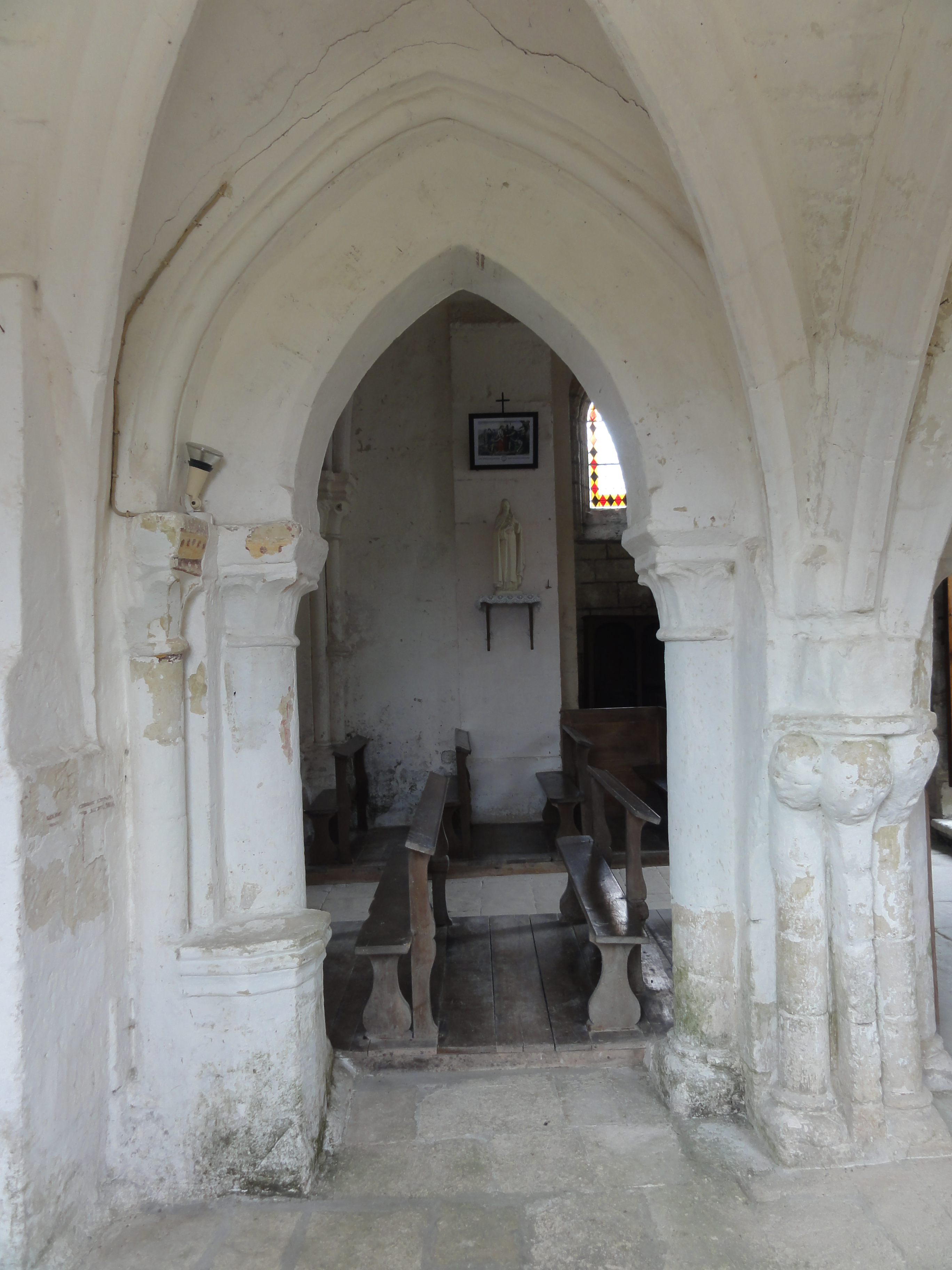
2e grande arcade.
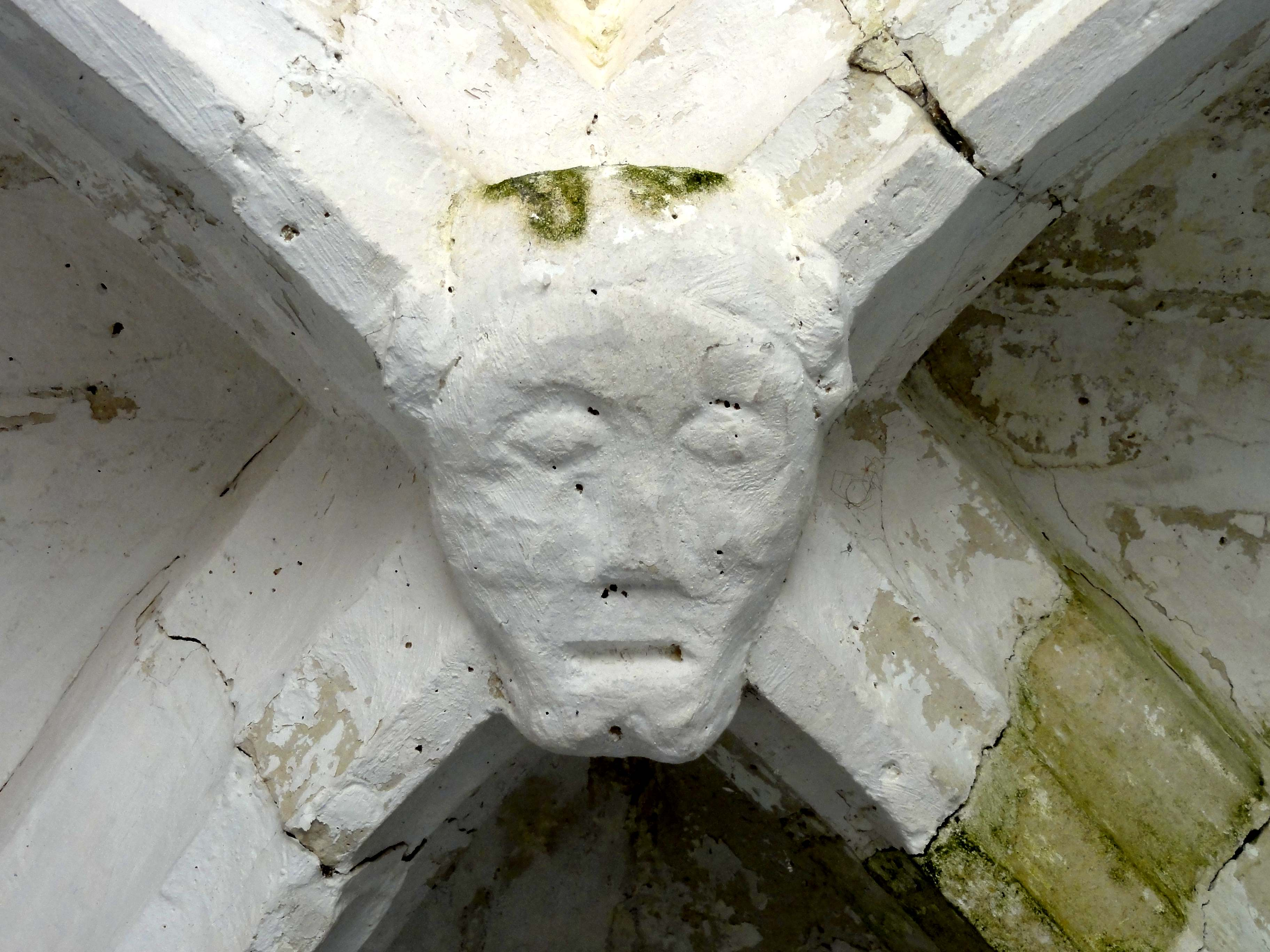
1re clé de voûte.

#### Chœur

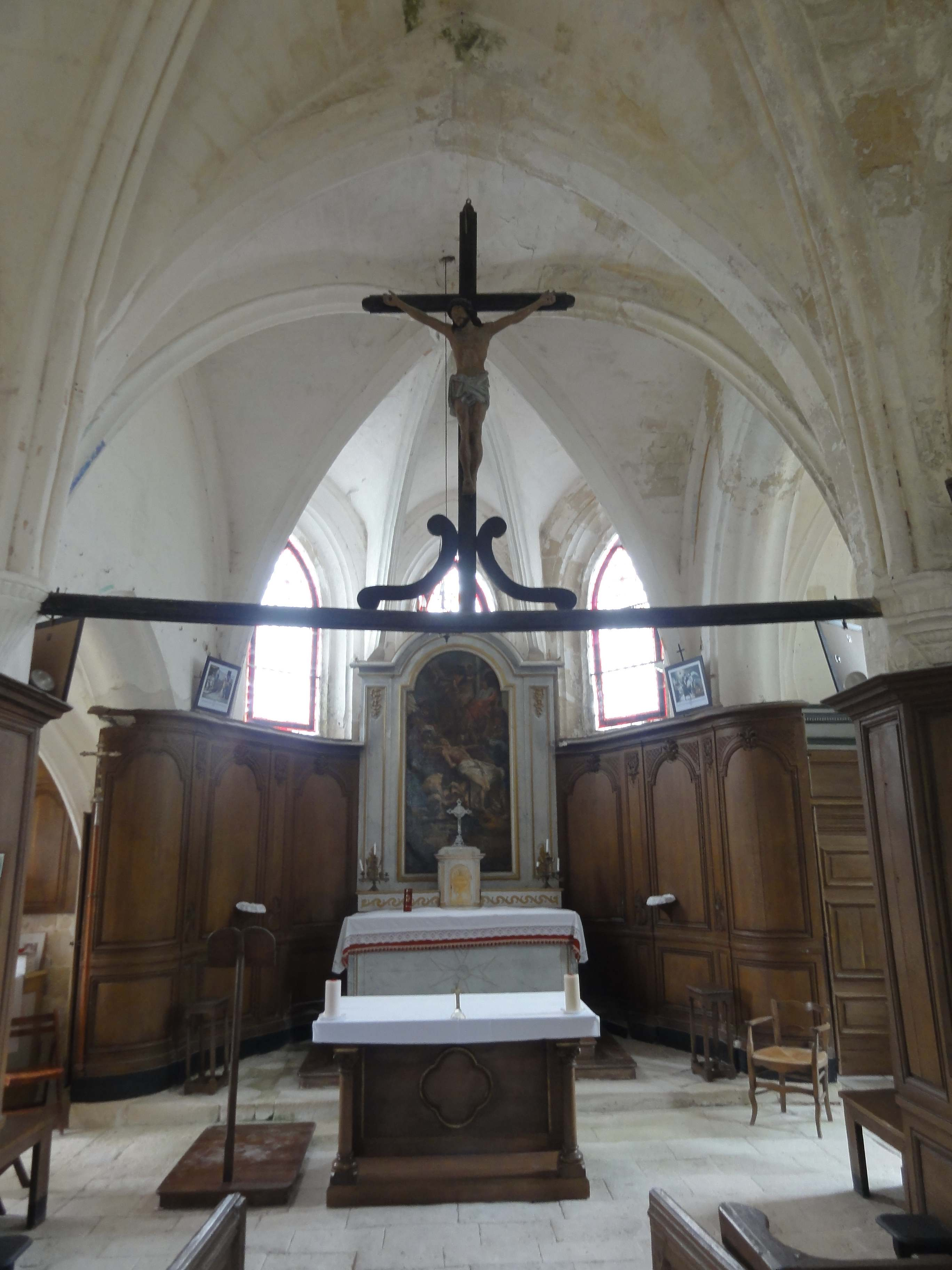
Vue depuis la nef.

La partie droite du chœur et l'abside sont voûtées ensemble, et le chœur se limite donc à une unique travée, mais la partie droite est aussi profonde que la travée précédente de la nef. Le doubleau à l'intersection avec la nef, dont l'absence de supports et l'intrados méplat ont déjà été signalés, est pourvue de plusieurs moulures côté est, car le chœur est très légèrement plus élevé que la nef, et l'on a sans doute voulu éviter un ressaut abrupte. Du haut vers le bas, l'on note une doucine reliée à une baguette ; et une large et une plus étroite moulure concave. La voûte, a six branches d'ogives en raison des trois pans du chevet, montre les mêmes caractéristiques que les trois premières voûtes du bas-côté nord. Elle est cependant munie de formerets. La clé de voûte arbore un écusson bûché à la Révolution. Les boiseries empêchent de voir si le maître d'œuvre du début du XVe siècle avait prévu des supports. Les trois fenêtres du chevet sont des lancettes simples dépourvues remplage, sans doute en raison des petites dimensions de l'édifice. Leur pourtour est mouluré d'une fine moulure concave et d'une gorge, comme dans la plupart des églises flamboyantes de la région. L'élévation méridionale ressemble assez à celle de la travée précédente de la nef, puisque le collatéral sud a été bâti sous une même campagne. Le doubleau n'est pas exactement axé sous le sommet de la voûte, et le piédroit oriental s'accompagne d'une étroite portion de mur. En plus, le doubleau est un peu moins élevé que le précédent. Avec celui-ci, et la grande arcade au nord, il partage le profil d'une fine moulure concave et d'une doucine de chaque côté. La grande arcade adopte sinon les mêmes dimensions que l'arcade du dernier quart du XIIe siècle au nord de la travée précédente de la nef. Il n'y a, dans le chœur, pas de traces d'une ancienne fenêtre haute, car le voûtement du bas-côté nord devait être projeté dès le début du XVIe siècle.

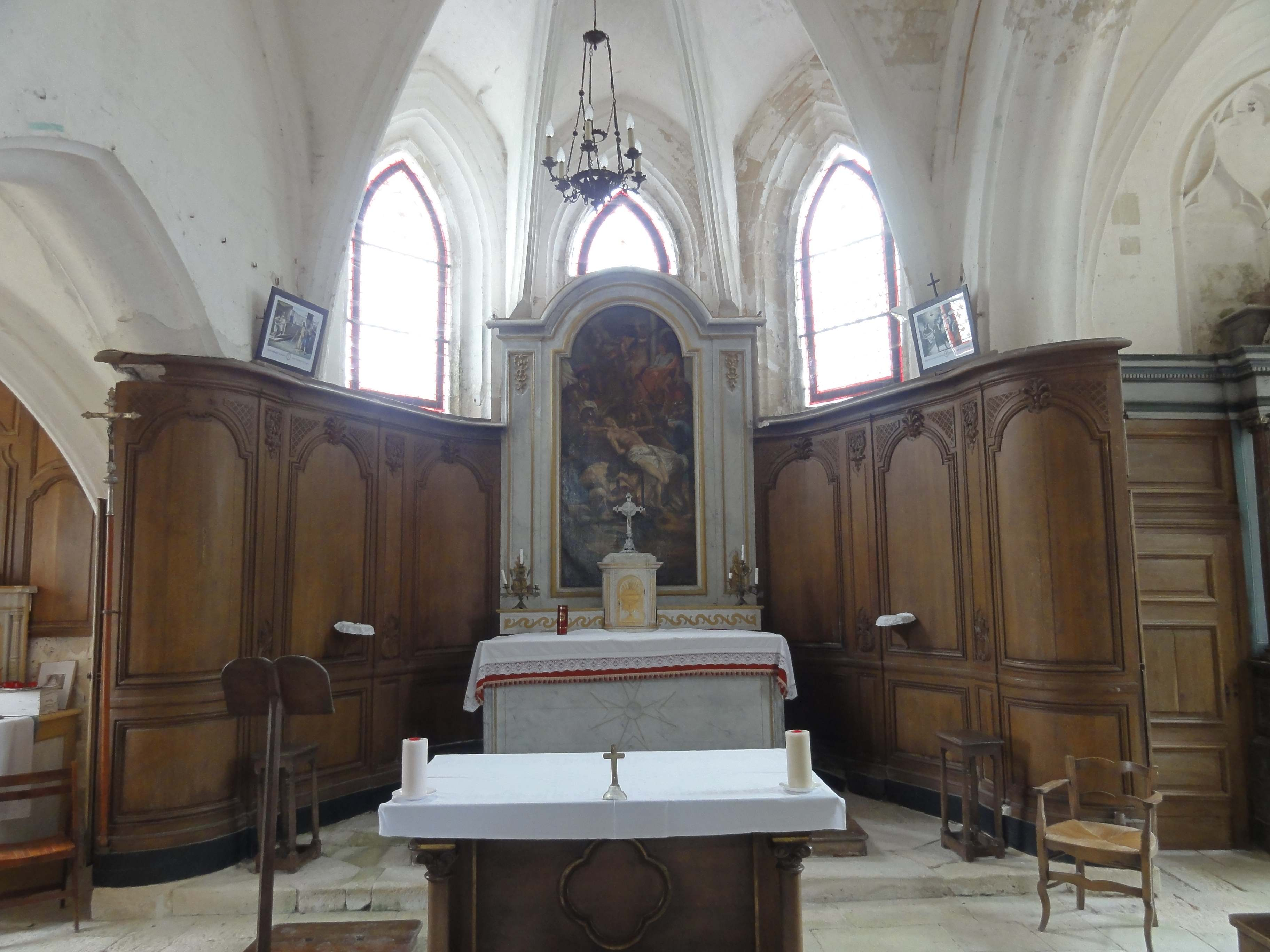
Vue vers l'est.
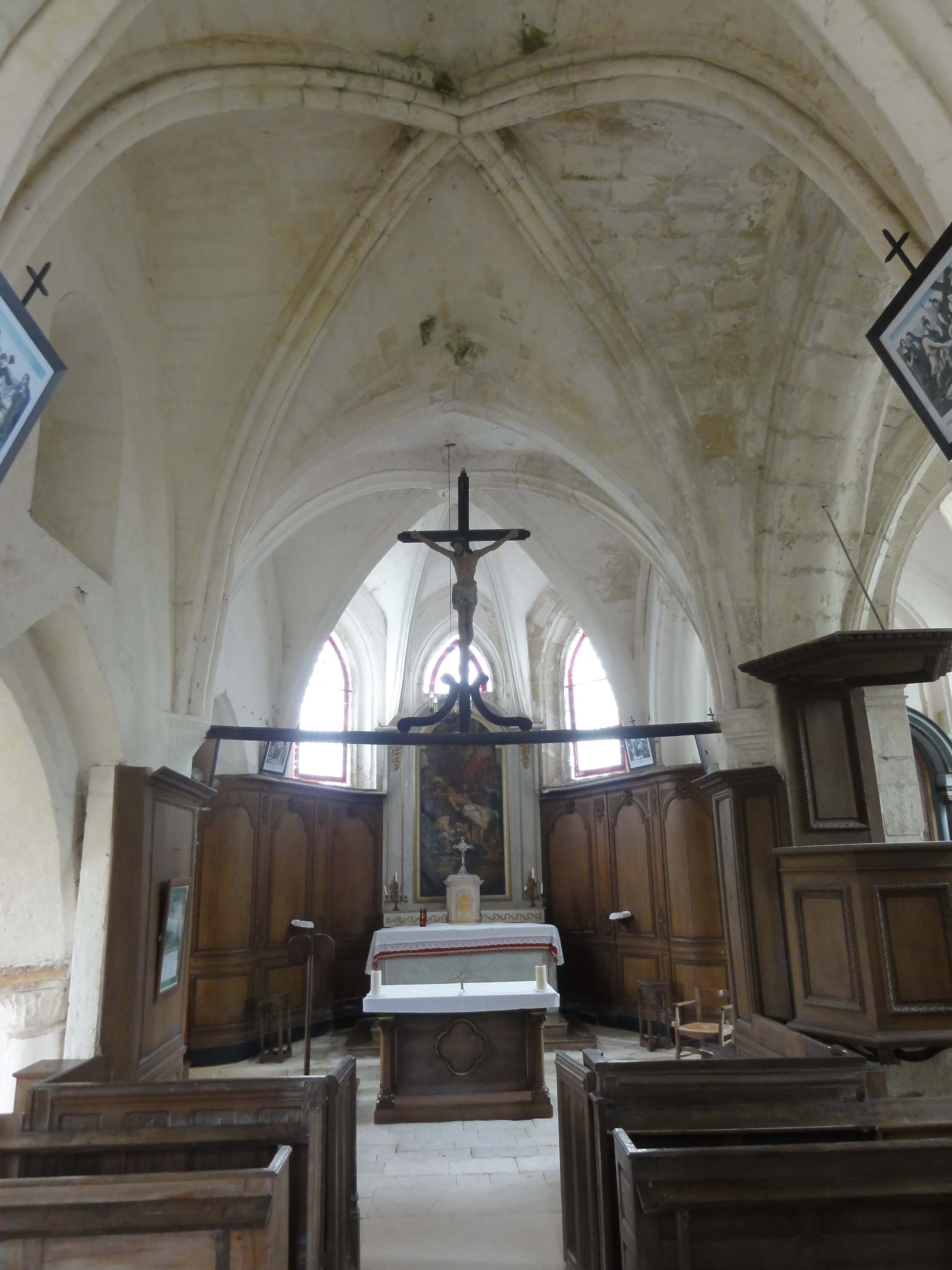
Vue depuis la nef.
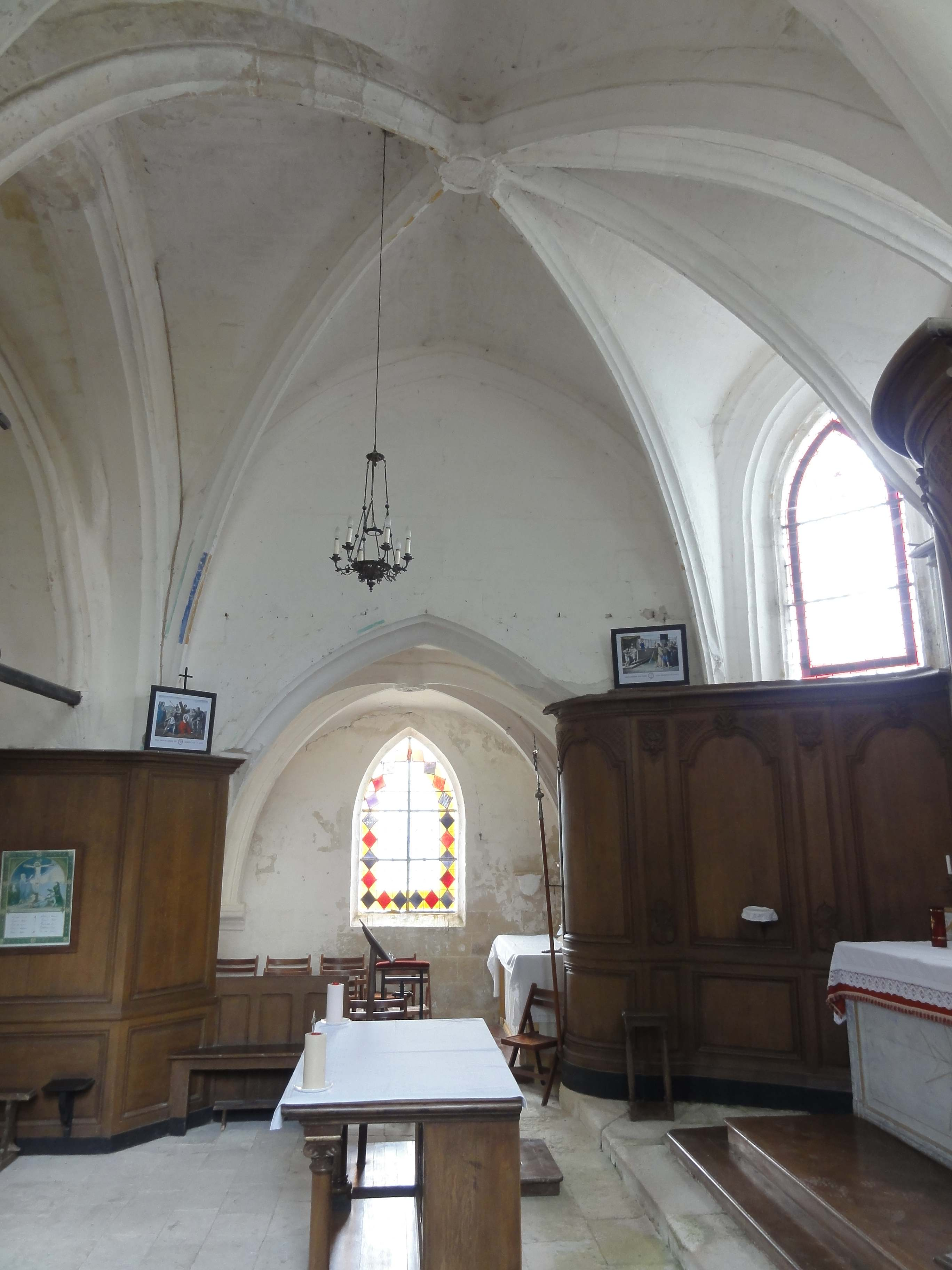
Élévation nord.
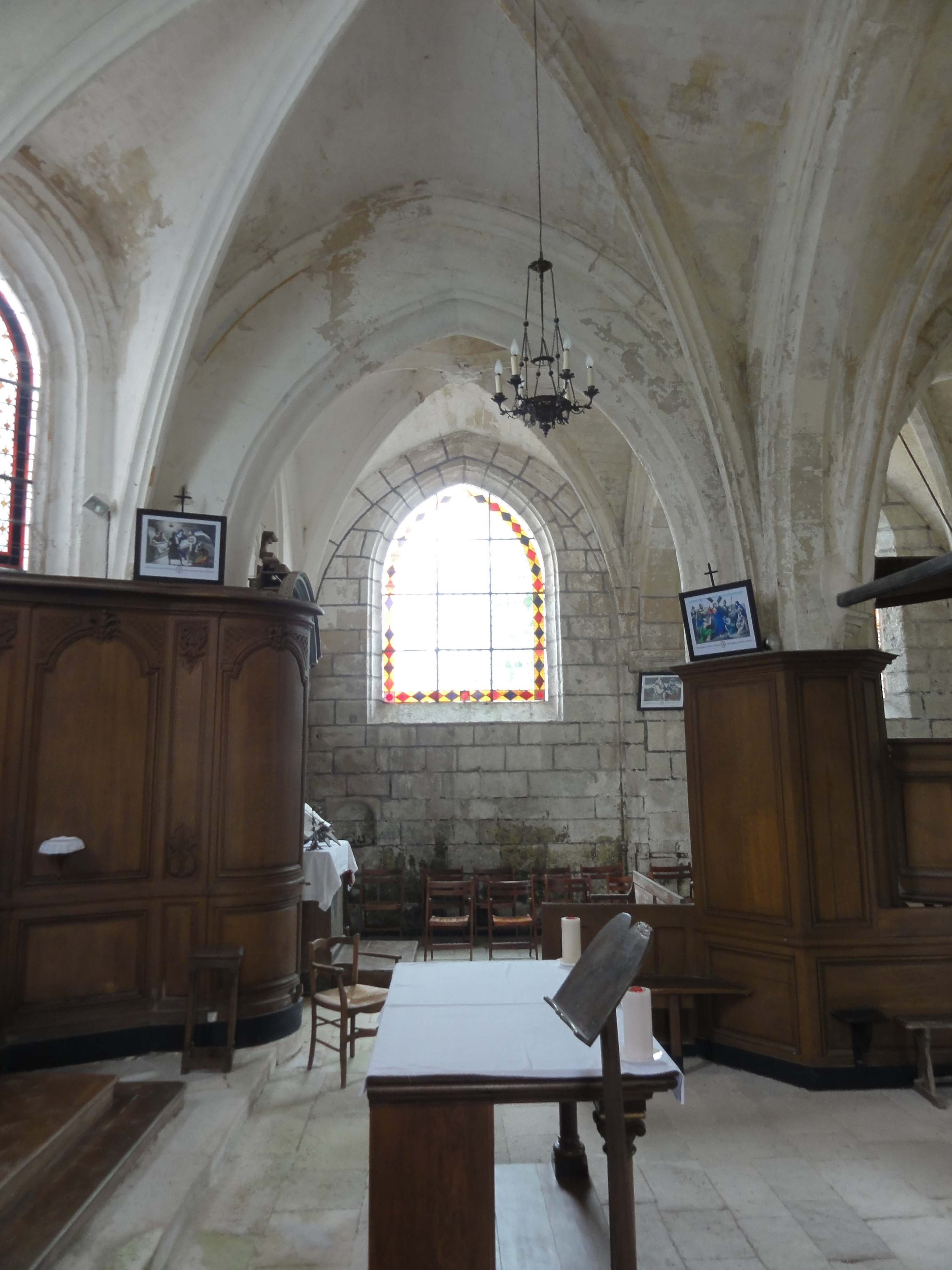
Élévation sud.
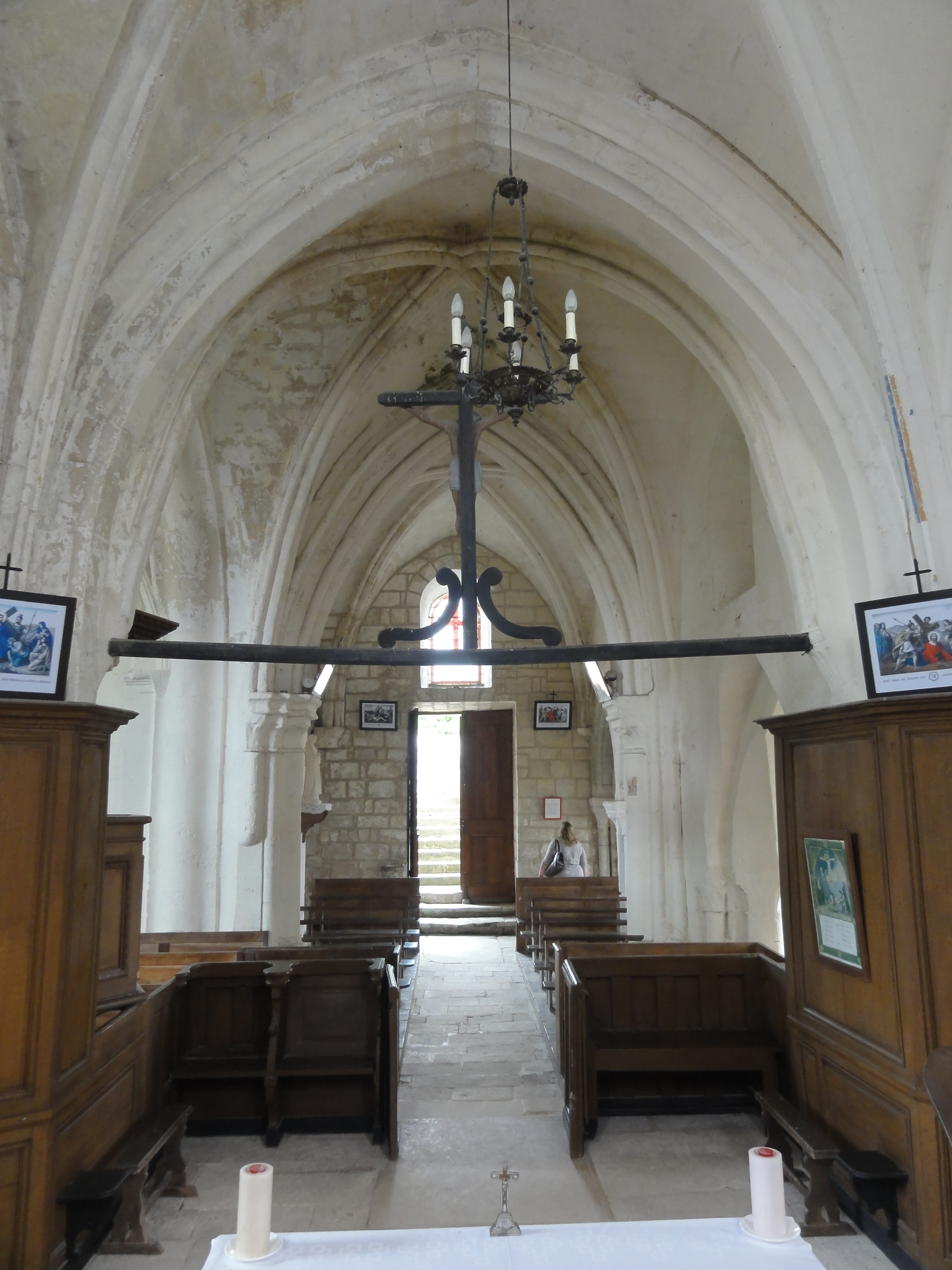
Vue vers l'ouest.
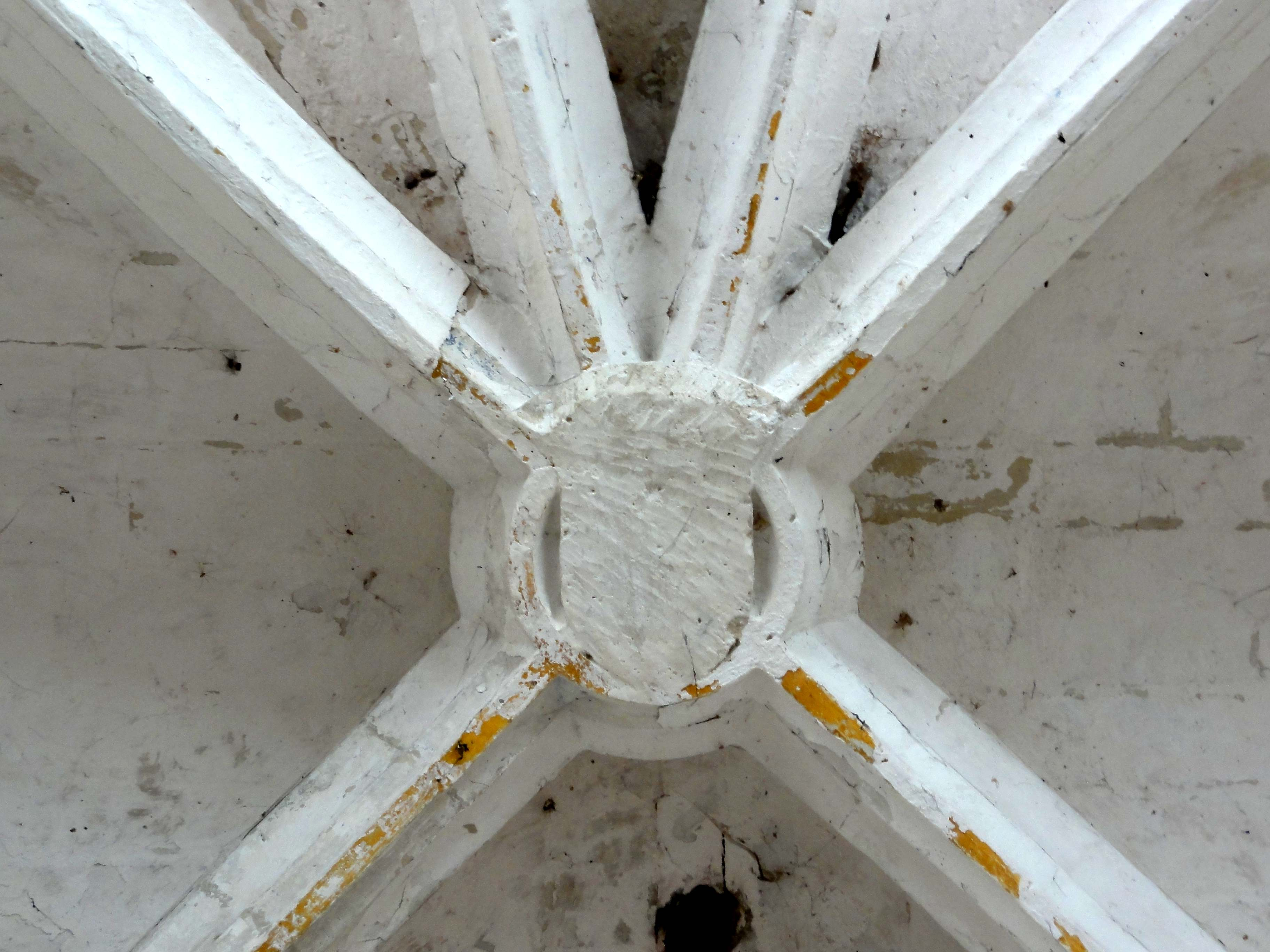
Clé de voûte.

#### Bas-côté sud

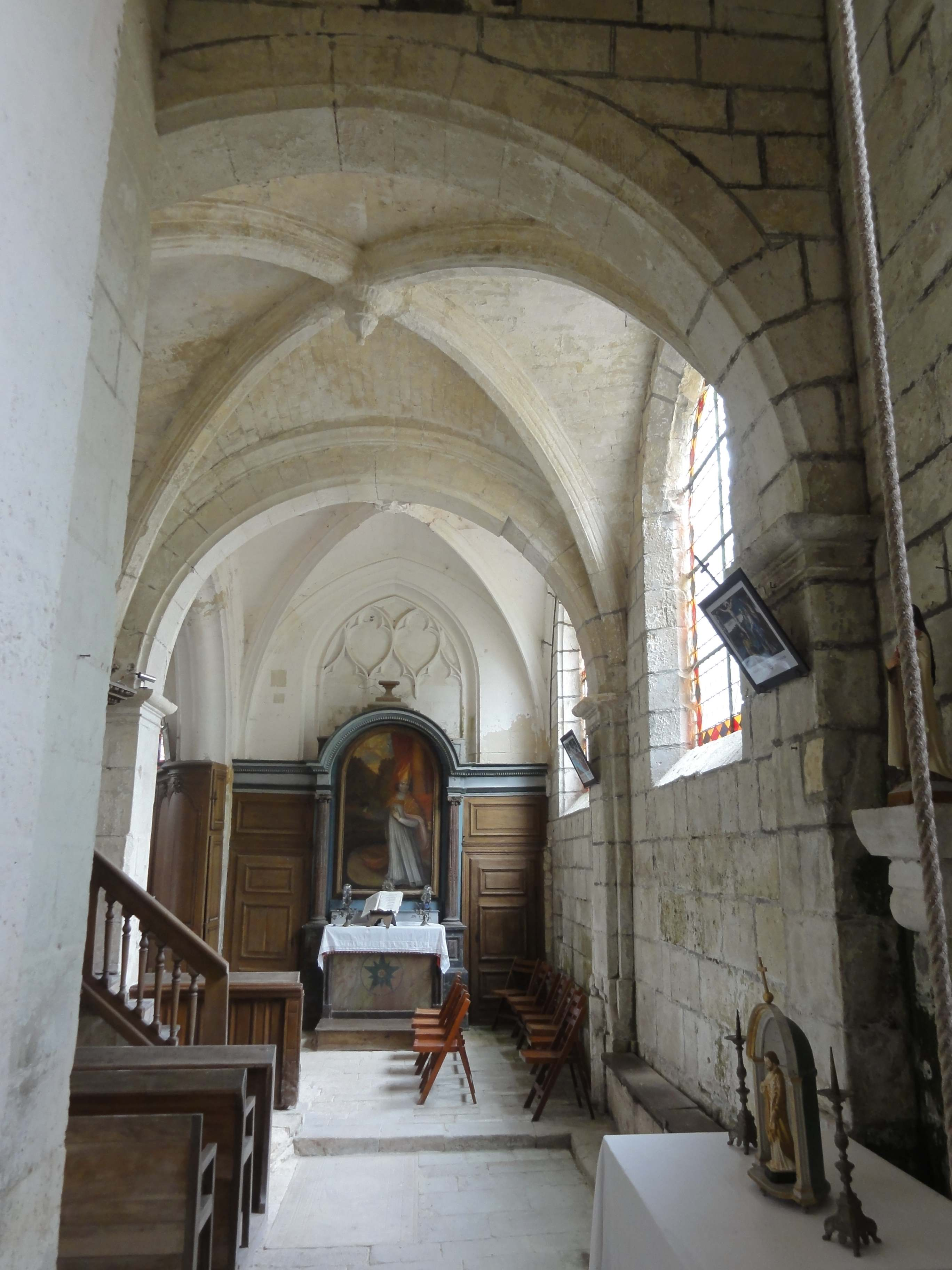
Vue vers l'est.

La première travée correspond à la base du clocher. Elle est de plan carré, et moins large que le reste du bas-côté, comme le montre l'intervalle entre la voûte adjacente de la nef et l'arcade au nord de la base du clocher. Celle-ci ainsi que l'arcade orientale sont à deux rangs de claveaux, et dépourvus de supports ; il y a juste un pilastre ou dosseret nu au droit du mur méridional. Le rang de claveau inférieur est simplement chanfreiné, tandis que le rang de claveaux supérieur affiche une doucine de chaque côté. De même, le pourtour de l'unique fenêtre, une petite lancette simple côté sud, est mouluré d'une doucine, d'une étroite moulure concave et d'une gorge. Si ces profils évoquent la Renaissance, la baie est toujours en arc brisé, tout comme par ailleurs la voûte. Le profil des ogives est atypique. Il semble dérivé de celui du chœur et des trois premières travées du bas-côté nord, mais un tore se substitue ici au mince filet central qui sépare les deux faces de l'arête saillante. La perte de l'acuité des profils est caractéristique du style gothique finissant, et indique une période légèrement antérieure à celle des profils méplats, comme dans la quatrième travée du bas-côté nord. Des formerets calqués sur le profil des ogives existent au droit des murs. Reste à mentionner la petite porte de la tourelle d'escalier du clocher, à l'ouest, près de l'arcade vers la nef.
La deuxième travée est très peu profonde, et ne possède pas de fenêtre. Ce n'est qu'une travée intermédiaire, qui compense la saillie des contreforts orientaux du clocher, et permet de faire coïncider la travée suivante de nouveau avec la travée voisine de la nef (pour ne pas rester sur les irrégularités que la base du clocher apportent à la première travée de la nef). Le doubleau vers la troisième travée, ainsi que le doubleau suivant, sont en plein cintre, et affectent une modénature méplate. Ils retombent sur des tailloirs moulurés d'un quart-de-rond et de plusieurs petits ressauts, portés par des pilastres plats. Des petits piliers carrés, munis de tailloirs analogues, sont logés dans les angles entre les pilastres et le mur, et reçoivent les ogives. Dans la première travée, elles sont au profil d'un large méplat entre deux quarts-de-rond et plusieurs ressauts et listels, et la clé de voûte est pendante. Tous ces caractéristiques sont propres à la Renaissance, et justifient la datation de la seconde moitié du XVIe siècle. (Par ailleurs, l'architecte à de nouveau renoncé aux formerets, comme déjà dans la quatrième travée du bas-côté nord). Il est donc inattendu de retrouver dans la dernière travée un profil prismatique aigu, assez proche de celui des trois premières travée du bas-côté nord et du chœur, mais plus complexe. Avant de terminer le bas-côté nord, l'architecte aurait donc d'abord entamé la construction de la dernière travée du bas-côté sud. L'écusson à la clé de voûte, et surtout le délicat réseau flamboyant de la baie du chevet parlent dans le même sens. Le réseau de cette fenêtre bouchée se compose de trois lancettes à têtes trilobées, surmontées de deux soufflets entre deux mouchettes. La fenêtre méridionale est des mêmes dimensions, et est entourée des mêmes moulures, celles que l'on trouve aussi à l'abside (à titre de comparaison, la baie de la travée Renaissance est seulement ébrasée). Le remplage s'est probablement perdu. L'on note enfin la présence de formerets, comme dans le chœur et la base du clocher.

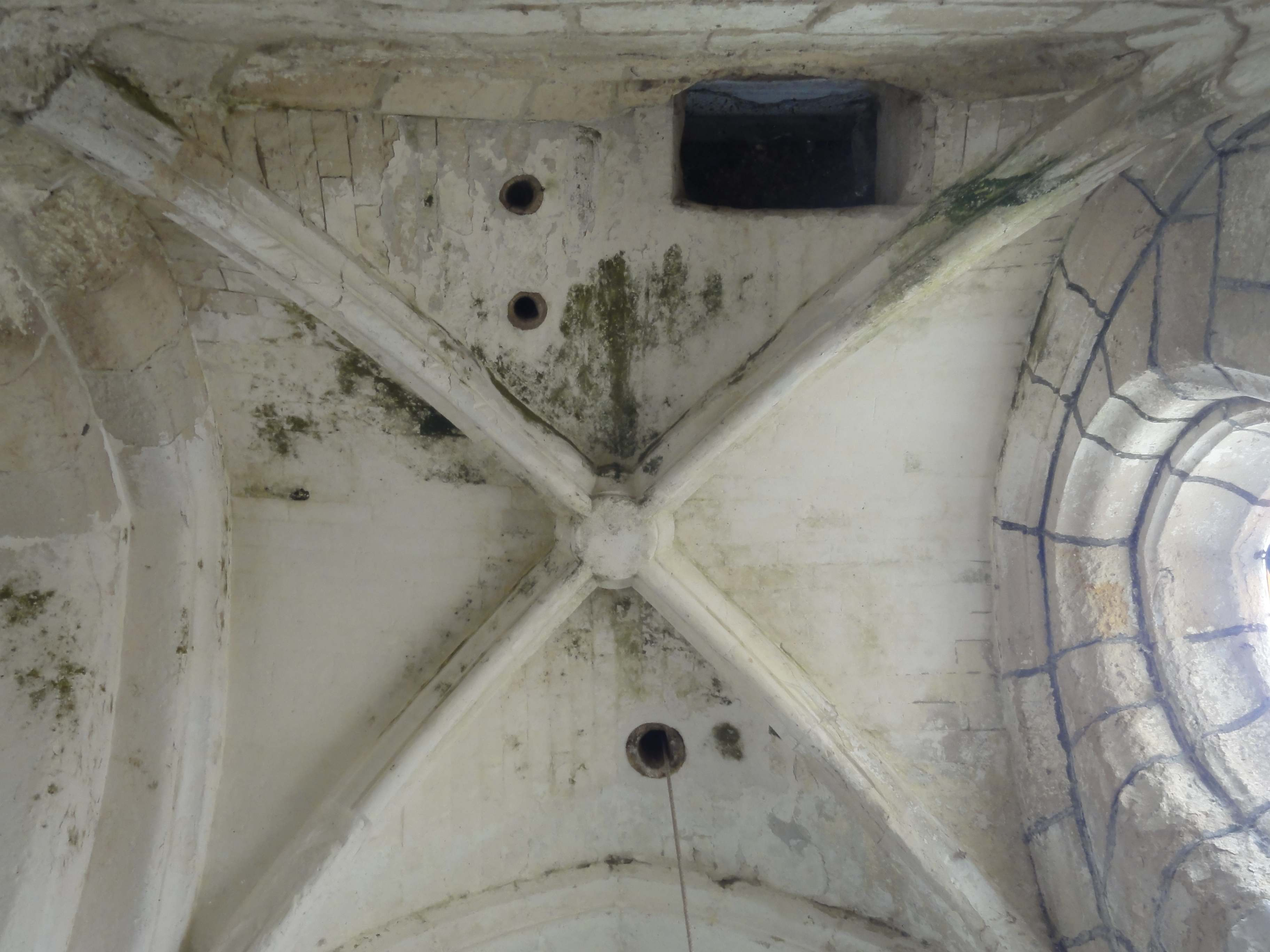
Base du clocher, voûte.
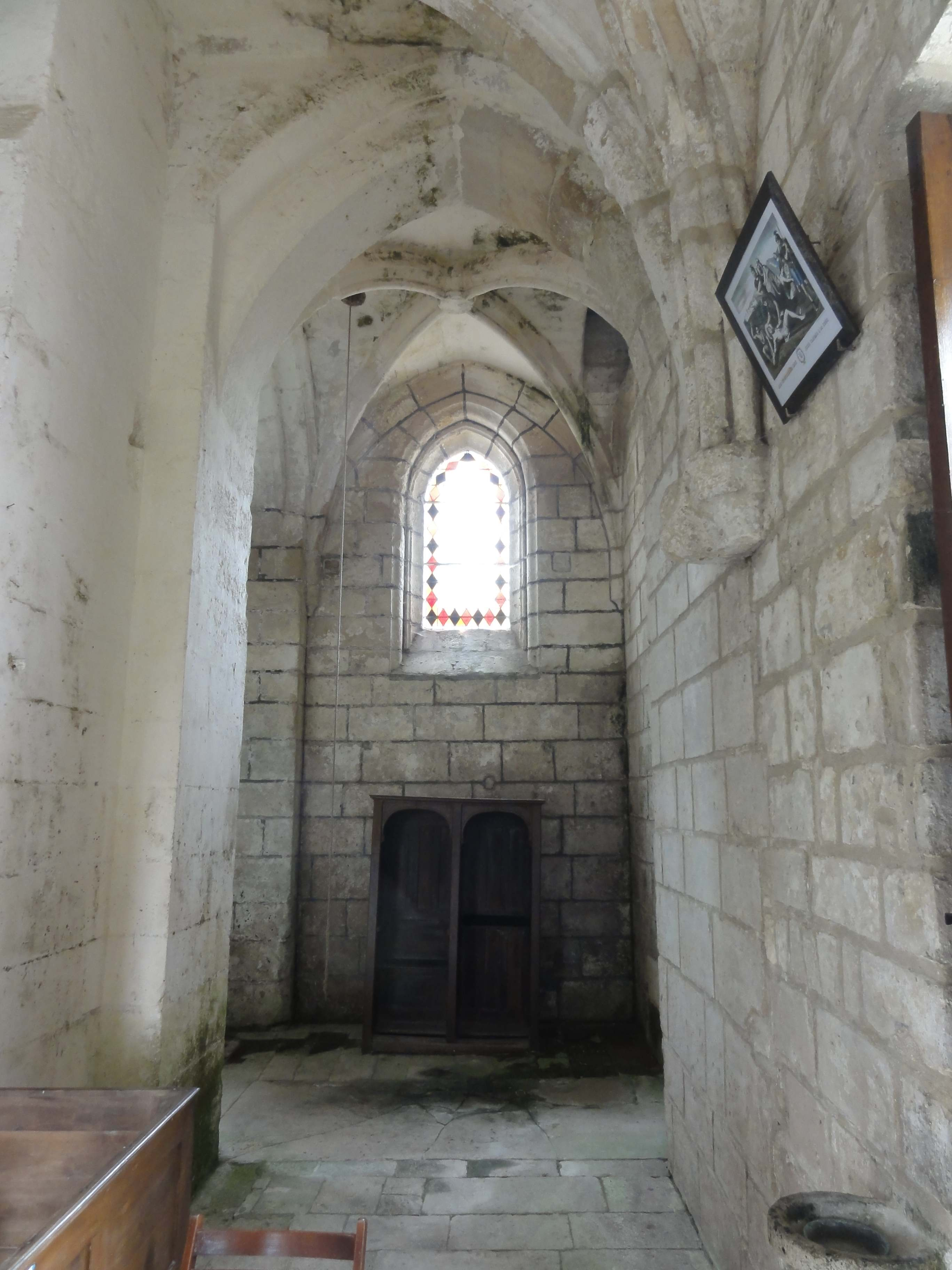
Base du clocher, vue vers le sud.
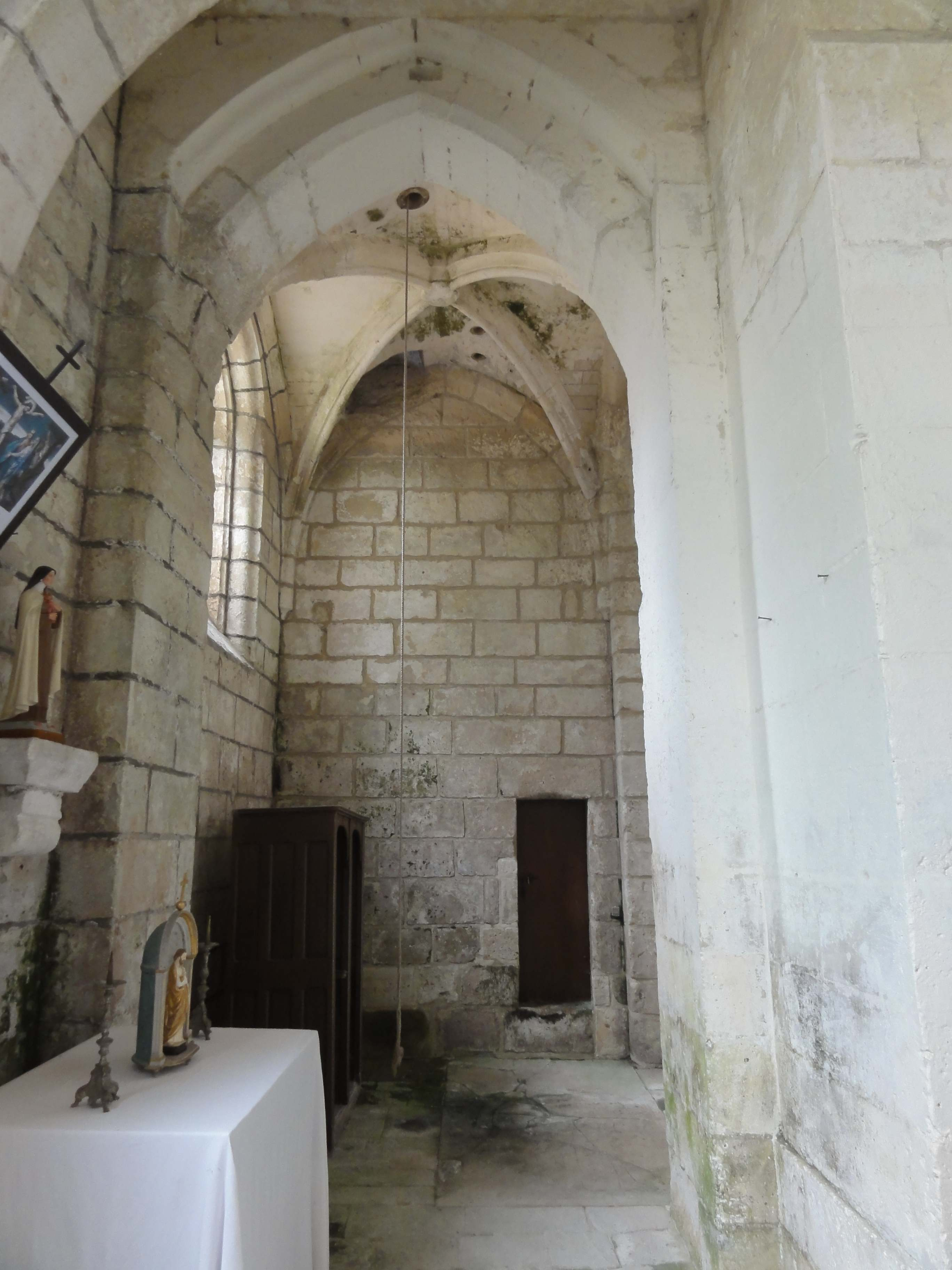
3e travée, vue vers l'ouest.
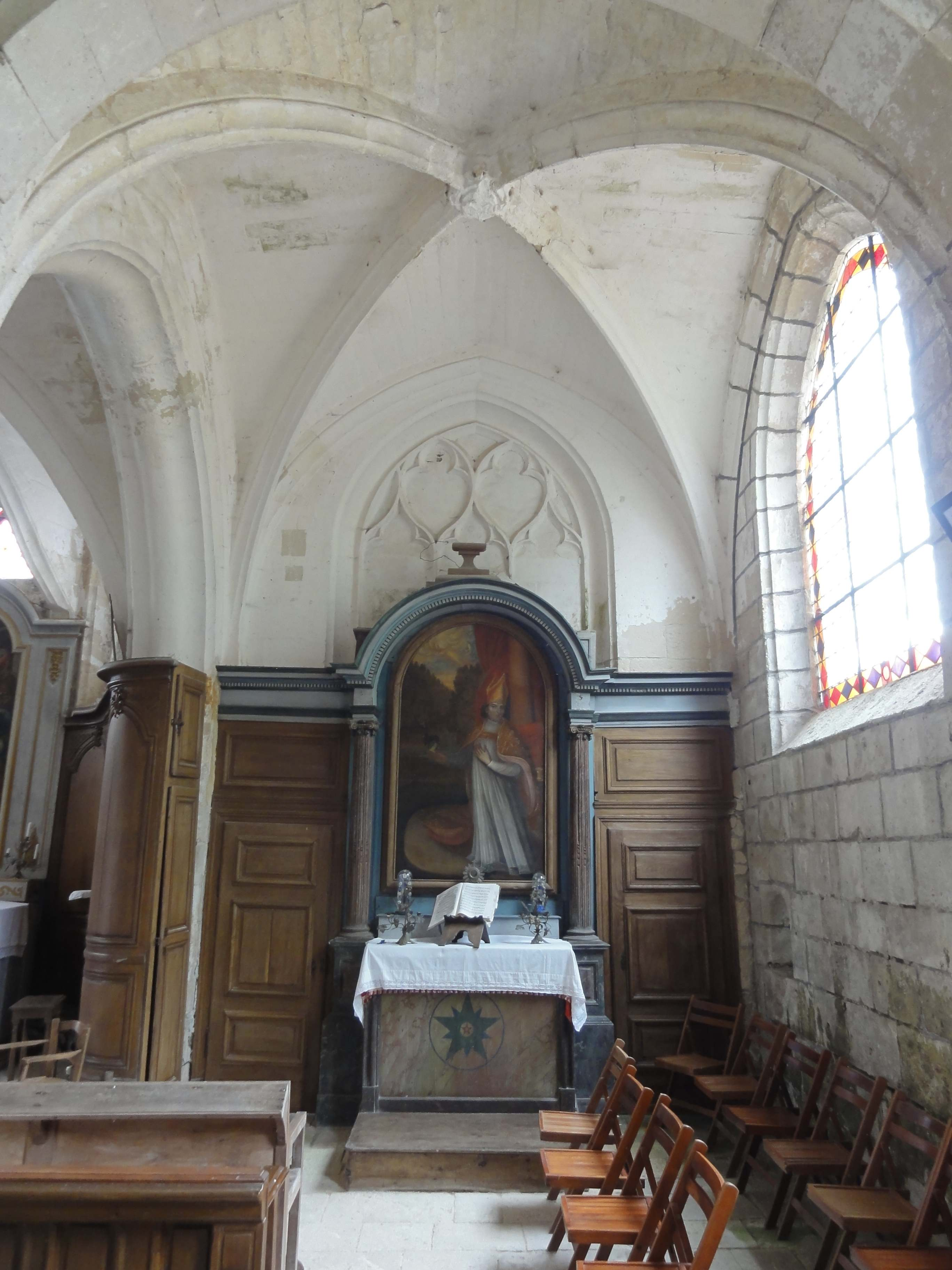
4e travée, vue vers l'est.
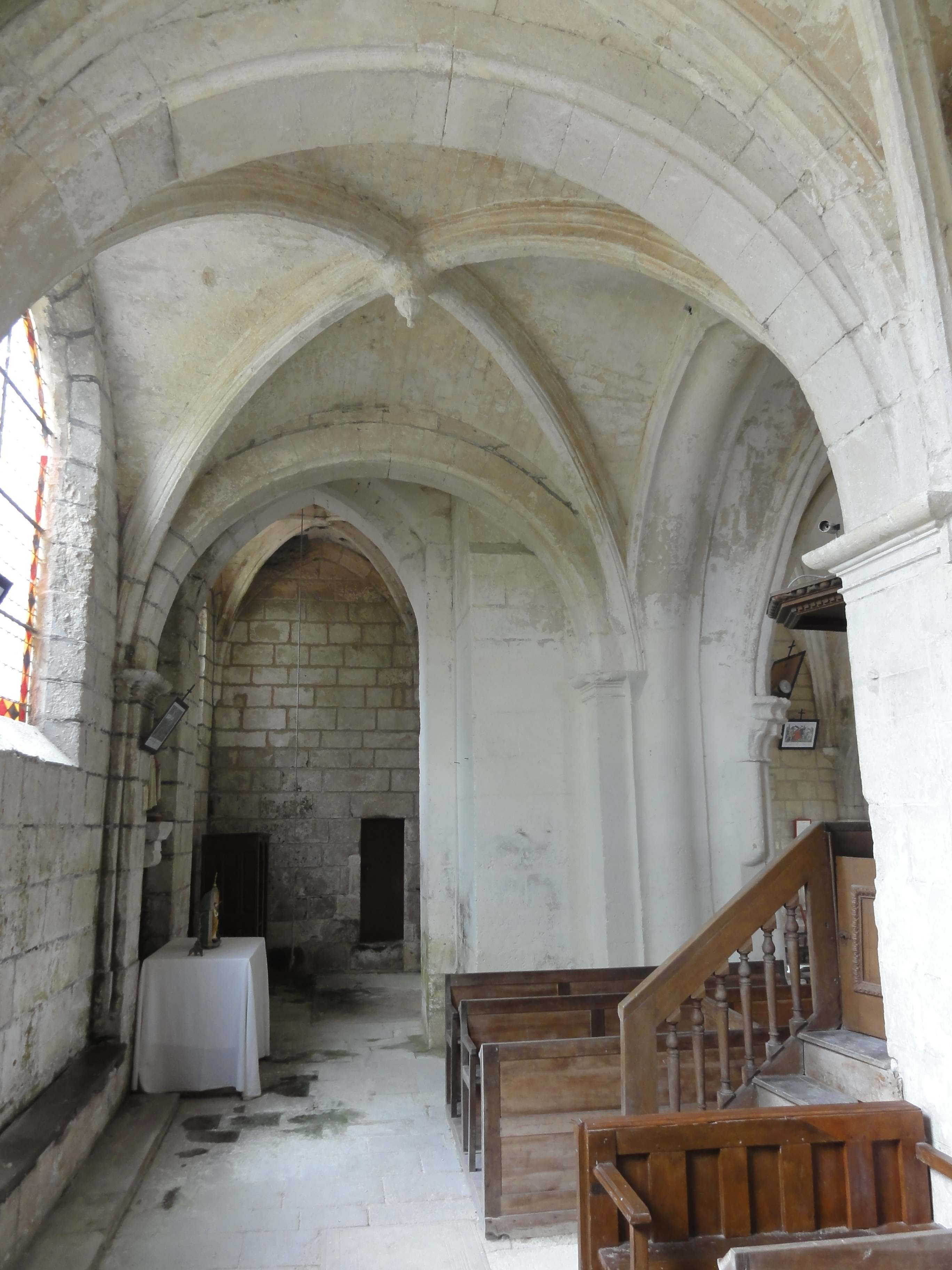
4e travée, vue vers l'ouest.
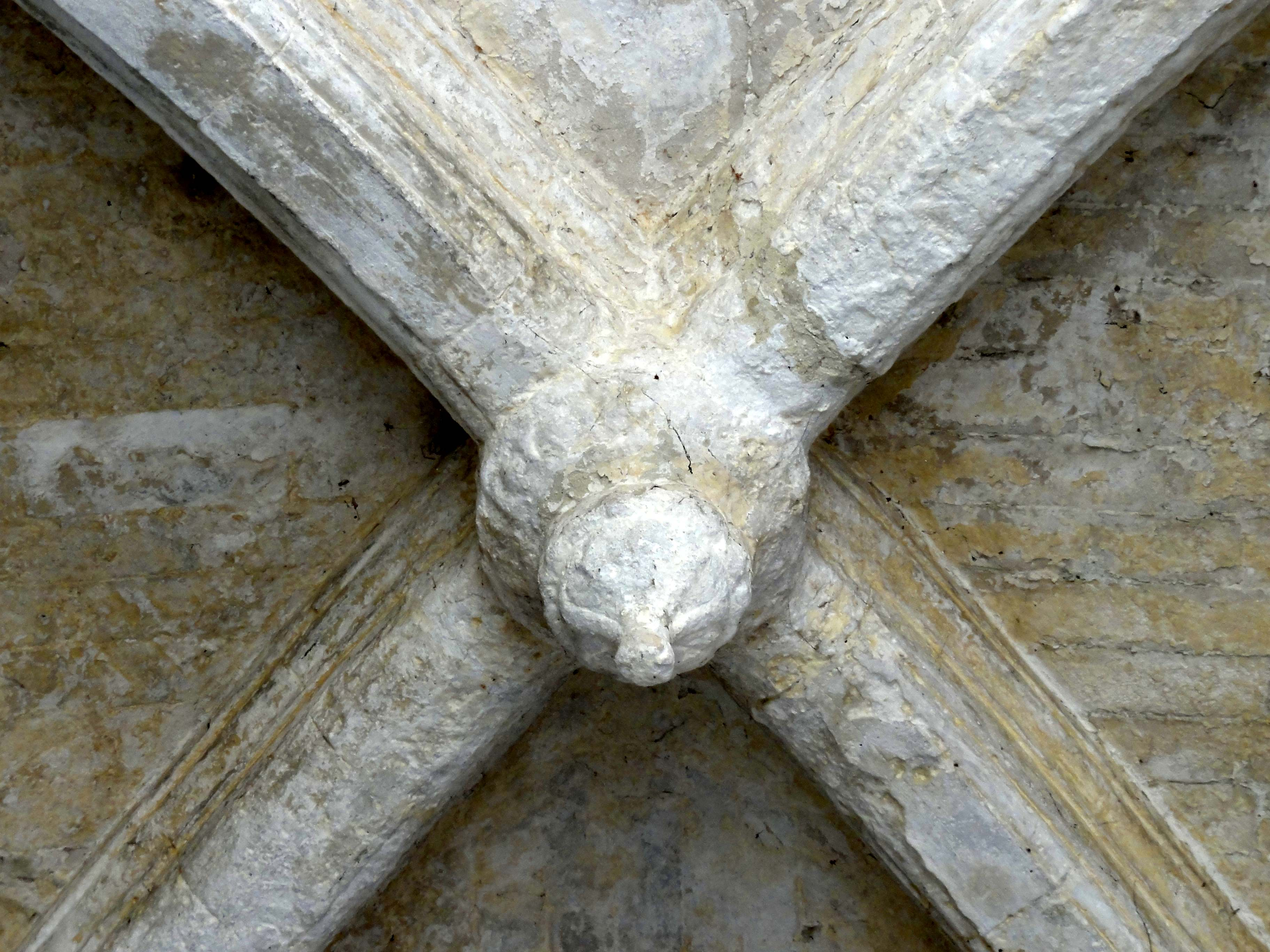
3e travée, clé de voûte.

### Extérieur

#### Clocher

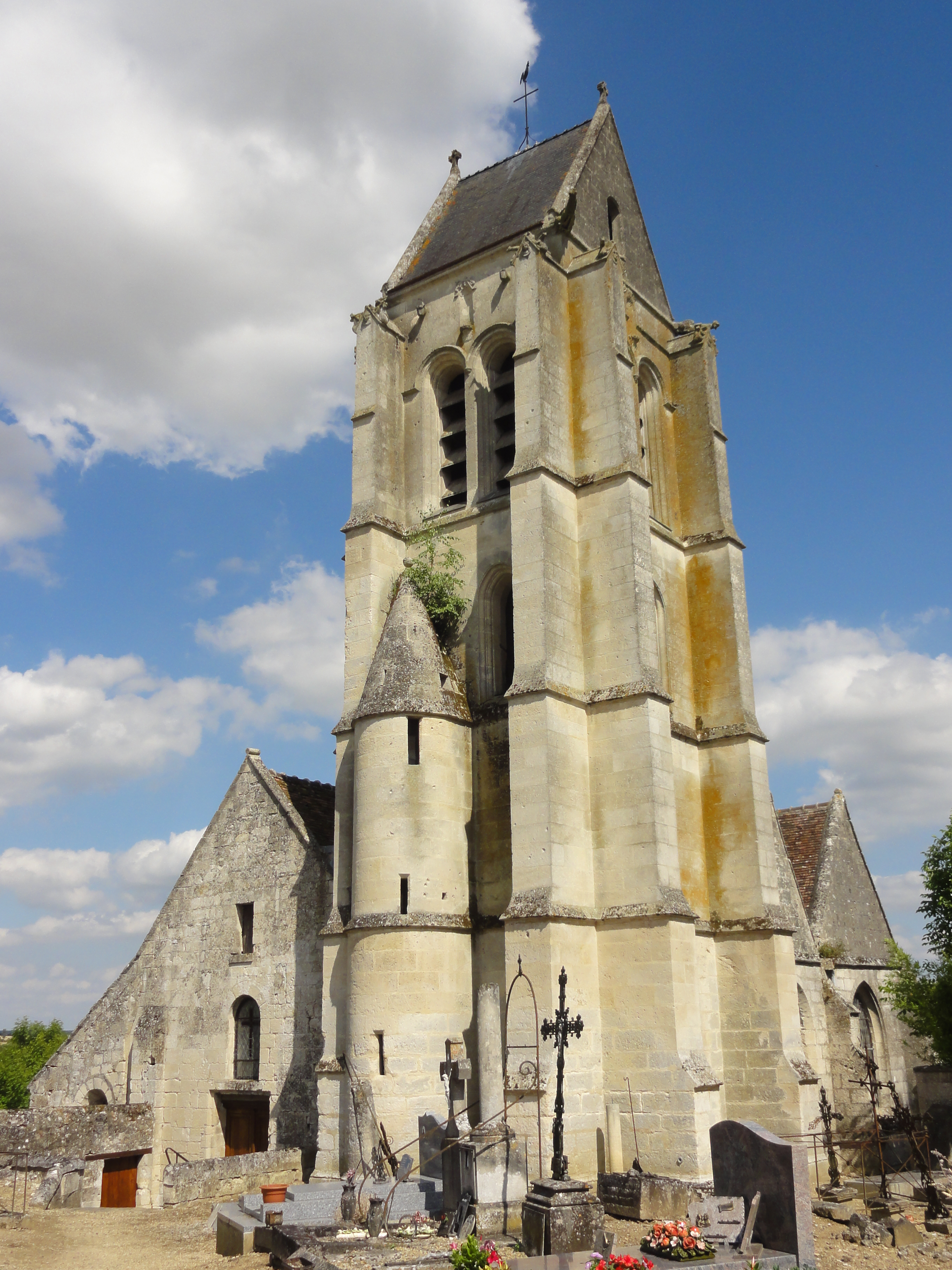
Clocher, côté sud-ouest.

L'aspect extérieur de l'église est dominé par le clocher, ce qui ne tient pas seulement de son important volume, mais aussi de sa position à l'angle sud-ouest de l'édifice, le seul qui est bien exposé à la vue. Selon Louis Graves, le clocher en bâtière mesure 25 m de hauteur, ce qui est nettement moins qu'il ne paraisse : La façade est en effet de dimensions inhabituellement modestes, et elle se situe à plus d'un mètre en contrebas du cimetière, bien que le sol ait été exhaussé. L'on descend donc plusieurs marches d'escalier pour accéder au portail, et un mur de soutènement délimite l'étroit parvis. À part être imposant, et solidement appareillé en pierre de taille, le clocher ne se signale pas par ses qualités architecturales. C'est une tour massif de quatre étages, dont chacun des angles est flanqué de deux volumineux contreforts orthogonaux. Les limites entre les étages sont marquées par des larmiers, qui passent autour des contreforts. Ceux-ci se retraitent après chaque larmier, ainsi que par un larmier présent uniquement sur la face frontale, au milieu du rez-de-chaussée. En outre, les contreforts sont scandés par un larmier analogue, sans retraite, au milieu de l'étage de beffroi.
Le rez-de-chaussée est éclairé par une unique baie au sud, car il est flanqué, à l'ouest, par une tourelle d'escalier cylindrique, qui va jusqu'en haut du premier étage, entièrement aveugle. Il est coiffé d'une poivrière en pierre, raison pour laquelle la baie occidentale du second étage est désaxée vers la droite (sud). Le second étage est ajouré d'une baie en arc brisé sur chaque face. Ces baies sont entourées de moulures, mais dépourvues de toute forme de décoration sculptée. Deux baies géminées en plein cintre sont percées dans chacune des face de l'étage de beffroi. Elles sont entourées des mêmes moulures et surmontées d'un bandeau, qui retombe au centre sur un petit cul-de-lampe devant le trumeau. Plusieurs types de décor sculpté sont enfin déployés au-dessus des baies. Au-dessus des trumeaux, une niche à statue est ménagée dans le mur. Sa console est sculpté d'une tête de chérubin au-dessus d'un collier d'ailes, et d'un rang d'oves. Son plafond arbore une coquille Saint-Jacques, et son dais affiche des feuillages et des grotesques. Sur les faces nord et sud du clocher, un bandeau relie la niche aux contreforts. Sur les deux autres faces, un bucrane en haut-relief se détache au-dessus de chacune des baies. Des chimères et des chiens peuplent les rampants des chaperons en bâtière qui couronnent les contreforts, tandis que des têtes humaines d'une facture réaliste se profilent en bas-relief sur les petits frontons. Ce décor se situe donc à mi-chemin entre l'art flamboyant et la Renaissance. Enfin, une gargouille placée à 45° saillit à chacun des angles. Le toit en bâtière est placé perpendiculairement à l'axe de l'édifice, comme à Breuil-le-Vert, Choisy-au-Bac, Othis et Pondron, parti habituellement retenu pour des clochers de très faible hauteur, qui peuvent ainsi faire l'économie d'un étage de beffroi à part entière (Houdancourt, Vauciennes).

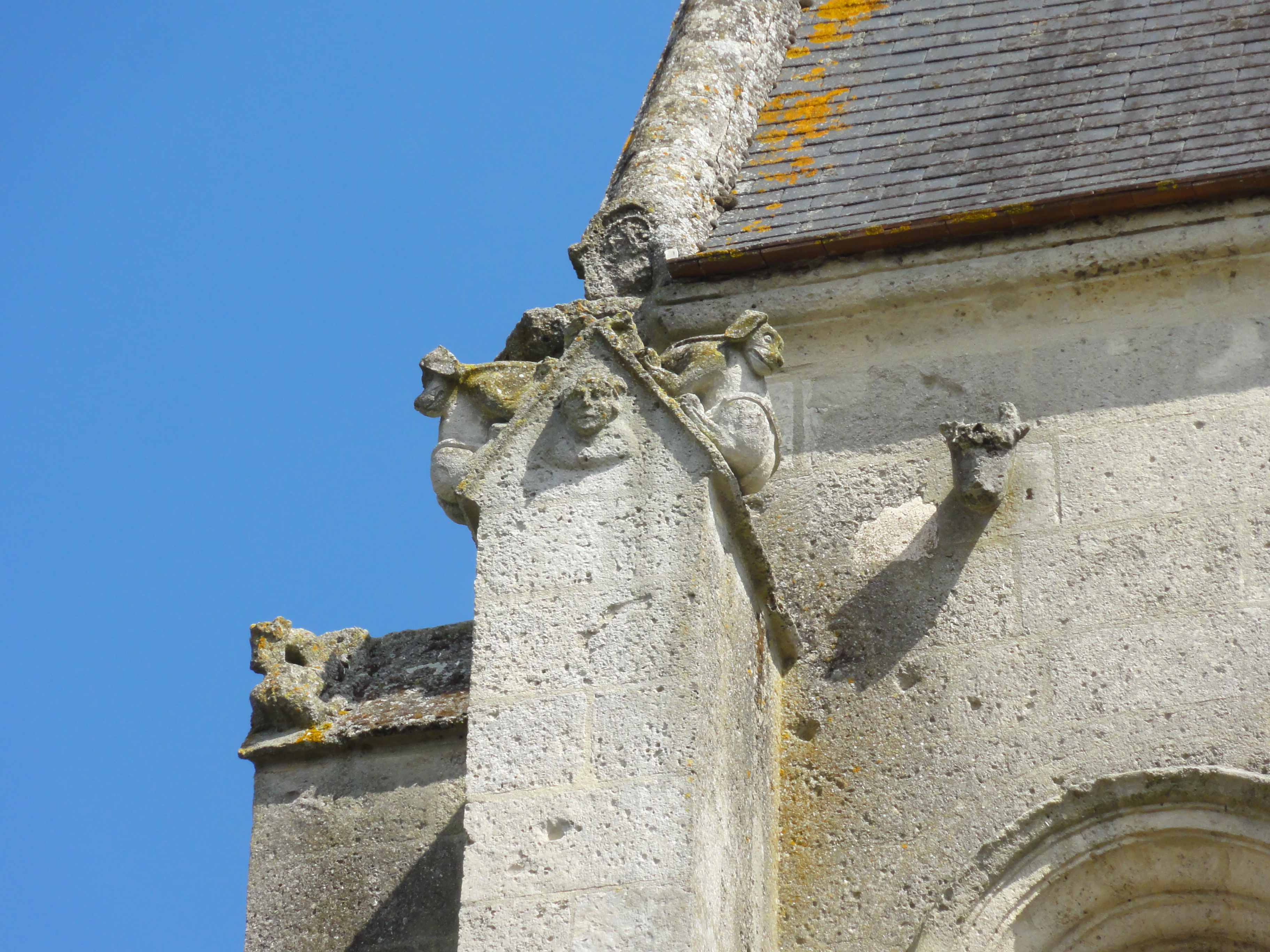
Décoration au nord-ouest.
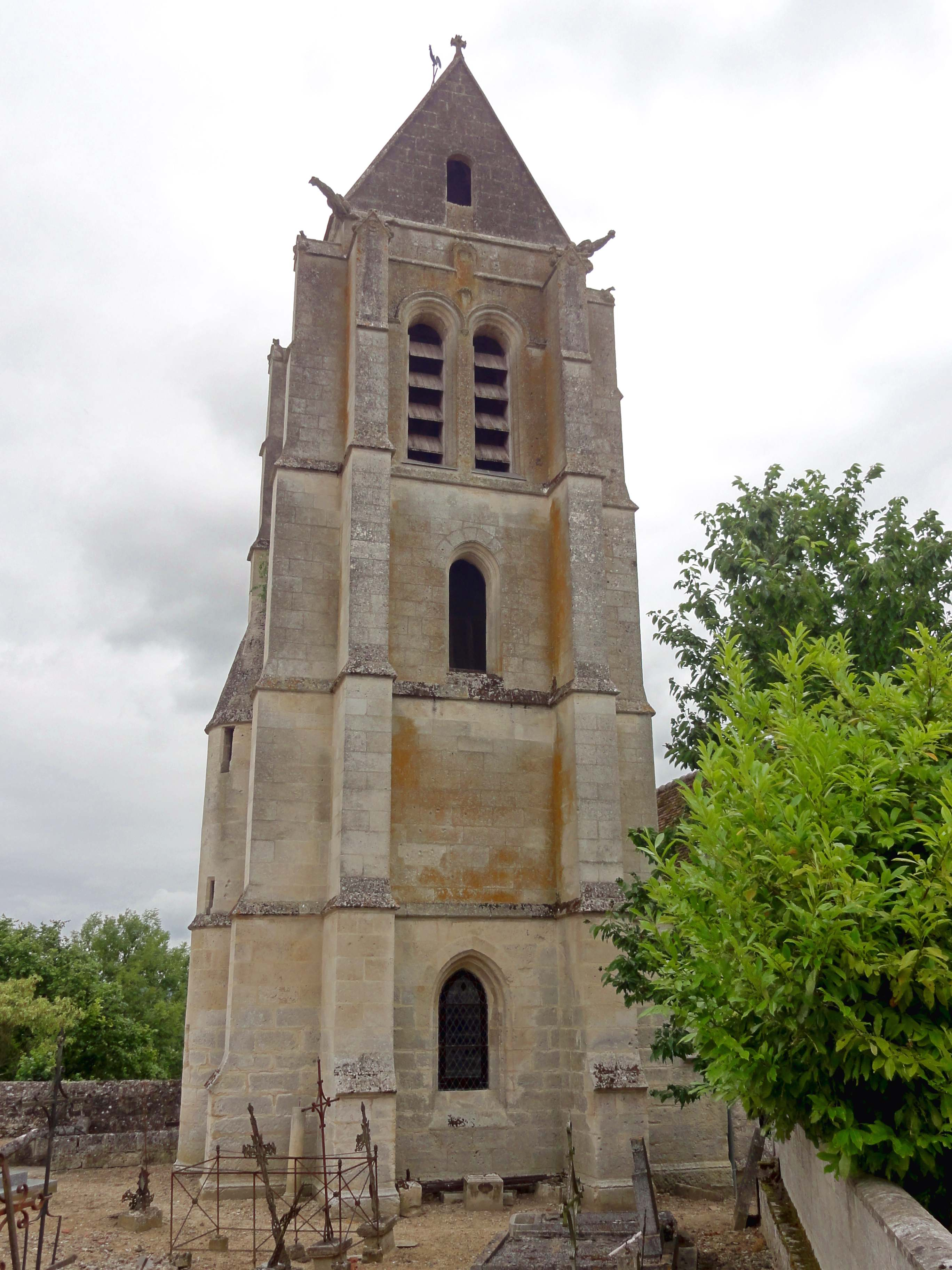
Vue depuis le sud.
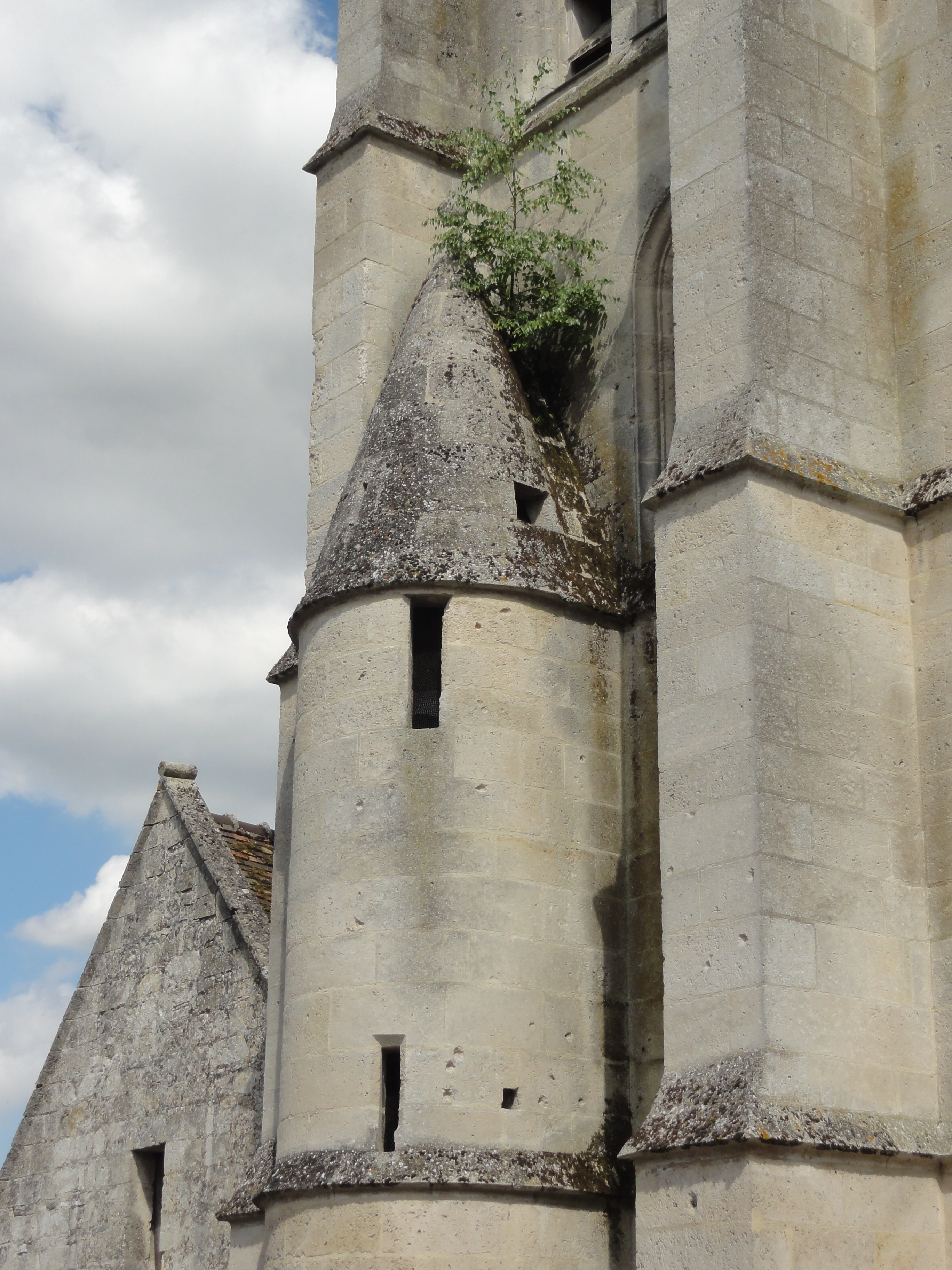
Tourelle d'escalier
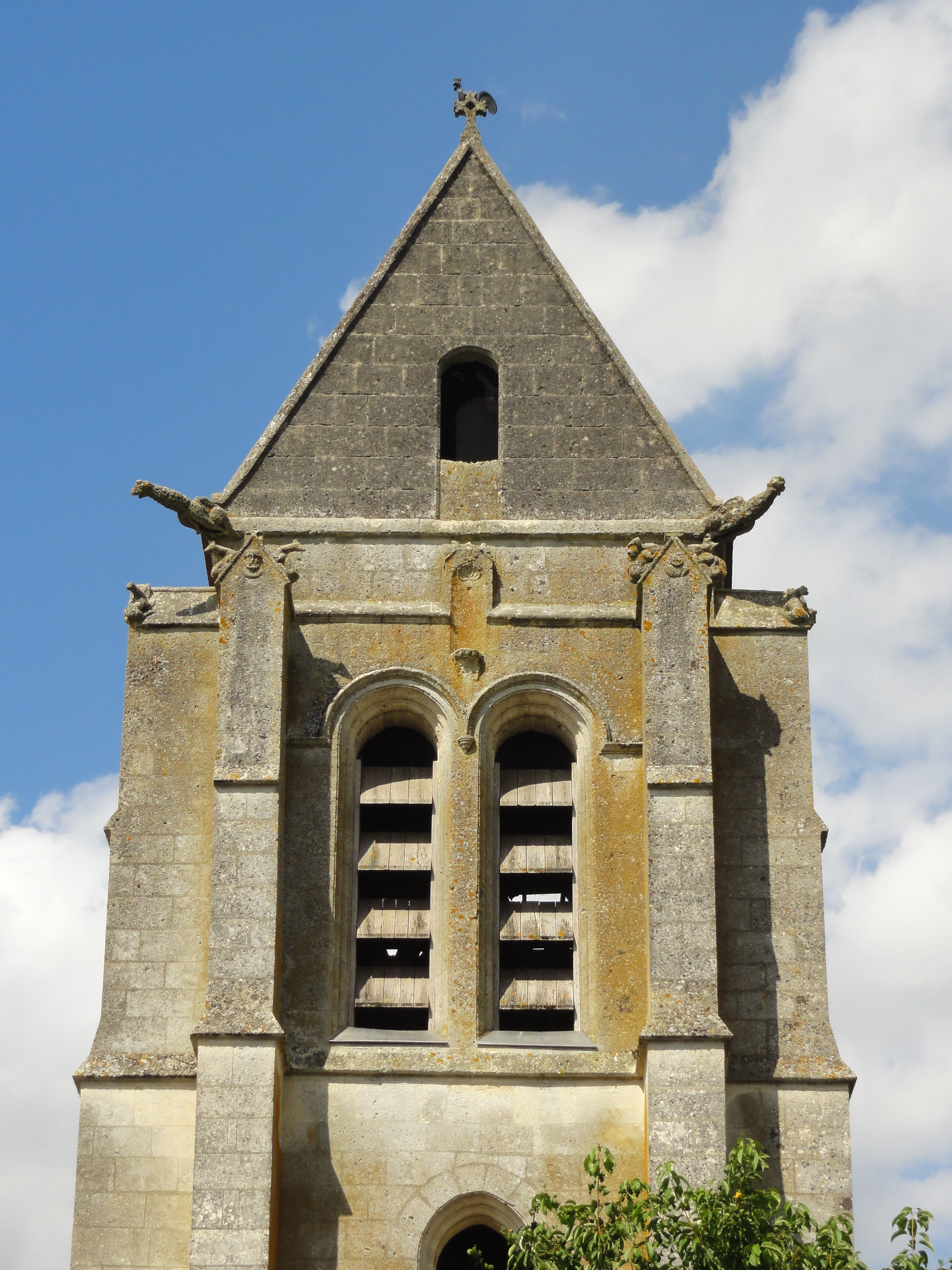
Étage de beffroi, côté sud.
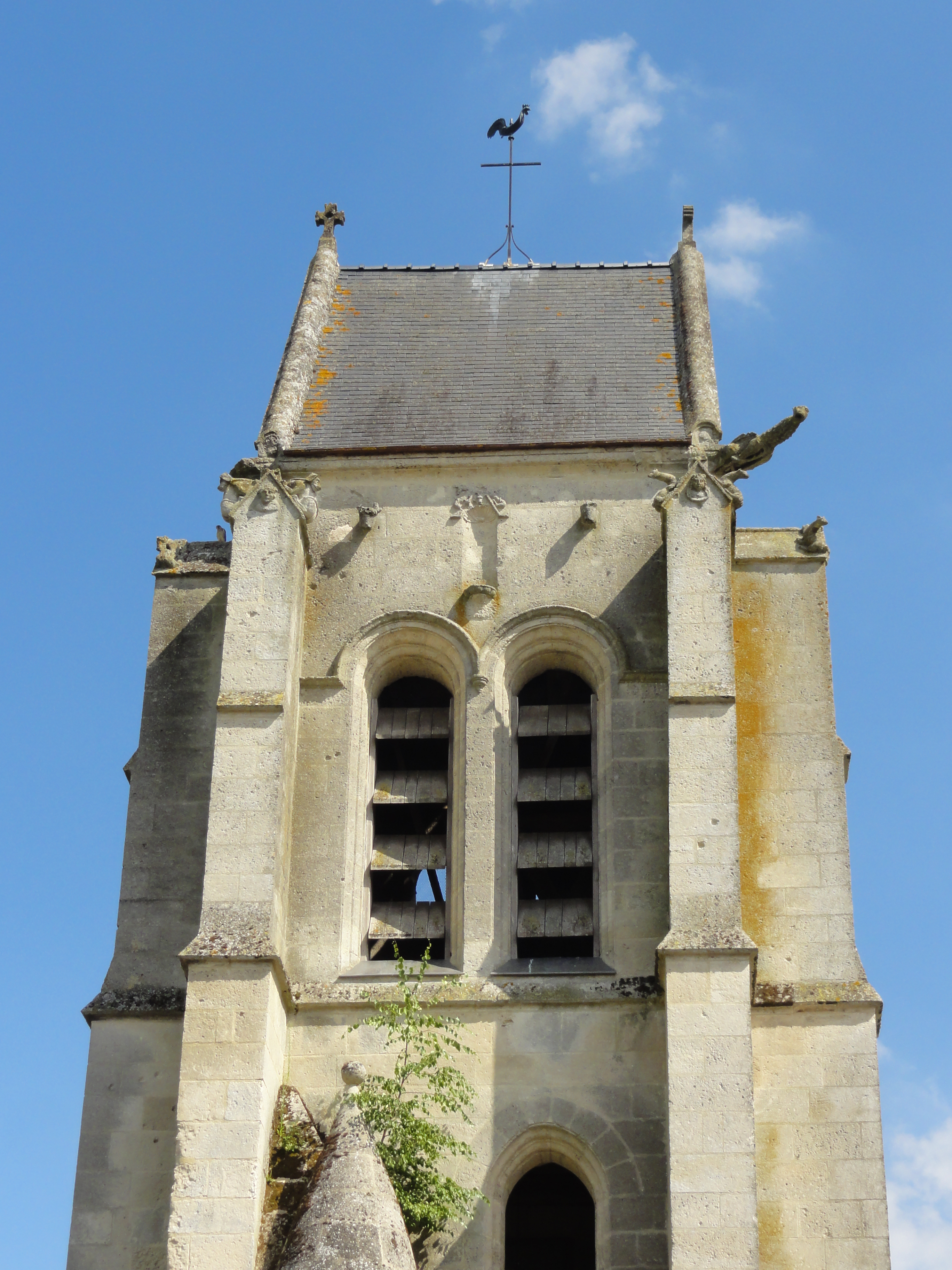
Étage de beffroi, ouest.
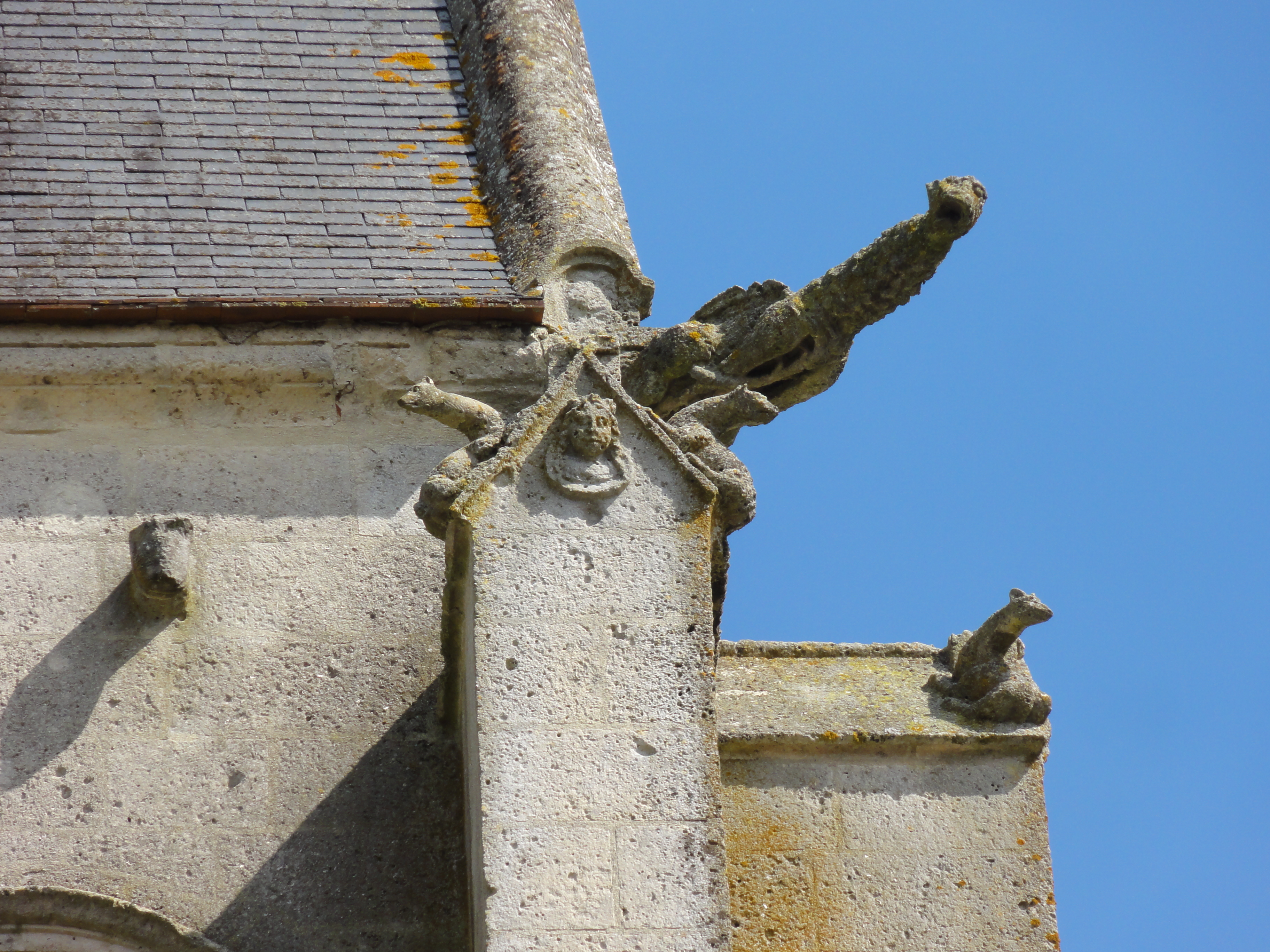
Décoration au sud-ouest.

#### Façade, élévations latérales et chevet

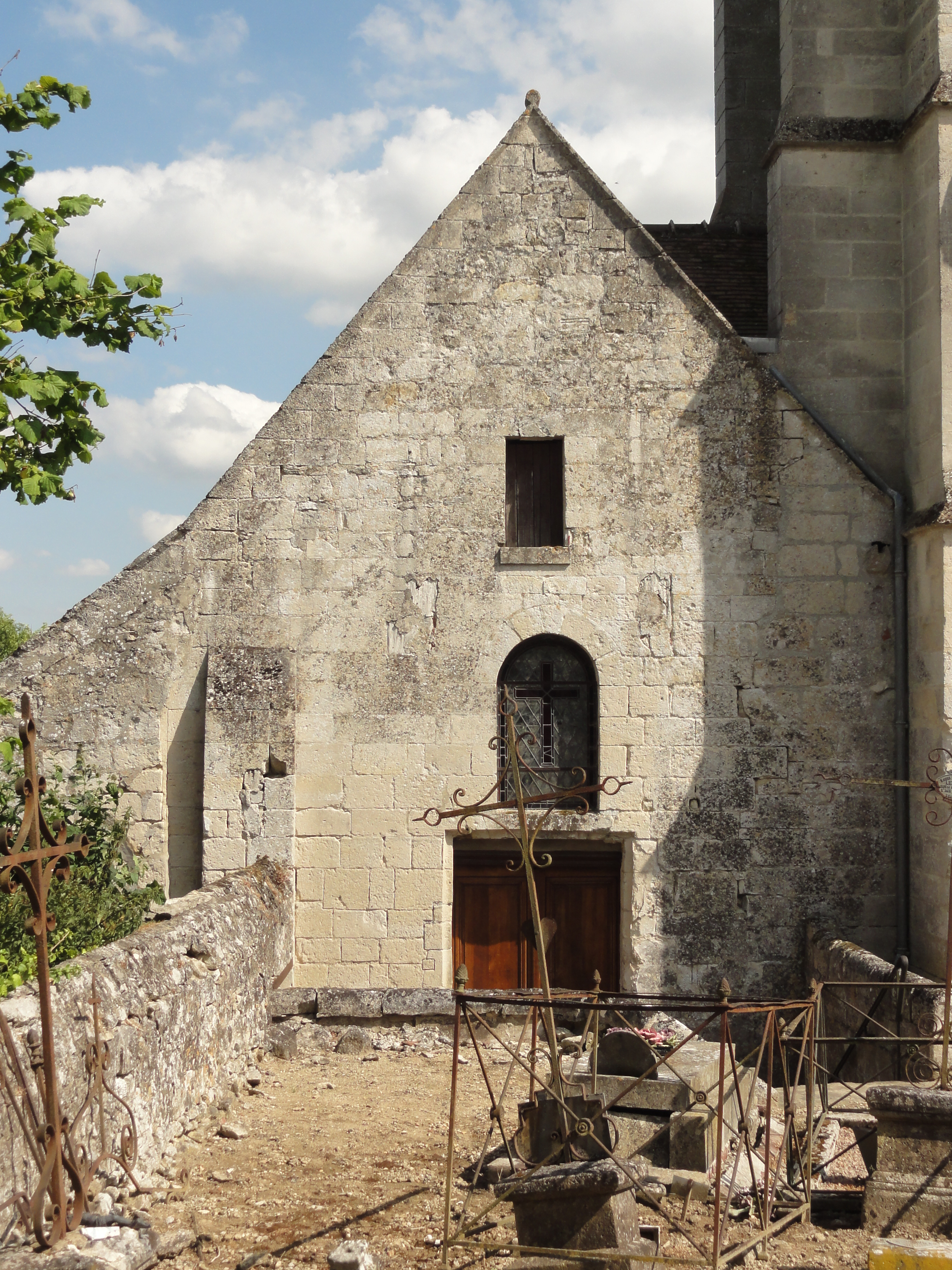
Façade occidentale.

La façade occidentale de la nef est bâtie en pierre de taille, et flanquée de deux contreforts plats orthogonaux à son angle nord-ouest. Ce sont les ultimes éléments qui indiquent encore les origines romanes de l'édifice. Le contrefort du côté nord est englobé dans le mur occidental du bas-côté nord, qui n'a donc pas encore existé au début du XIIe siècle. Son mur, probablement refait au début du XVIe siècle, est appareillé avec un peu moins de soin, et ajouré seulement d'un oculus. La porte en anse de panier a été bouché. Le portail occidental de la nef, indatable, est une simple porte rectangulaire à double vantail. Son pourtour est agrémenté d'une moulure concave. Le linteau sert en même temps de seuil à la fenêtre occidentale de la nef, qui est en plein cintre, sans ébrasement extérieur, et non décorée. Plus haut, une petite porte légèrement désaxée vers la gauche donne accès aux combles de la nef. Toute forme de décoration est absente sur la façade. Le rampant du demi-pignon du bas-côté et le rampant gauche de la nef sont soulignés par un bandeau taillé en biseau, qui a dû se perdre sur l'autre rampant.
L'élévation septentrionale est presque homogène. Les deux contreforts qui flanquent l'angle sud-ouest proviennent certainement de la campagne au dernier quart du XIIe siècle. Ils sont toujours relativement plats ; se retraitent une fois grâce à un fruit, et s'amortissent par un court glacis formant larmier. Tous les autres contreforts sont identiques, et sont issus des travaux pendant la première moitié du XVIe siècle. Plus saillants que les précédents, ils se retraitent par un fruit après la deuxième assise, et s'amortissent par un glacis formant larmier, nettement en dessous du sommet du mur gouttereau. Les quatre fenêtres, déjà signalées, sont identiques. Chacune est entourée d'une gorge, comme à l'intérieur. Il n'y a pas de corniche. Le mur est appareillé en pierre de taille au niveau de la première travée, jusqu'à mi-hauteur ; au niveau de la deuxième travée ; et au niveau de la dernière travée, au-dessus de la fenêtre. Le reste du mur est en moellons noyés dans un mortier. L'on ne note pas de rupture stylistique entre la troisième et la quatrième travée, contrairement à ce qui s'observe sur les voûtes, à l'intérieur. Quant au mur du chevet du bas-côté, il est dépourvu d'ouvertures.
L'abside se distingue du bas-côté nord par un larmier qui court à la limite des allèges, et passe autour des deux contreforts qui encadrent la baie d'axe ; ainsi que par le larmier supplémentaire qui scande les contreforts à mi-hauteur des fenêtres. Celles-ci sont entourées des mêmes moulures qu'à l'intérieur. La baie médiane est aux trois quarts bouchés, et les deux autres sont bouchées jusqu'à un tiers de leur hauteur. Les murs, bâtis en pierre de taille, se terminent par une corniche en forme de cavet. Les fenêtres partiellement bouchées ; la nudité du mur du bas-côté nord ; et la sacristie avec ses fenêtres grillagées, placée en avant du chevet du bas-côté sud, enlèvent tout charme au chevet de l'église Saint-Laurent. Sous des meilleures auspices se présente l'élévation méridionale, qui a grande allure avec ses deux pignons et ses deux grandes fenêtres. On voit le même larmier à la limite des allèges, et les mêmes contreforts que sur l'abside. Un autre larmier court à la naissance des pignons, qui ne sont dotés d'aucune ouverture.

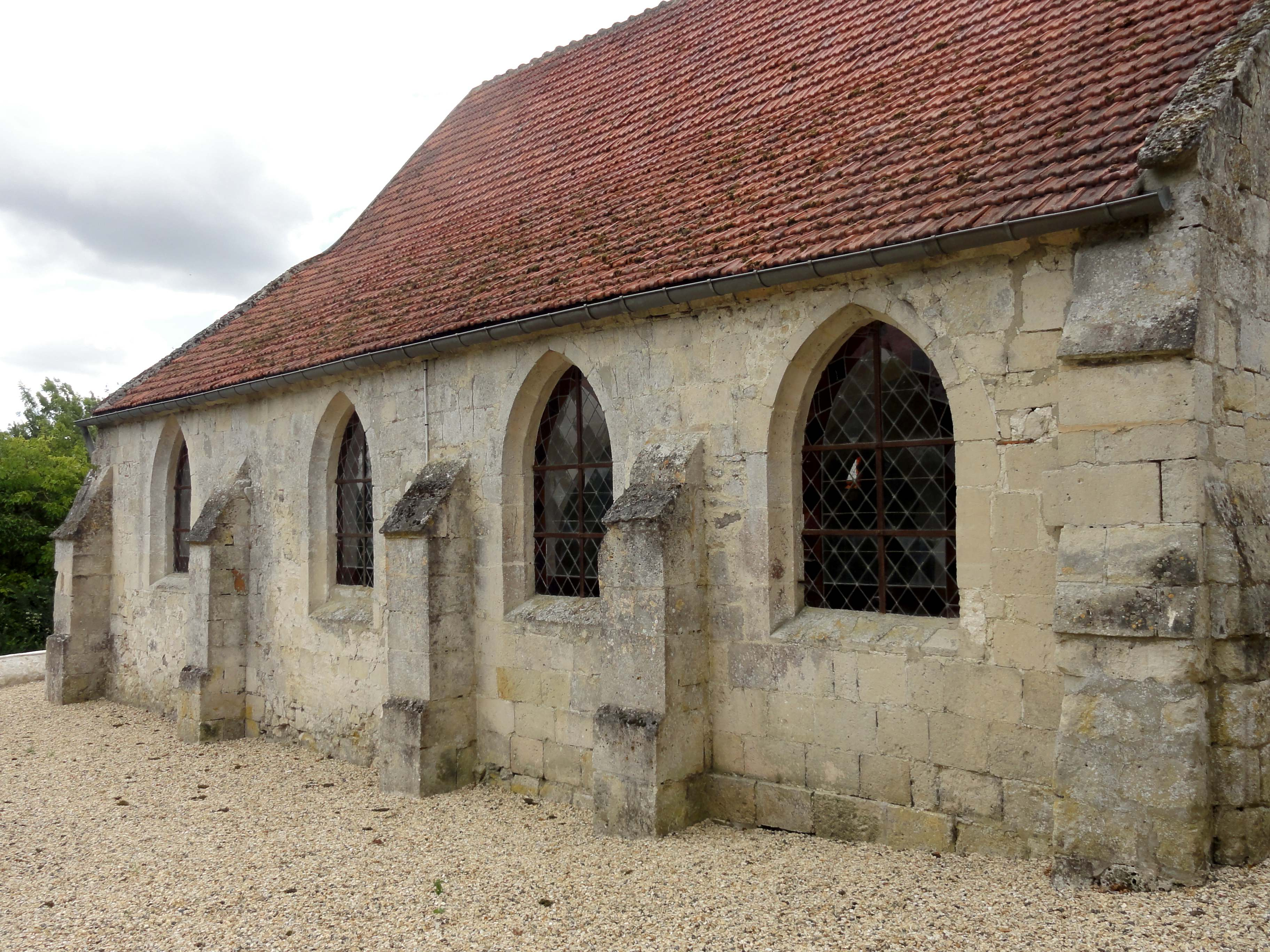
Bas-côté nord.
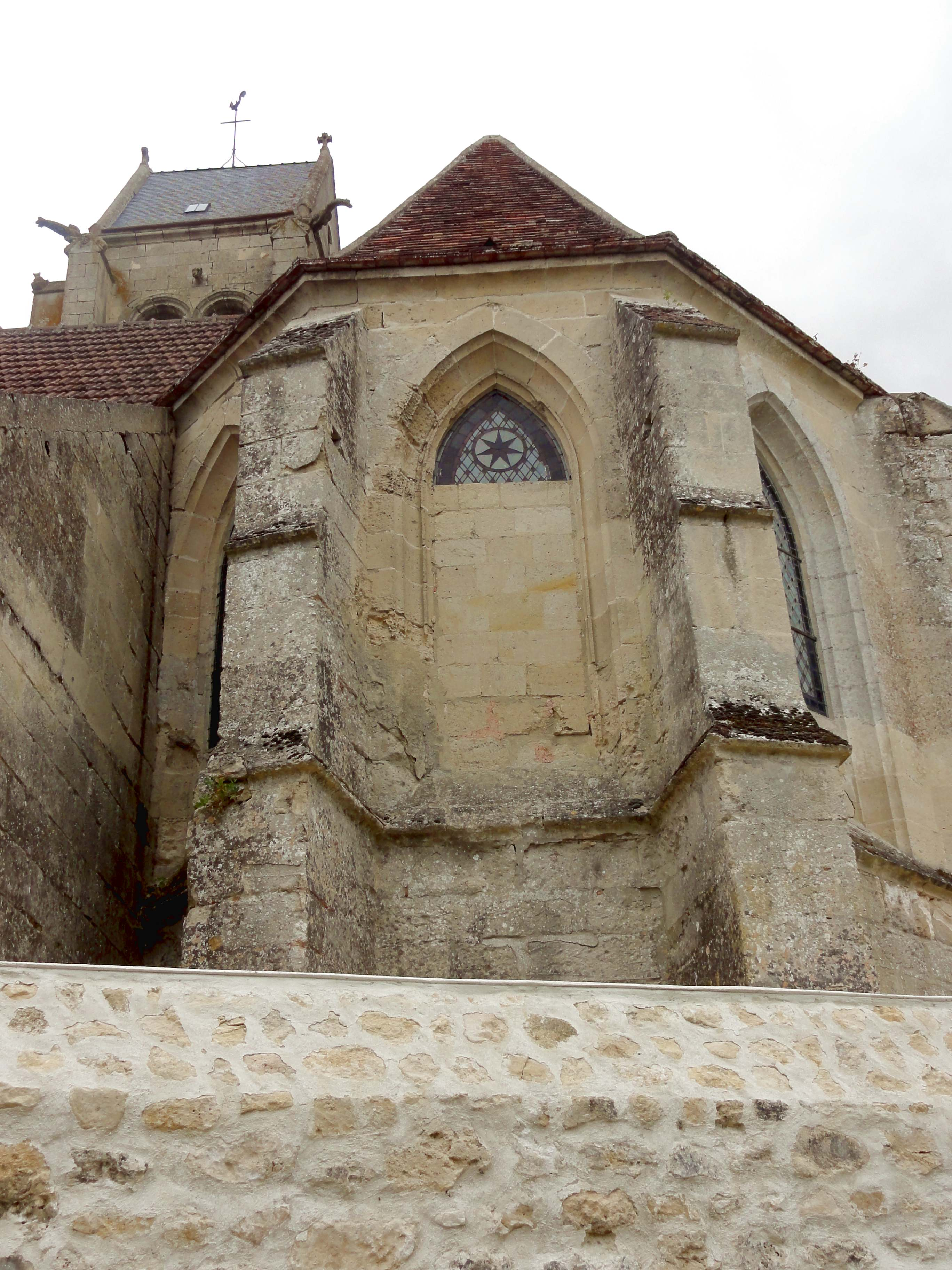
Abside.
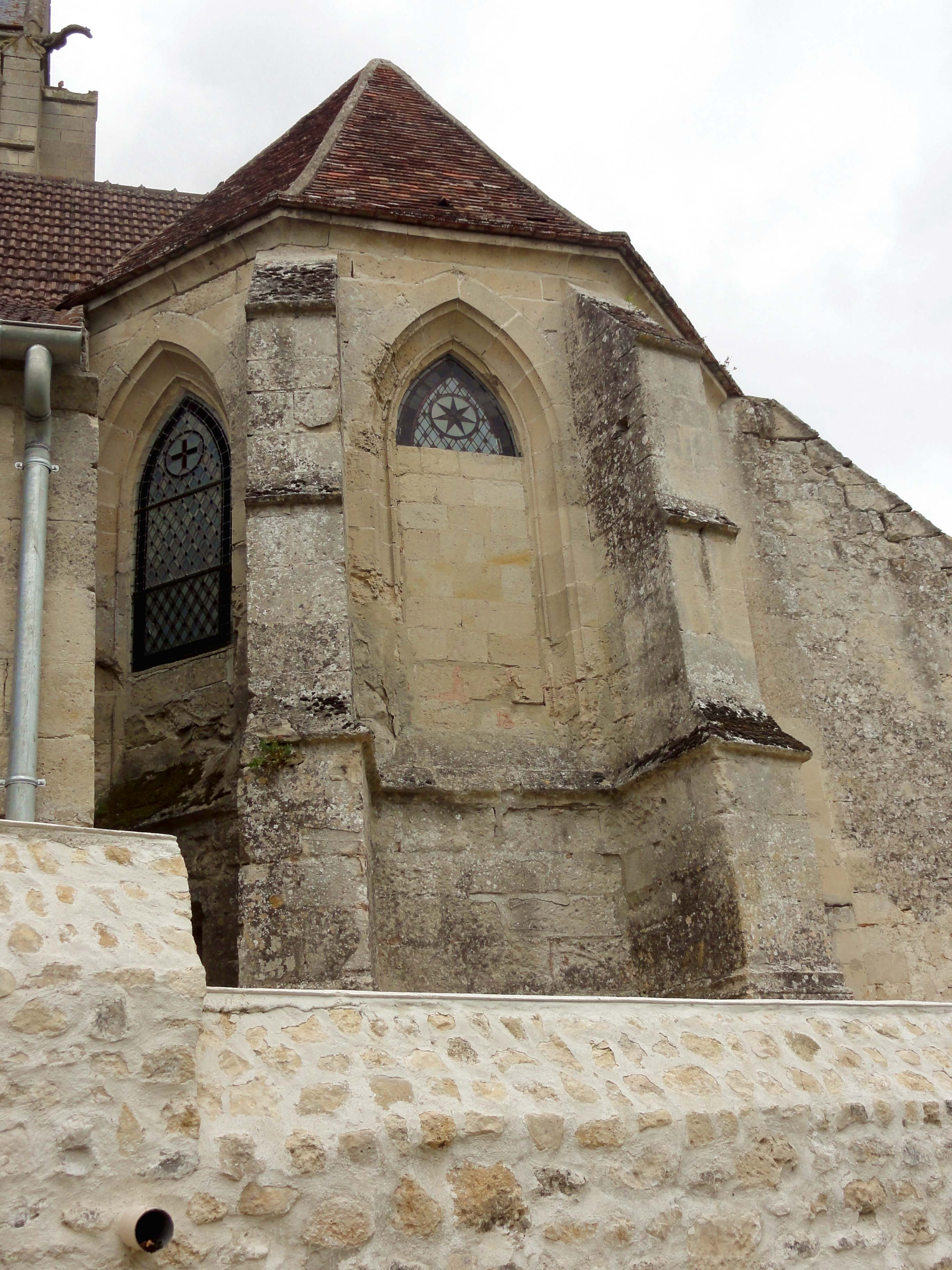
Abside.
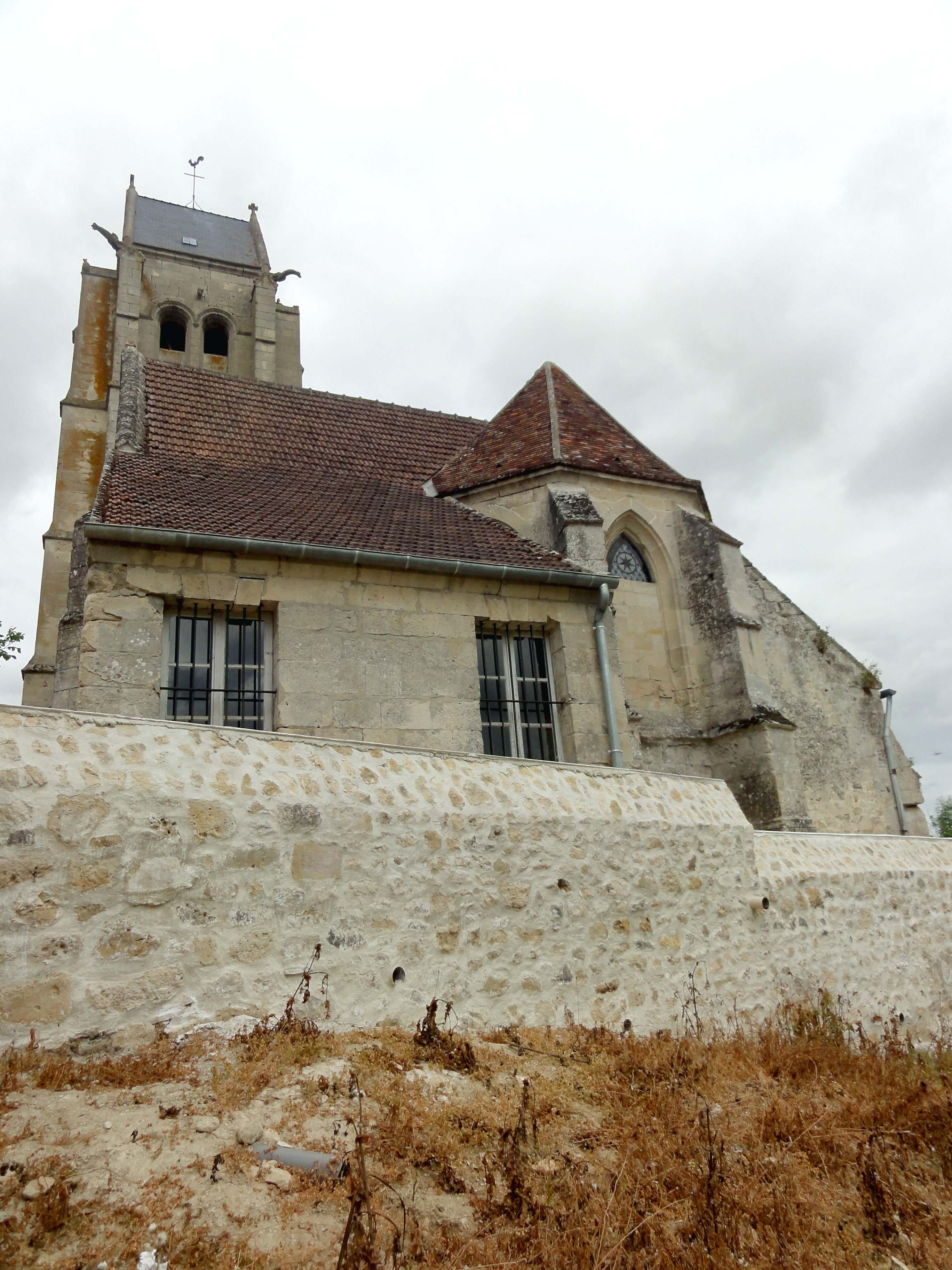
Chevet.
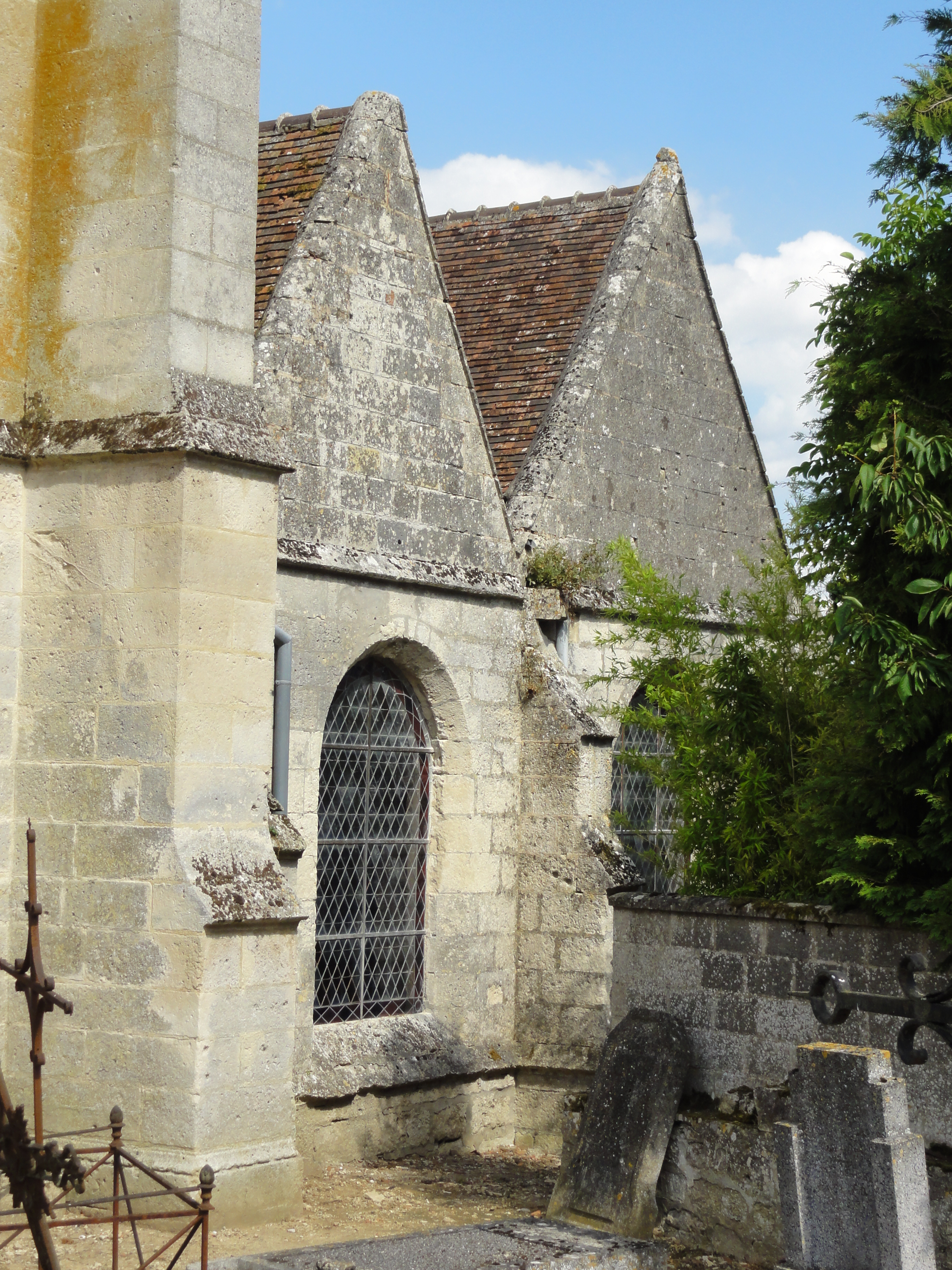
Bas-côté sud.

## Mobilier

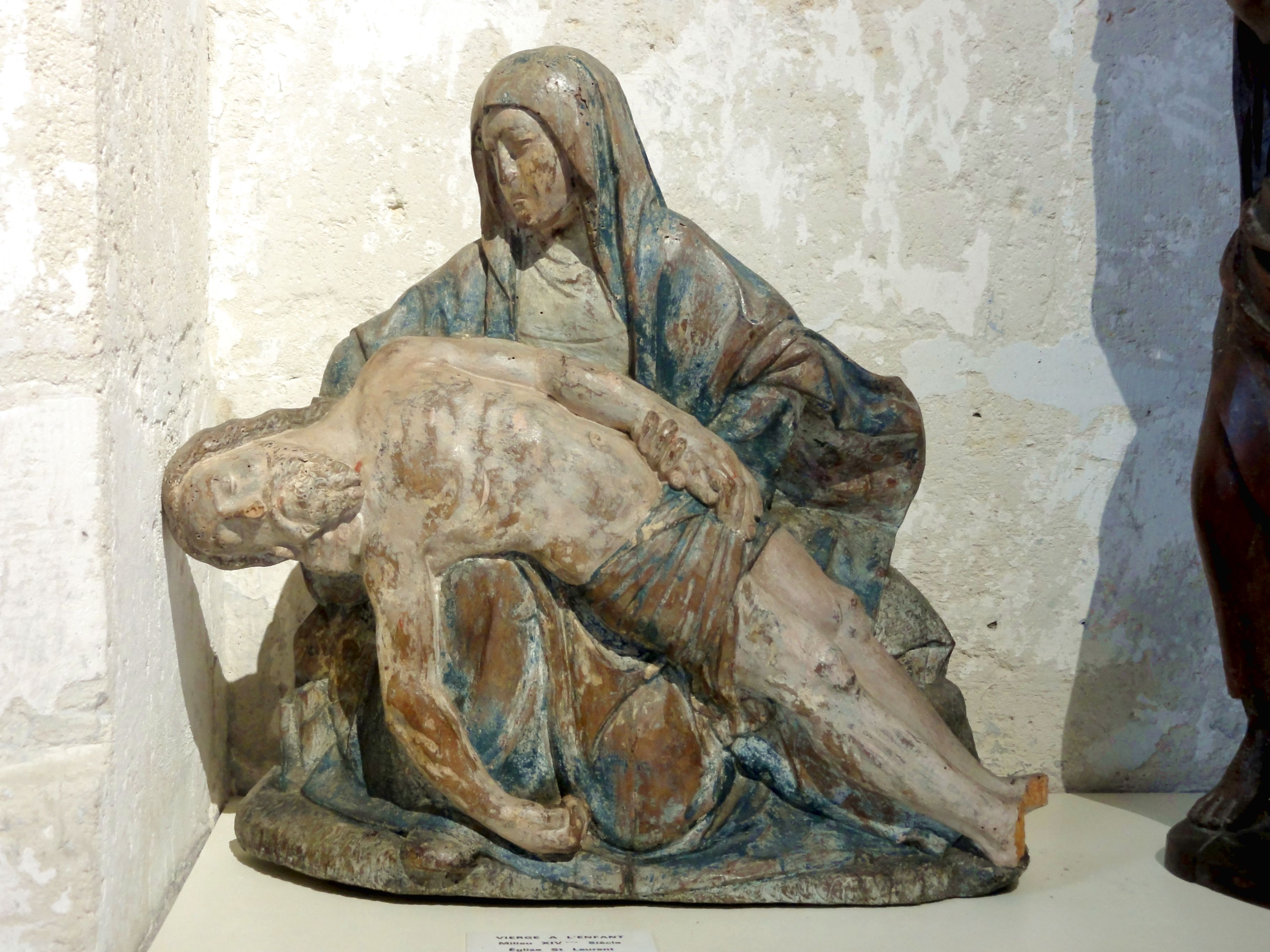
Pietà ou Vierge de Pitié.

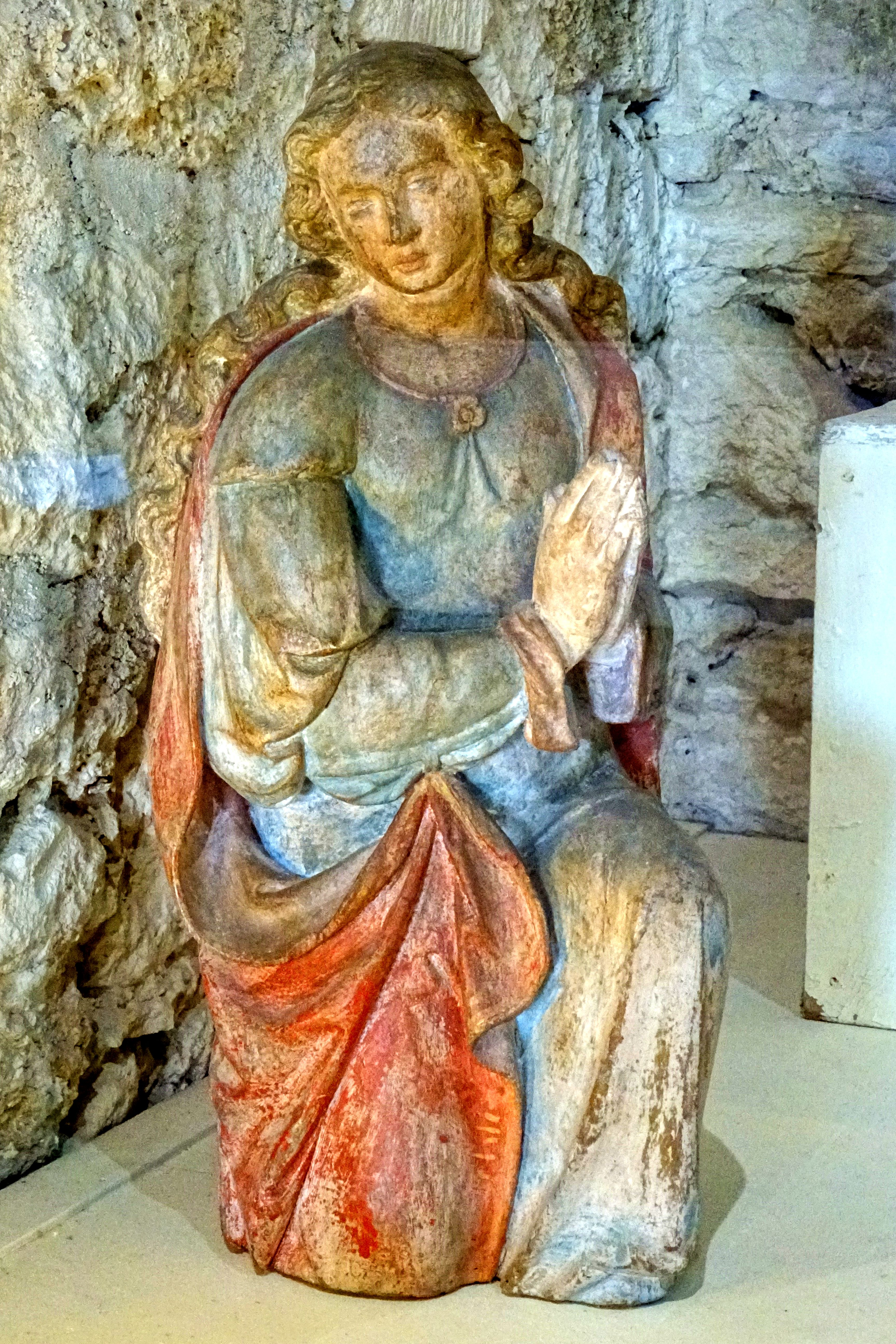
Statuette d'une sainte ou d'un ange.

Parmi le mobilier de l'église, quinze éléments sont inscrits ou classés monument historique au titre objet, dont onze statues et statuettes, et deux autres œuvres de sculpture. Elles sont toutes conservées au musée de l'Archerie et du Valois de Crépy-en-Valois. Les sept œuvres les mieux conservées, ainsi qu'une Pietà non encore inscrite ou classée à ce jour, sont exposées dans le département de l'art religieux. Les six autres sont mises en réserve dans l'attente d'une restauration. Parmi elles, deux statuettes sont menacées en raison de leur mauvais état, statuettes sont réduites à l'état de fragment. L'unique élément protégé au titre des monuments historiques qui reste sur place sont la clôture du chœur et de la chapelle latérale nord.
- La Pietà ou Vierge de Pitié, en bois polychrome, est de petites dimensions, et date du milieu du XIVe siècle. Elle représente donc, avec la Vierge à l'Enfant ci-dessus, l'une des deux éléments les plus anciens du mobilier de l'église, et est exposée au musée de l'Archerie et du Valois.
- Le bâton de procession en bois tourné, abritant une statuette de saint Laurent en bois sculpté en ronde-bosse et peinte, mesure 82 cm de hauteur, et date du XVIIIe siècle. La hampe et quelques éléments sculptés manquent. Des lacunes existent dans la polychromie. L'œuvre est classée depuis novembre 1966, et exposée au musée de l'Archerie et du Valois[9].
- La statue de saint Laurent, patron de l'église, en bois polychrome, mesure 92 cm de hauteur, et date du XVIe siècle. Elle est inscrite depuis mai 1996, et exposée au musée de l'Archerie et du Valois[10].
- La statue de saint Jean Baptiste présentant l'agneau pascal, en bois polychrome, mesure 91 cm de hauteur, et date du XVIe siècle. Elle est inscrite depuis mai 1996, et exposée au musée de l'Archerie et du Valois[11].
- La statue de saint Fiacre, patron des jardiniers, en bois polychrome, mesure 89 cm de hauteur, et date du XVIe siècle. Elle est inscrite depuis mai 1996, et exposée au musée de l'Archerie et du Valois[12].
- La statue d'un saint évêque, en bois polychrome, mesure 80 cm de hauteur, et date du XVIe siècle. Elle est inscrite depuis mai 1996, et exposée au musée de l'Archerie et du Valois[13].
- Le fragment de retable représente saint Hubert. Il est sculpté en haut-relief dans un panneau de bois, et conserve une polychromie ancienne résiduelle. Le panneau mesure 82 cm de hauteur pour 41 cm de largeur, et date du XVIe siècle. Il monte le saint de profil, agenouillé, à l'instar des donateurs sur les vitraux de la Renaissance, les mains rejointes pour la prière, accompagnée d'une épée et d'un cor de chasse. Le panneau est classé depuis novembre 1966, et exposée au musée de l'Archerie et du Valois[14]. Par ailleurs, l'autel au chevet du bas-côté sud est dédié à saint Hubert, comme le rappelle le tableau de retable, où l'on voit un évêque devant une forêt, et un cerf à l'arrière-plan.
- La statue de la Vierge à l'Enfant assise, en bois polychrome, mesure 88 cm de hauteur, et date du premier quart di XIVe siècle. Lors de son classement en juin 1925, la Vierge a été considérée comme datant du XVe siècle. Cette datation a été revue depuis. Marie tient une grappe de raisin dans sa main gauche, et maintient par sa main droite l'Enfant Jésus installé sur son genou, tout en le regardant affectueusement. Le revers est plat. Les mains de l'Enfant, une partie des mains de la Vierge ainsi que sa couronne manquent. La base de la statue est rongée par les xylophages. L'œuvre classée depuis novembre 1966 est donc considérée comme menacée, et mise en réserve au musée de l'Archerie et du Valois[15] (sans illustration).
- La statuette de saint Pierre en tenue d'évêque, en bois polychrome, mesure 69 cm de hauteur, et date du XVIe siècle. La main droite et une partie de son manteau manquent. La clef est moderne ; elle a probablement été refaite au XVIIIe siècle. Le saint est représenté en pied et de face. Coiffé d'une tiare, il bénissait sans doute de la main droite, et tient une grande clé dans la main gauche. Rongée par la vermoulure, l'œuvre classée depuis novembre 1966 est considérée comme menacée, et mise en réserve au musée de l'Archerie et du Valois[16] (sans illustration).
- Les statuettes de deux anges céroféraires, en bois, avec traces de polychromie ancienne et résiduelle, mesurent 48 cm de hauteur, et datent du XVIe siècle. Elles sont inscrites depuis mai 1996, et mises en réserve au musée de l'Archerie et du Valois[17] (sans illustration).
- La statuette de saint Nicolas en tenue d'évêque, en bois polychrome, mesure 60 cm de hauteur, et date du XVIe siècle. Elle est inscrite depuis mai 1996, et mise en réserve au musée de l'Archerie et du Valois[18] (sans illustration).
- La statuette représentant un ange ou une sainte non identifiée, en position agenouillée, en bois polychrome, mesure 50 cm de hauteur, et date du XVIe siècle. Elle est inscrite depuis mai 1996, et exposée au musée de l'Archerie et du Valois[19].
- Le fragment de la statuette de sainte Marie-Madeleine, en bois polychrome, mesure 35 cm de hauteur, et date du XVIe siècle. Il est inscrit depuis mai 1996, et mise en réserve au musée de l'Archerie et du Valois[20] (sans illustration).
- Le fragment d'une statuette, en bois polychrome, mesure 25 cm de hauteur, et date du XVIe siècle. Il est inscrit depuis mai 1996, et mise en réserve au musée de l'Archerie et du Valois[21] (sans illustration).
- La clôture du chœur et de la chapelle latérale nord est constituée de vingt panneaux de fenestrages sculptés de plis de serviette. L'ensemble mesure 108 cm de hauteur, et 660 cm de longueur. Il date de la première moitié du XVIe siècle, et se rapproche du banc d'œuvre du Coudray-Saint-Germer. Les panneaux ont été repeints en faux-bois au XIXe siècle, et classés au titre objet en juin 1925[22] (sans illustration).

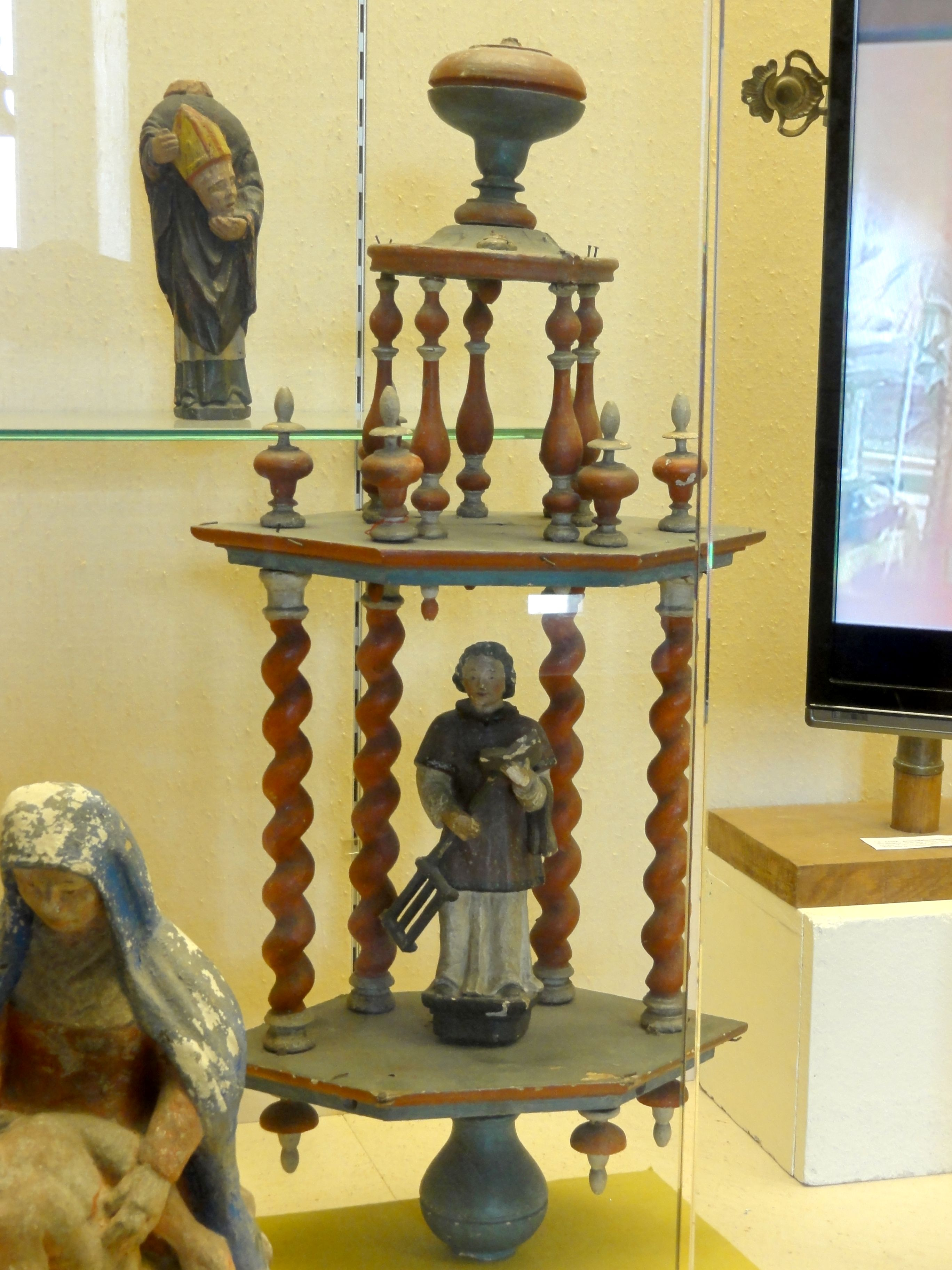
Bâton de procession.
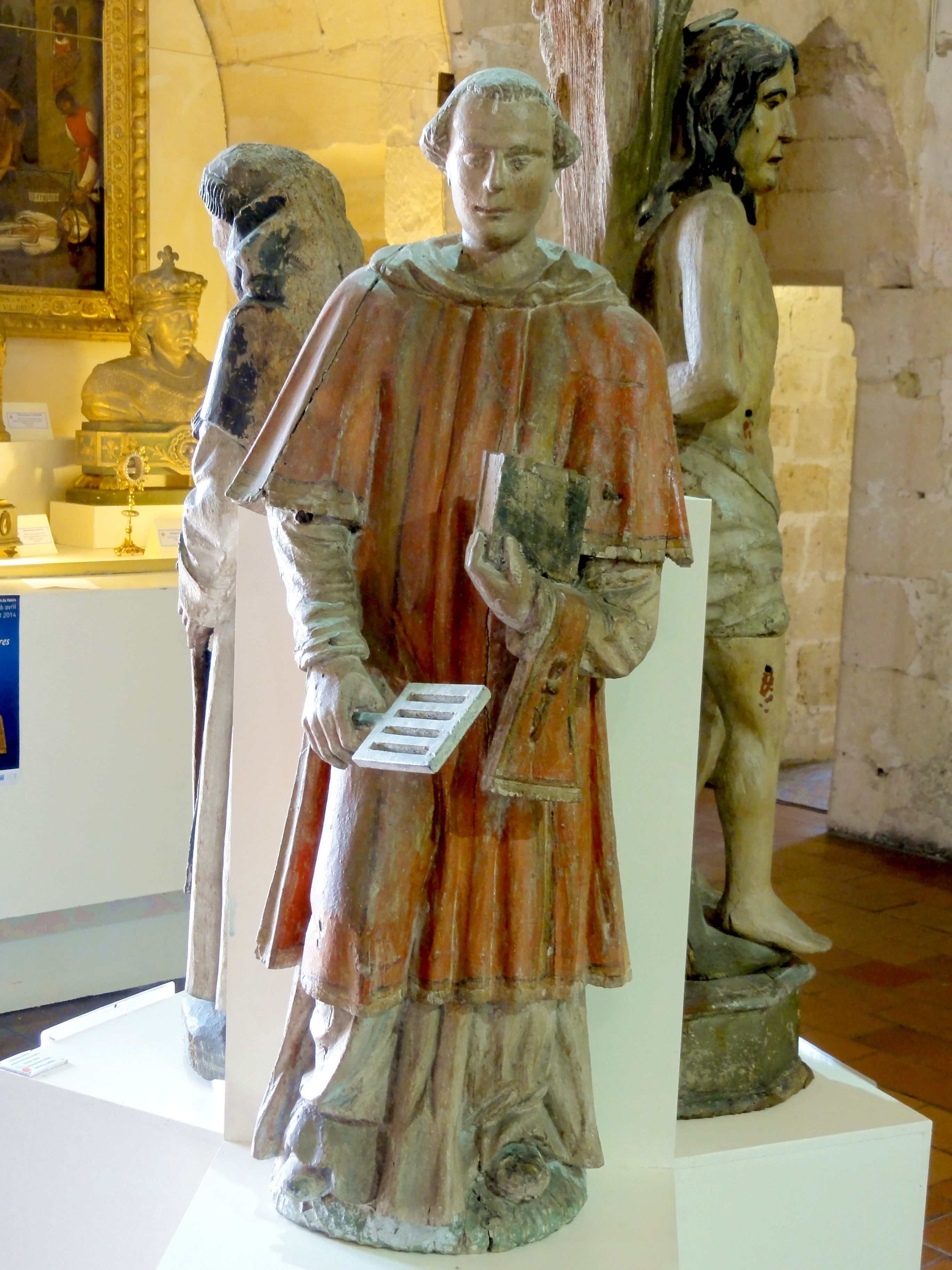
Saint Laurent.
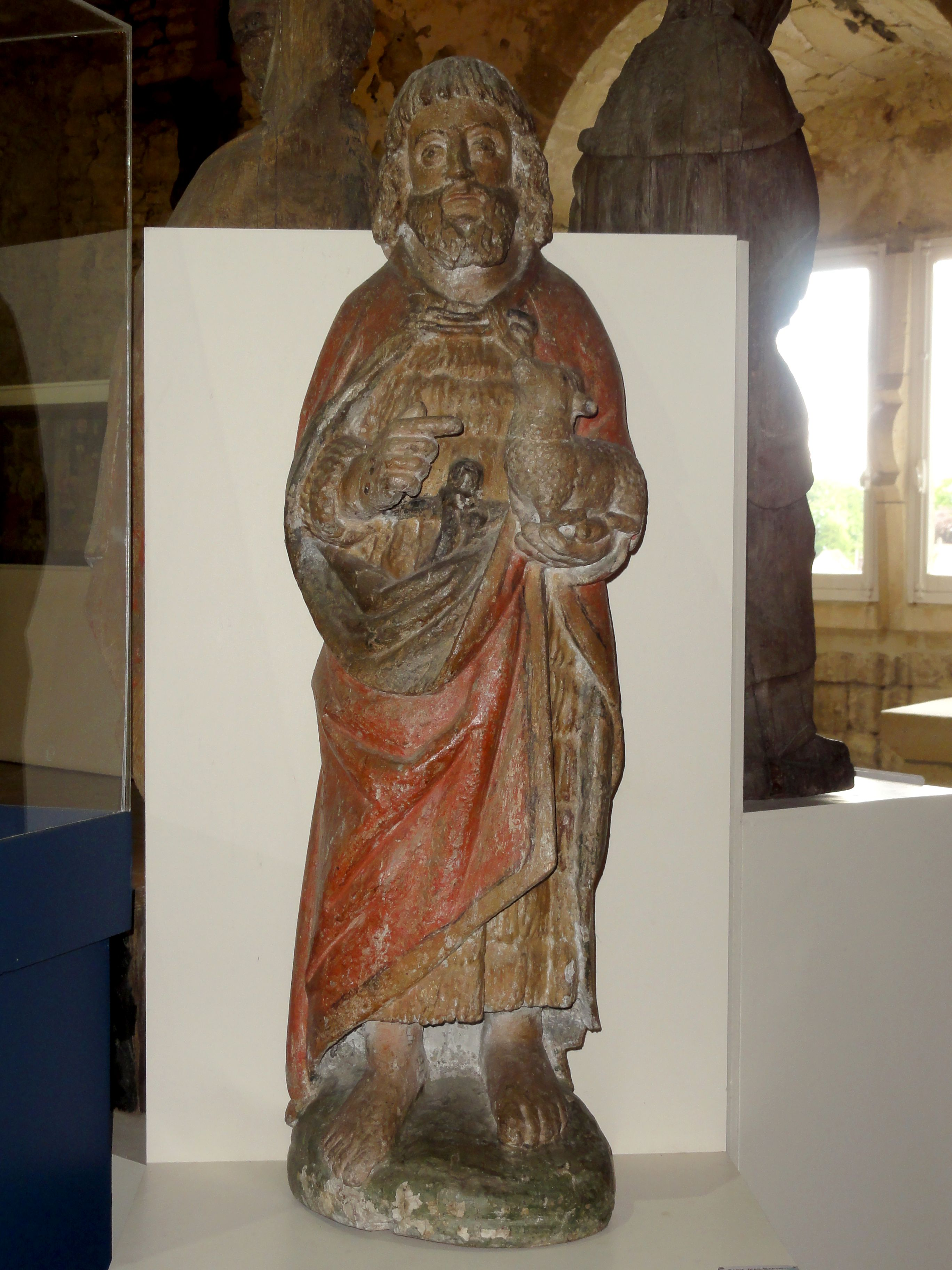
Saint Jean Baptiste.
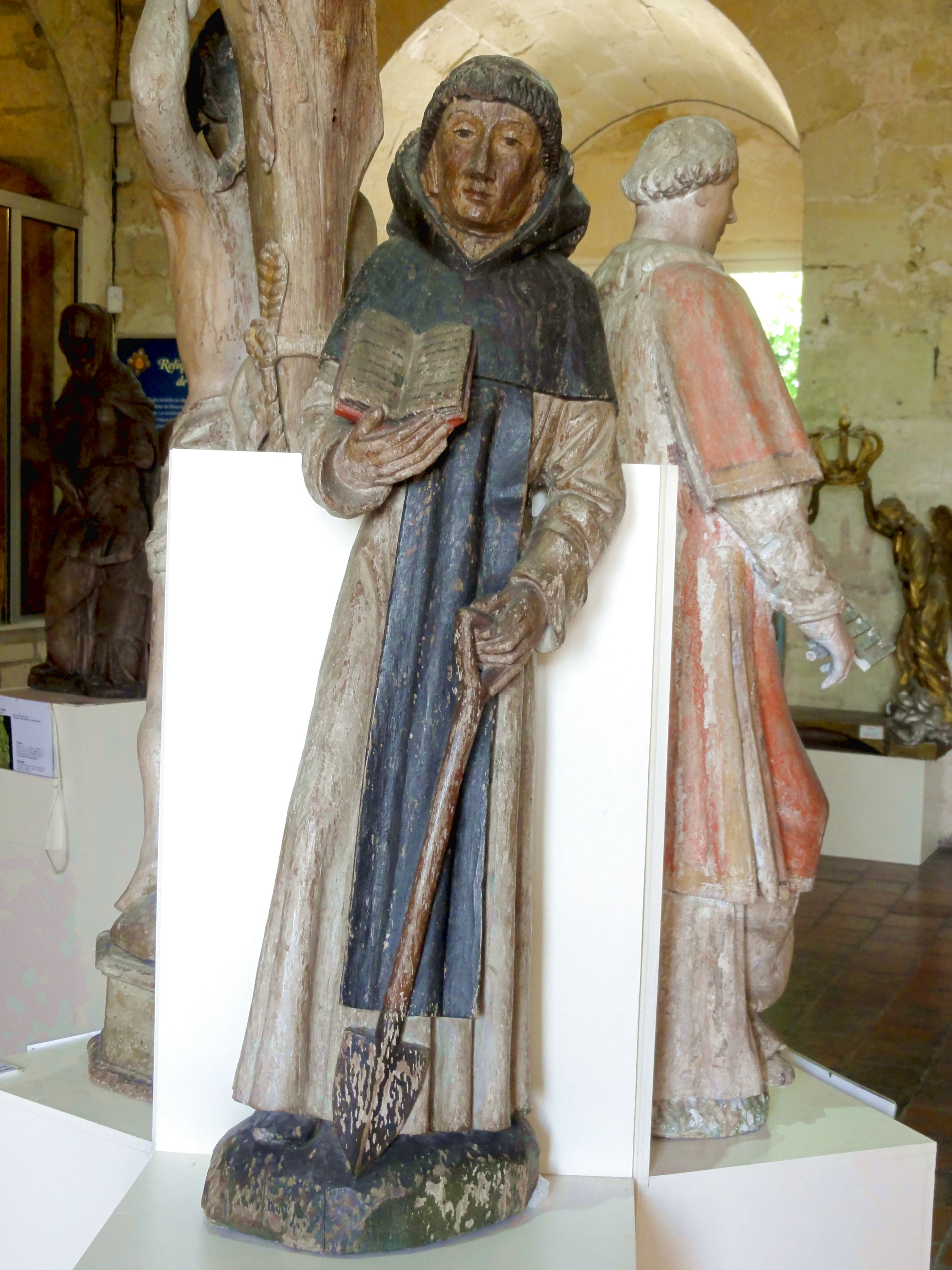
Saint Fiacre.
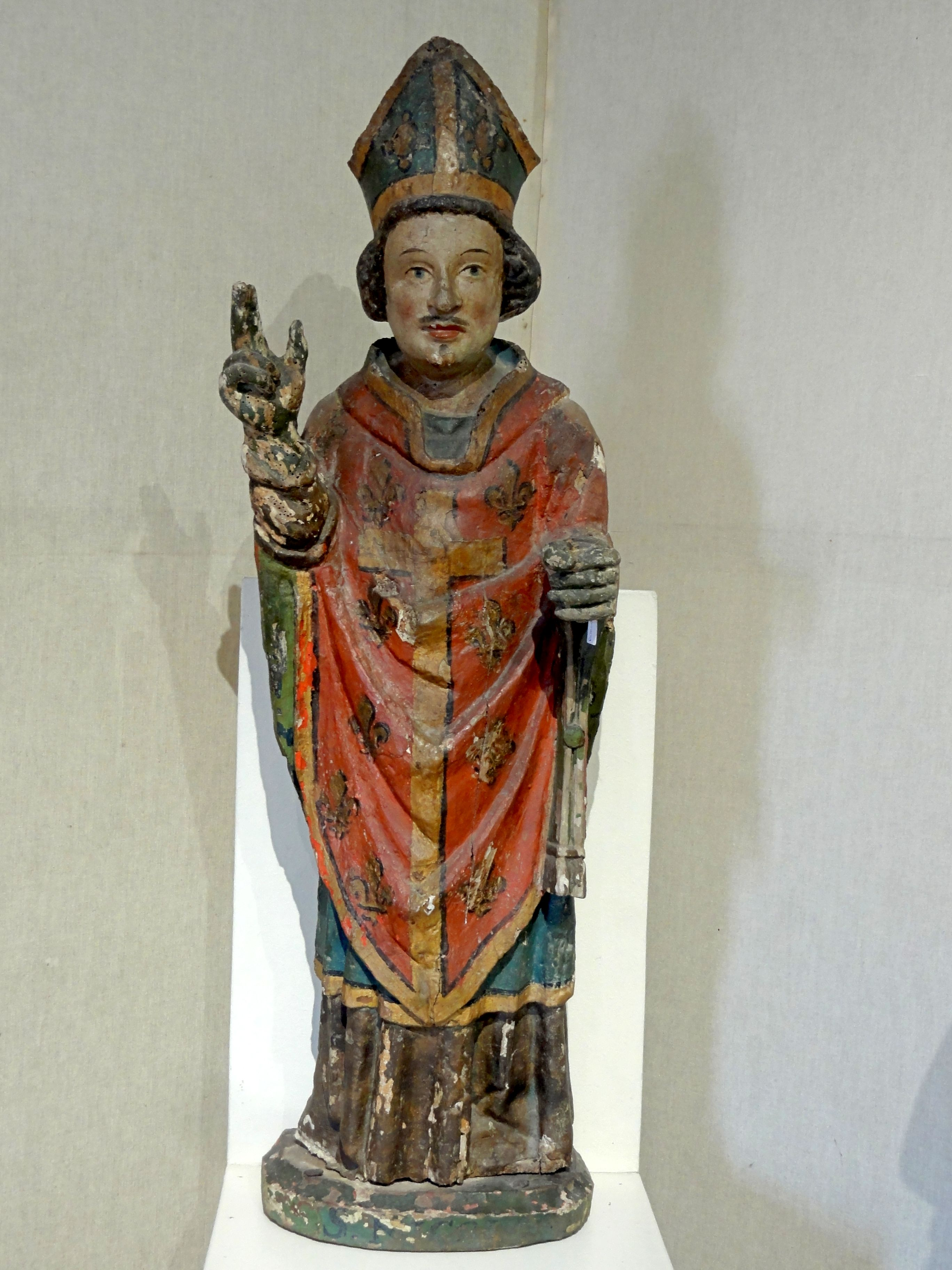
Saint évêque.
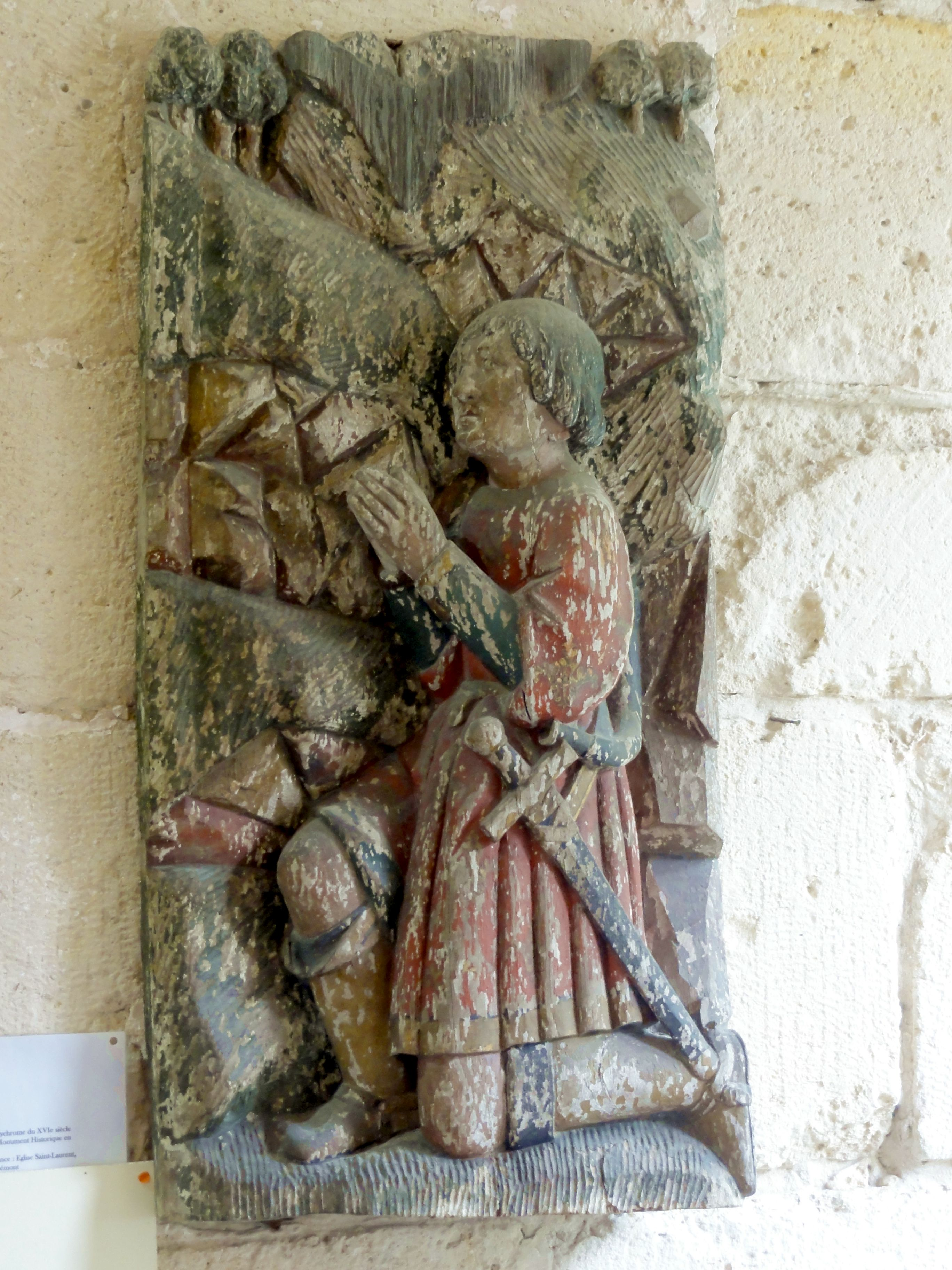
Saint Hubert.